# Alessandro Manzoni
Alessandro Manzoni (Milano, 7 marzo 1785 – Milano, 22 maggio 1873) è stato uno scrittore, poeta e drammaturgo italiano.
Considerato uno dei maggiori romanzieri italiani di tutti i tempi per il celeberrimo romanzo I promessi sposi, caposaldo della letteratura italiana, Manzoni ebbe il merito principale di aver gettato le basi per il romanzo moderno e di aver così patrocinato l'unità linguistica italiana, sulla scia di quella letteratura moralmente e civilmente impegnata propria dell'Illuminismo italiano. 
Passato dalla temperie neoclassica a quella romantica, il Manzoni, divenuto fervente cattolico dalle tendenze liberali, lasciò un segno indelebile anche nella storia del teatro italiano (per aver rotto le tre unità aristoteliche) e in quella poetica (nascita del pluralismo vocale con gli Inni Sacri e della poesia civile). 
Il successo e i numerosi riconoscimenti pubblici e accademici (fu senatore del Regno d'Italia) si affiancarono a una serie di problemi di salute (nevrosi, agorafobia) e famigliari (i numerosi lutti che afflissero la vita domestica dello scrittore) che lo ridussero in un progressivo isolamento esistenziale. Nonostante quest'isolamento, Manzoni fu in contatto epistolare con la migliore cultura intellettuale francese, con Goethe, con intellettuali di primo ordine come Antonio Rosmini e, seppur indirettamente, con le novità estetiche romantiche britanniche (influsso di Walter Scott per il genere del romanzo).

## Biografia

### Origini familiari

#### Famiglia

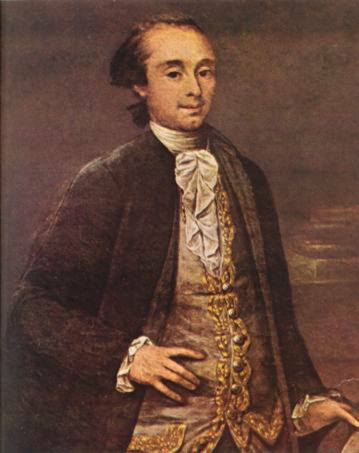
Pietro Manzoni, Casa Manzoni, Brusuglio.

Dal lato materno Alessandro Manzoni proveniva dall’illustre famiglia dei Beccaria; il nonno era Cesare Beccaria, autore del trattato Dei delitti e delle pene e uno dei principali animatori dell'illuminismo lombardo. A detta del Manzoni stesso, lui e il nonno si videro soltanto una volta, in occasione della visita della madre presso il celebre genitore. La parentela coi Beccaria lo rendeva inoltre lontano cugino dello scrittore scapigliato Carlo Dossi.
Più modesta era invece la famiglia paterna: don Pietro Antonio Pasino Manzoni (1657-1736), il padre di Alessandro, discendeva da una nobile famiglia di Barzio, in Valsassina, stabilitasi nel 1612 a Lecco (nella località del Caleotto) in seguito al matrimonio di Giacomo Maria Manzoni con Ludovica Airoldi del 1611. Sebbene Pietro Manzoni avesse poi ricevuto il feudo di Moncucco nel Novarese nel 1691 e in virtù di ciò fossero conti, a Milano il titolo non era valido perché "straniero". Inizialmente don Pietro presentò al governo austriaco una richiesta ufficiale di riconoscimento, ma poi preferì non insistere. In ogni caso, quando Roma attribuirà molto più tardi la cittadinanza al Manzoni, il titolo comitale apparirà sull'atto ufficiale e verrà mantenuto dalla sua discendenza.

#### Manzoni e Giovanni Verri
Anche se il padre legittimo era Pietro Manzoni, è molto probabile che il padre naturale di Alessandro fosse un amante di Giulia, Giovanni Verri (fratello minore di Alessandro e Pietro Verri). Con Giovanni, uomo attraente e libertino, di diciassette anni maggiore di lei, Giulia aveva avviato una relazione già nel 1780, proseguendola anche dopo il matrimonio. Dalle parole del Tommaseo pare che Verri fosse il vero padre dello scrittore e che questi ne fosse pienamente a conoscenza: «Anco di Pietro Verri [Manzoni] ragiona con riverenza, tanto più ch'egli sa, e sua madre non glielo dissimulava, d'essere nepote di lui, cioè figliuolo d'un suo fratello».

### L'infanzia e l'adolescenza

#### Galbiate e la separazione dei genitori
Alessandro Francesco Tommaso Antonio Manzoni nacque a Milano, allora parte dell'impero asburgico, al n. 20 di via San Damiano (oggi via Visconti di Modrone nº 16), il 7 marzo 1785 da Giulia Beccaria e, ufficialmente, da don Pietro Manzoni. Trascorse i primi anni di vita prevalentemente nella cascina Costa di Galbiate, tenuto a balia da Caterina Panzeri, una contadina del luogo, circostanza attestata dalla targa tuttora affissa nella cascina. Successivamente passò alcuni periodi alla villa rustica di Caleotto, di proprietà della famiglia paterna, dimora in cui amerà tornare da adulto e che venderà, non senza rimpianti, nel 1818. In seguito alla separazione dei genitori, Manzoni venne educato in collegi religiosi.

#### L'educazione religiosa a Merate e a Lugano

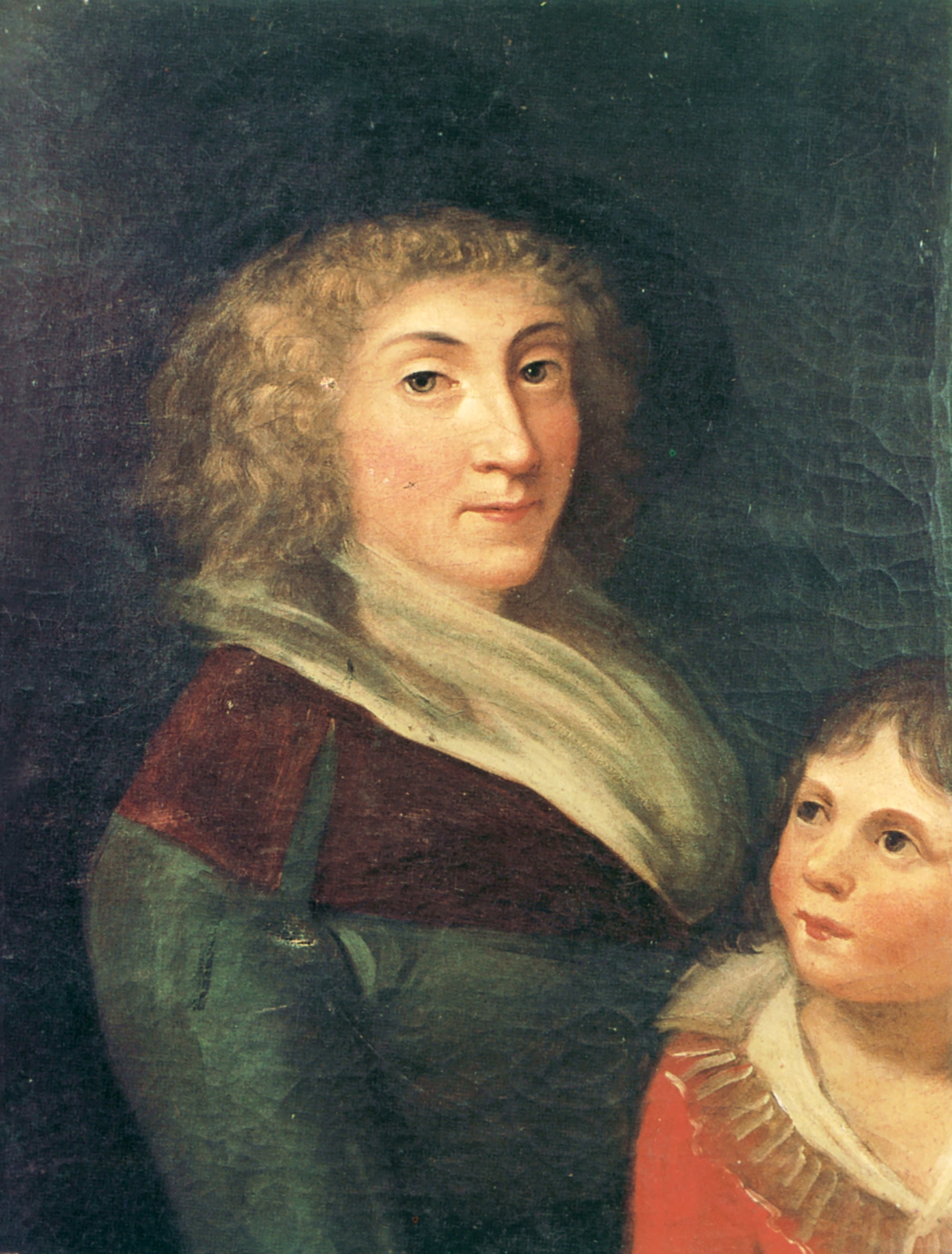
Andrea Appiani, Ritratto di Giulia Beccaria e suo figlio Alessandro Manzoni bambino, 1790. Il ritratto fu donato da Giulia al Verri, evento che rafforza la supposta illegittimità di Alessandro.

Il 13 ottobre 1791 fu accompagnato dalla madre a Merate al collegio San Bartolomeo dei Somaschi, dove rimase cinque anni. Fu un periodo duro; il piccolo Alessandro risentiva della mancanza della madre e soffriva del difficile rapporto sia con i suoi compagni di scuola, violenti, sia con gli insegnanti, che lo punivano di frequente. La letteratura in quegli anni era già per lui una consolazione e una passione: durante la ricreazione, racconterà lo scrittore, «…mi chiudevo […] in una camera, e lì componevo versi». Nell'aprile del 1796 passò al collegio di Sant'Antonio a Lugano, gestito ancora dai Somaschi, per rimanervi fino al settembre del 1798. Nello stesso 1796 giungeva sul lago di Lugano il somasco Francesco Soave, celebre erudito e pedagogista; per quanto sia del tutto improbabile che Manzoni l'abbia avuto come maestro (se non per qualche giorno), la sua figura esercitò sul bambino una notevole influenza. Vecchio e prossimo alla morte, l'autore de I promessi sposi ricordava: «Io volevo bene al padre Soave, e mi pareva di vedergli intorno al capo un'aureola di gloria».
Alla fine del 1798 passò al collegio Longone di Milano, gestito dai Barnabiti e quindi si trasferì a Castellazzo de' Barzi, dove l'istituto aveva stabilito provvisoriamente la propria sede a causa delle manovre belliche per poi tornare il 7 agosto 1799 a Milano. Non è chiaro quanto l'adolescente fosse rimasto dai Barnabiti; l'ipotesi più accreditata lo fa supporre allievo della scuola fino al giugno 1801. Nonostante l'isolamento cui era costretto per colpa dell'ambiente chiuso e bigotto, Alessandro riuscì a stringere alcune amicizie, che dureranno poi nel corso degli anni a venire, con i compagni di classe Giulio Visconti e Federico Confalonieri. Un giorno imprecisato dell'anno scolastico 1800-1801, poi, gli scolari ricevettero una visita che suscitò nel giovane Alessandro una grande emozione: l'arrivo di Vincenzo Monti, che leggeva avidamente e considerava il più grande poeta vivente, «fu per lui come un'apparizione di un Dio».

#### La formazione culturale

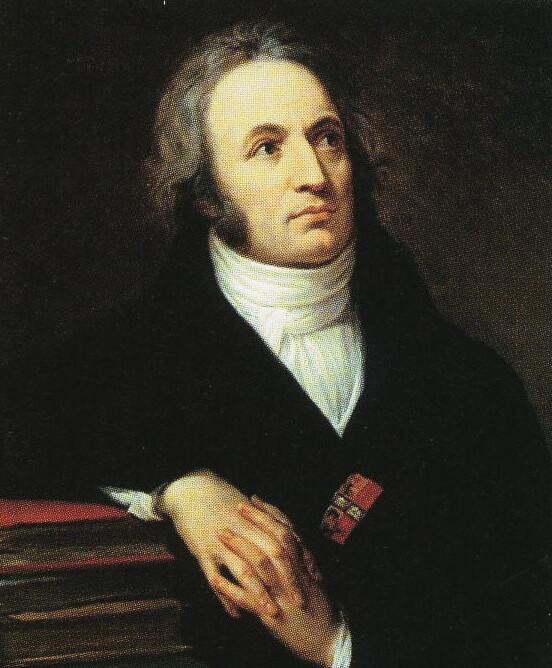
Andrea Appiani, Vincenzo Monti, olio su tela, 1809, Pinacoteca di Brera.

La formazione culturale di Manzoni è imbevuta di mitologia e letteratura latina, come appare chiaramente dalle poesie adolescenziali. Due, in particolare, sono gli autori classici prediletti, Virgilio e Orazio, ma notevole è anche l'influsso di Dante e Petrarca; tra i contemporanei, invece, assieme al Monti svolgono un ruolo importante Parini e Alfieri. Se si escludono gli esercizi di stile precedenti, le sue primissime esperienze poetiche risalgono alla metà del 1801, quando cominciò a stendere Del trionfo della libertà, in cui si può riscontrare una vena satirica e polemica che avrà un ruolo non trascurabile nel Manzoni adolescente, pur venendo mitigata già a metà del decennio. Ci restano inoltre le traduzioni, in endecasillabi sciolti, di alcune parti del libro quinto dell'Eneide e della Satira terza (libro primo) di Orazio, accanto a un epigramma mutilo in cui attacca un certo fra' Volpino che, sotto mentite spoglie, raffigura il vicerettore del collegio padre Gaetano Volpini.

#### Un giovane scapestrato

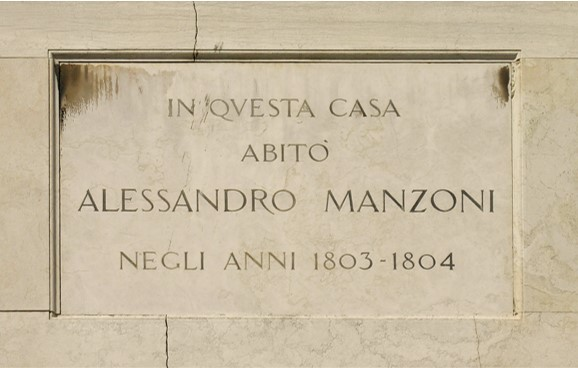
Lapide ricordo di Manzoni a Venezia, Campo San Maurizio, Palazzo Bellavite.

Uscito dall'angusto mondo del Longone, dall'estate 1801 al 1805 visse con l'anziano padre, alternando i soggiorni alla tenuta di Caleotto alla vita di città, dove frequentava l'ambiente illuministico dell'aristocrazia e dell'alta borghesia milanese, dedicando buona parte del suo tempo al divertimento e in particolare al gioco d'azzardo; giocava nel ridotto del Teatro alla Scala, finché, sembra, un rimprovero del Monti lo convinse a rinunciare al vizio. Fu anche l'epoca del primo amore, quello per Luigina Visconti, sorella di Ermes; di questa esperienza sappiamo quanto il poeta stesso rivelò nel 1807 in una lettera a Claude Fauriel: a Genova, infatti, l'aveva casualmente rivista, ormai sposata al marchese Gian Carlo Di Negro, e l'episodio aveva risvegliato in lui la nostalgia e il dispiacere di averla perduta. Oltre a questi svaghi, la giovinezza del Manzoni è contrassegnata anche da un soggiorno a Venezia (dall'ottobre 1803 al maggio 1804) presso il cugino Giovanni Manzoni, durante il quale ebbe modo di conoscere la nobildonna Isabella Teotochi Albrizzi, a suo tempo musa di Foscolo, e di scrivere tre dei quattro Sermoni. Non è chiaro il motivo del soggiorno veneziano, del quale Alessandro conservava anche in tarda età un bellissimo ricordo, ma non sembrano esserci state ragioni politiche, quanto piuttosto il desiderio del padre di allontanarlo da uno stile di vita dissipato.

#### La Milano illuminista

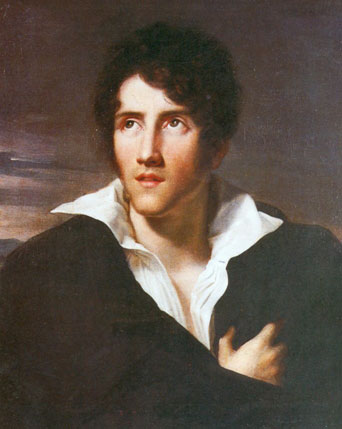
Anonimo inglese, Alessandro Manzoni nel 1805, olio su tela, attualmente nella Casa Manzoni di via del Morone, Milano. Natalia Ginzburg, con molta probabilità, descrive questo ritratto, quando dice: «Altrove ha una folta chioma scompigliata, gli occhi nuvolosi e rassomiglia a Ugo Foscolo».

Il compiacimento neoclassico del tempo gli ispirò le prime composizioni di un qualche rilievo, modulate sull'opera di Vincenzo Monti, idolo letterario del momento; oltre a lui, Manzoni si volge a Parini, portavoce degli ideali illuministi nonché dell'esigenza di moralizzazione, al poeta Ugo Foscolo, a Francesco Lomonaco, un esule lucano, e a Vincenzo Cuoco, assertore delle teorie vichiane, anche lui esule da Napoli dopo la restaurazione borbonica del 1799 e considerato il «primo vero maestro del Manzoni». La vicinanza all'ambiente neoclassico, e al suo campione Vincenzo Monti in particolare, spinsero il giovane a frequentare alcuni corsi di eloquenza tenuti dal poeta romagnolo all'università di Pavia tra il 1802 e il 1803. Nei registri dell'ateneo il nome di Alessandro non risulta, ma è quasi certo che egli seguiva le lezioni montiane. Oltre alla nota ammirazione per il Monti e all'opinione di illustri studiosi, sembra convalidare l'ipotesi il carteggio del periodo. I corrispondenti di Manzoni, infatti, sono quasi tutti studenti (o vecchi studenti) dell'università, da Andrea Mustoxidi a Giovan Battista Pagani, da Ignazio Calderari a Ermes Visconti e a Luigi Arese. 
Il contesto accademico lo dovette mettere in contatto anche con due professori giansenisti, Giuseppe Zola e Pietro Tamburini, docenti rispettivamente di «storia delle leggi e dei costumi» e di «filosofia morale, diritto naturale e pubblico»; le loro idee in difesa della morale lo influenzarono molto, oltre a introdurlo per la prima volta al pensiero giansenista. Tamburini condannava la Curia romana per le sue deformazioni, ma vedeva nel cattolicesimo un imprescindibile modello. Per l'elevatezza delle sue dissertazioni parve a Manzoni un punto di riferimento al pari di Zola, definito «sommo» in una lettera al Pagani del 6 settembre 1804. Dal punto di vista letterario, a questo periodo risalgono Del trionfo della libertà, Adda e I quattro sermoni, che recano l'impronta di Monti e di Parini, ma anche l'eco di Virgilio e Orazio. 

### Il soggiorno parigino (1805-1810)

#### La morte di Carlo Imbonati e il ricongiungimento con la madre

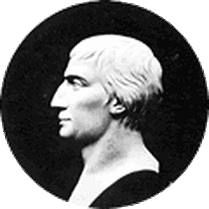
Cameo del XIX secolo raffigurante il profilo di Carlo Imbonati.

Nel 1805 Manzoni venne invitato dalla madre e da Carlo Imbonati a Parigi, a quanto pare dietro suggerimento del Monti. Alessandro accettò con entusiasmo, ma non fece in tempo a conoscere il conte, alla cui missiva rispose con parole di calore e riconoscimento che Imbonati non lesse mai, in quanto morì il 15 marzo, lasciando la Beccaria ereditiera universale del suo patrimonio ma anche affranta e bisognosa dell'amore filiale. Il giovane, allora ventenne, giunse nella capitale francese il 12 luglio, giorno in cui la polizia locale gli rilasciava il permesso di soggiorno. Manzoni, che per lo scomparso scrisse l'ode In morte di Carlo Imbonati, scoprì di avere una madre, e da quel momento le loro strade, divise sino ad allora, si incrociarono per non lasciarsi più. Fino al 1841, anno della morte della Beccaria, i due instaurarono un rapporto strettissimo la cui profondità emerge dalle lettere dello scrittore in numerosissime occasioni; già il 31 agosto 1805 rivelava a Vincenzo Monti di aver trovato «la mia felicità […] fra le braccia d'una madre», e di non vivere che «per la mia Giulia».

#### Il circolo parigino: gliIdéologuese Claude Fauriel

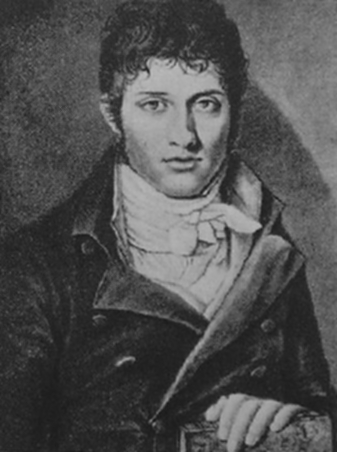
Claude Fauriel, Castello di Bignon, Francia.

Con la madre soggiornò al numero 3 di place Vendôme. Molto spesso madre e figlio si recavano ad Auteuil, cittadina ove si riuniva il circolo intellettuale sotto il patronato della vedova del filosofo Helvétius, e alla Maisonnette di Meulan, dove Manzoni passò due anni, partecipando al circolo letterario dei cosiddetti Idéologues: filosofi di scuola ottocentesca, eredi dell'illuminismo settecentesco ma orientato verso questioni concrete nella società, anticipatori per questo di tematiche romantiche (quali l'attenzione alle classi povere e alle emozioni). 
Un ruolo importante nel gruppo degli Idéologues (costituito, tra gli altri, da Volney, Garat, Destutt de Tracy e il danese Baggesen) era ricoperto da Claude Fauriel, col quale Alessandro strinse un’amicizia durata per molti anni; la frequentazione fu facilitata dal legame che c'era tra Giulia e l'amante di Fauriel, Sophie de Condorcet, e dal più anziano Pierre Cabanis, autore della Lettre sur les causes premières, testo orientato in senso spiritualista e impregnato di spirito religioso, per quanto l'Essere supremo di cui si ammette l'esistenza non coincida completamente con il Dio cristiano secondo la concezione della Chiesa. 
A Parigi, dunque, Alessandro entrò in contatto con la cultura francese classicheggiante, assimilando il sensismo, le teorie volterriane e l'evoluzione del razionalismo verso posizioni romantiche. Ci sono rimaste poche lettere relative agli anni 1805-1807, e non è pertanto possibile definire con precisione la rilevanza per Manzoni di tutti i testi e gli autori che conobbe o approfondì nei primi anni francesi; Fauriel e Cabanis emergono tuttavia come i due principali punti di riferimento; una certa importanza dovette inoltre avere Lebrun, riconosciuto, in una lettera al Pagani del 12 marzo 1806, «grand'uomo», «poeta sommo» e «lirico trascendente». Potrebbero essere anche parole di circostanza, dettate da un'amicizia ancor fresca e dalla riconoscenza per le parole di elogio che «Pindare Lebrun» gli aveva rivolto, omaggiandolo di un suo componimento. Lo stile del poeta francese, improntato a un classicismo enfatico e di maniera, non pare in effetti conciliarsi con la poetica manzoniana, ma il poemetto Urania (ideato tra il 1806 e il 1807 e poi stancamente portato a compimento negli anni successivi) ne recherà parzialmente l'impronta.

#### L'intermezzo italiano (1806-1807) e la morte di don Pietro

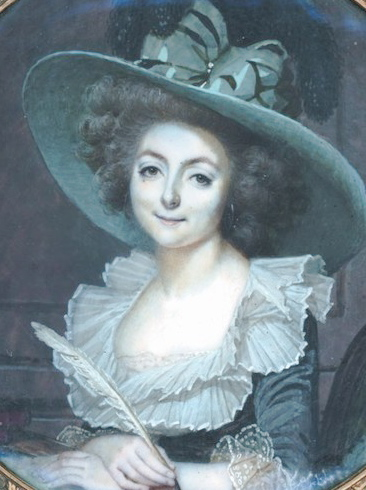
Sophie de Condorcet. Il suo salotto fu uno dei punti di ritrovo degli Idéologues.

Nel giugno 1806 madre e figlio lasciarono una prima volta Parigi, per sistemare le ultime pratiche legali relative all'eredità dell'Imbonati, nella quale figurava anche la villa di Brusuglio; a settembre erano comunque già di ritorno in Francia, come dimostra una lettera di Manzoni a Ignazio Calderari. Al febbraio 1807 risale un secondo spostamento: una lettera al Fauriel, scritta il 17, conferma che quel giorno il Manzoni era a Susa e aveva passato il Moncenisio, mentre da altre testimonianze epistolari sappiamo che il mese successivo si trovava a Genova. 
Il 20 marzo, in procinto di partire per Torino, venne a sapere che il padre era gravemente malato (anche se in realtà era morto già da due giorni), e durante il tragitto che lo conduceva a Milano apprese della sua morte; sembra però che Giulia e Alessandro non siano entrati in città né preso parte ai funerali, preferendo trascorrere alcuni giorni nella nuova proprietà di Brusuglio, per poi riattraversare le Alpi. Le parole con cui affronta nelle lettere la scomparsa del padre paiono piuttosto fredde; nella missiva al Fauriel dell'8 aprile, venti giorni dopo il funerale, rivolge a Pietro un ultimo augurio: «Paix et honneur à sa cendre» (pace e onore alle sue ceneri); nella lettera a Pagani del 24 marzo, giorno in cui apprese la notizia del decesso, fa riferimento al motivo «ben doloroso» che lo aveva chiamato a Milano, per poi proseguire con altri argomenti, come la soddisfazione di rivedere l'amico Calderari e l'affetto per la madre, «parlando della quale troverò sempre più ogni espressione debole e monca». A maggio Alessandro, nominato dal padre erede universale, era nuovamente a Parigi.

#### Il matrimonio e la nascita della figlia Giulia

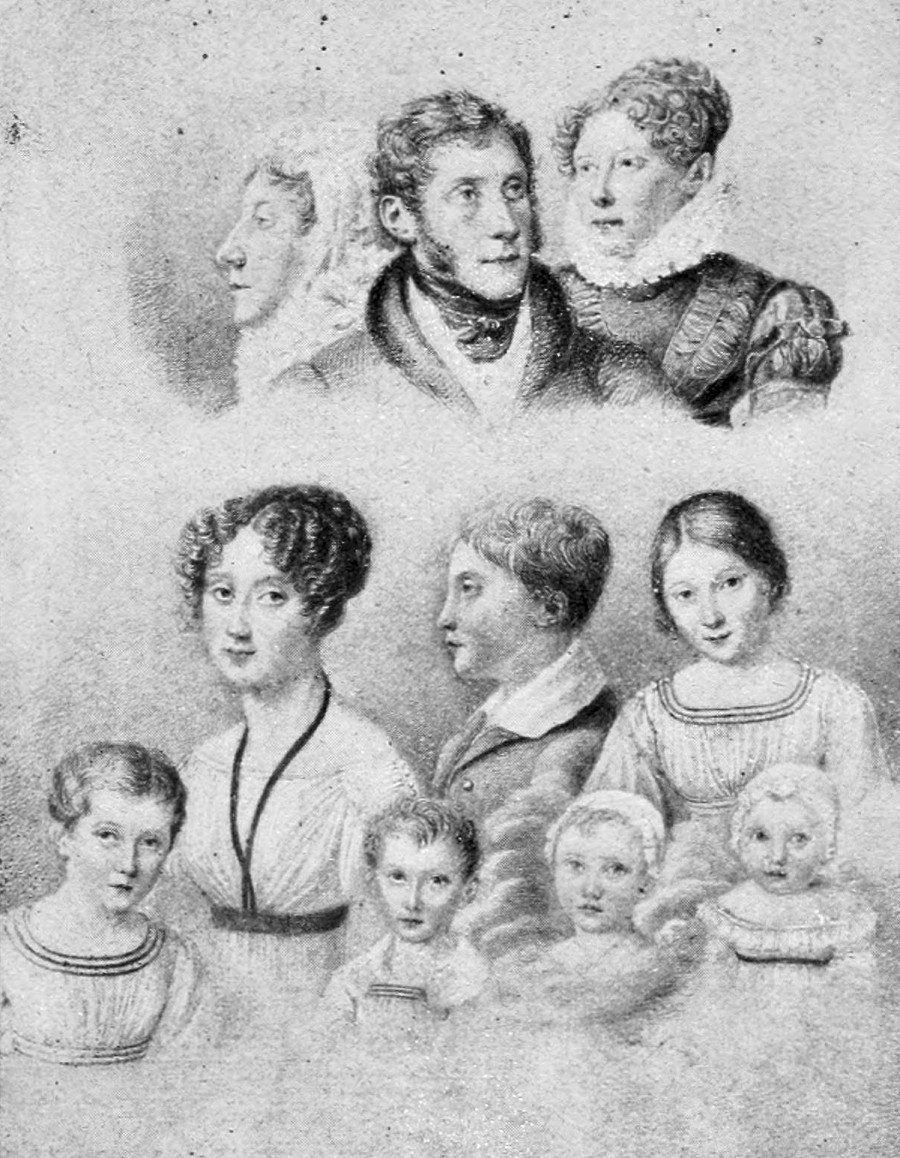
La famiglia Manzoni all'epoca del viaggio a Firenze, disegno di Ernesta Legnani Bisi.

Da tempo Giulia Beccaria andava cercando una sposa per il figlio; anche il viaggio primaverile del 1807 era stato fatto anche con questo obiettivo, divenuto preminente. Dopo il fallimento del progetto di fidanzare Alessandro con Augustine, figlia del filosofo Destutt de Tracy, a causa del basso grado di nobiltà dei Manzoni, la Beccaria conobbe a Parigi Charlotte Blondel, imparentata con la famiglia calvinista del banchiere ginevrino François Louis Blondel, il quale viveva a Milano con la moglie Marie e la figlia sedicenne Enrichetta nel palazzo Imbonati, che il conte gli aveva venduto anni addietro. I contatti furono avviati tramite Charlotte, e a settembre i Manzoni partirono alla volta della città meneghina per fare la conoscenza di Enrichetta - di cui erano state fornite ottime referenze - e dei genitori. 
L'incontro, avvenuto a Blevio nel tardo settembre del 1807, non disattese le speranze; Manzoni rimase incantato dalla dolcezza e purezza della fanciulla, e il matrimonio, che si rivelerà molto felice e sarà coronato dalla nascita di dieci figli, fu celebrato il 6 febbraio 1808 a Milano, prima con rito civile presso il municipio e, quarantacinque minuti più tardi, con rito calvinista in via del Marino, dove si trovava la casa dei Blondel. Sistemate le ultime questioni legate all'eredità dell'Imbonati, i novelli sposi, accompagnati da Giulia, si stabilirono al numero 22 del Boulevard des Bains Chinois, a Parigi. Il 23 dicembre dello stesso anno nacque Giulia Claudia (futura prima moglie di Massimo d'Azeglio), che fu battezzata il 23 agosto del 1809 nella chiesa giansenista di San Nicola in località Meulan, secondo il rito cattolico e con Fauriel come padrino. La decisione di battezzare con rito cattolico la primogenita, presa da un padre indifferente dal punto di vista religioso e da una madre calvinista, è l'indice di un cambiamento radicale nella sensibilità spirituale della famiglia Manzoni. 

### La conversione: un dibattito aperto

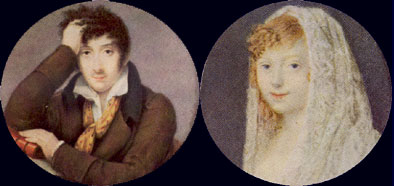
Miniatura di Alessandro ed Enrichetta nel giorno delle nozze.

La conversione al cattolicesimo di Manzoni è un tema su cui non solo i critici, ma anche i conoscenti e i famigliari del Manzoni hanno sempre discusso, ottenendo dall'autore de I promessi sposi  risposte aleatorie, riserbo che rende ogni studio critico inevitabilmente opinabile e incompleto. L'importanza della conversione, fondamentale per comprendere l'evoluzione tematica e spirituale del Manzoni del «quindicennio creativo», è dettata soprattutto dalla leggenda agiografica che vorrebbe una sua conversione repentina, attribuita allo smarrimento di Enrichetta nel 1810. In realtà, il percorso che ricondusse il giovane Alessandro e la sua famiglia alla pratica religiosa cattolica fu ben più lungo, dovuto a una serie di fattori combinati fra di loro.

#### Le due lettere al Calderari (1806)

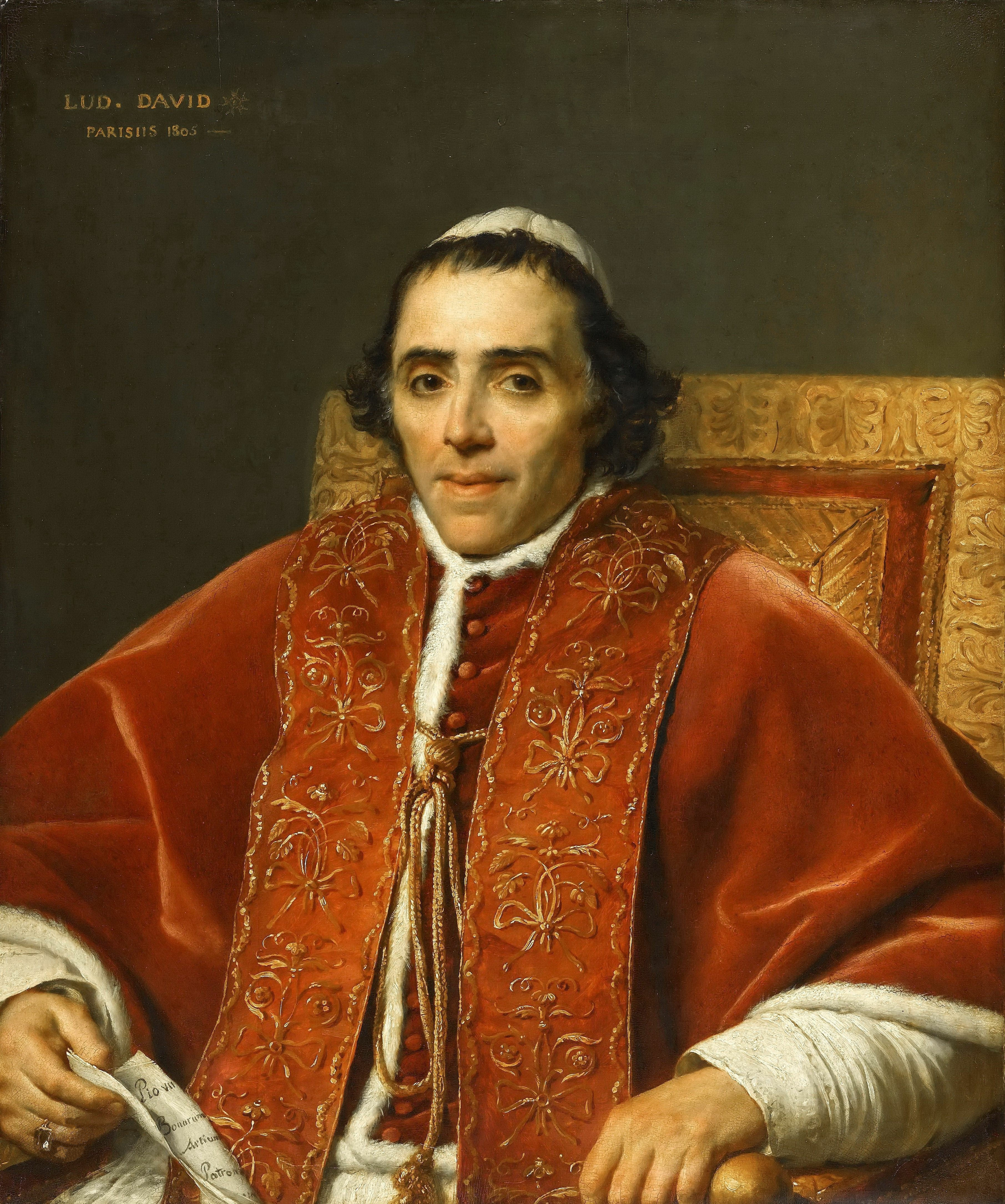
Jacques-Louis David, Pio VII, olio su tavola, 1805, Louvre. La concessione da parte del pontefice al Manzoni di poter celebrare con Enrichetta Blondel le nozze con rito cattolico era fondamentale perchè ciò avvenisse.

Una certa importanza rivestono due lettere che Manzoni inviò a Ignazio Calderari in merito alla malattia che condusse alla morte il loro comune amico Luigi Arese. Nella prima, del 17 settembre 1806, si duole che al posto delle persone care il morituro debba avere al capezzale «l'orribile figura di un prete», ma il 30 ottobre, dopo la morte dell'Arese, sempre al Calderari esclama: «Oh sì! ci rivedremo! Se questa speranza non raddolcisse il desiderio dei buoni e l'orrore della presenza dei perversi, che sarebbe la vita?». Da un lato, viene confermata la reazione anticlericale ravvisata nelle prime opere, ma al tempo stesso, come emerge ugualmente dalle prime opere, Manzoni dimostra di conformarsi allo spirito cristiano, prefigurando un'esistenza dopo la morte.

#### La supplica a Pio VII
Dopo il battesimo cattolico di Giulia nell'agosto del 1809, Manzoni, d'accordo con la moglie, indirizzò una supplica a papa Pio VII affinché, «pentito del fallo commesso», l'autorità pontificia ponesse «un opportuno riparo, capace di rendere tranquilla la di lui coscienza [del supplicante, cioè del Manzoni]», rendendo possibile celebrare nuovamente il matrimonio, questa volta secondo il rito cattolico. A novembre giunse l'autorizzazione papale con un rescritto del cardinale Di Pietro datato al 30 ottobre, e il 15 febbraio 1810, nella casa di Ferdinando Marescalchi, il curato della chiesa della Madeleine officiava la funzione.

#### Degola e San Rocco (1809-1810)

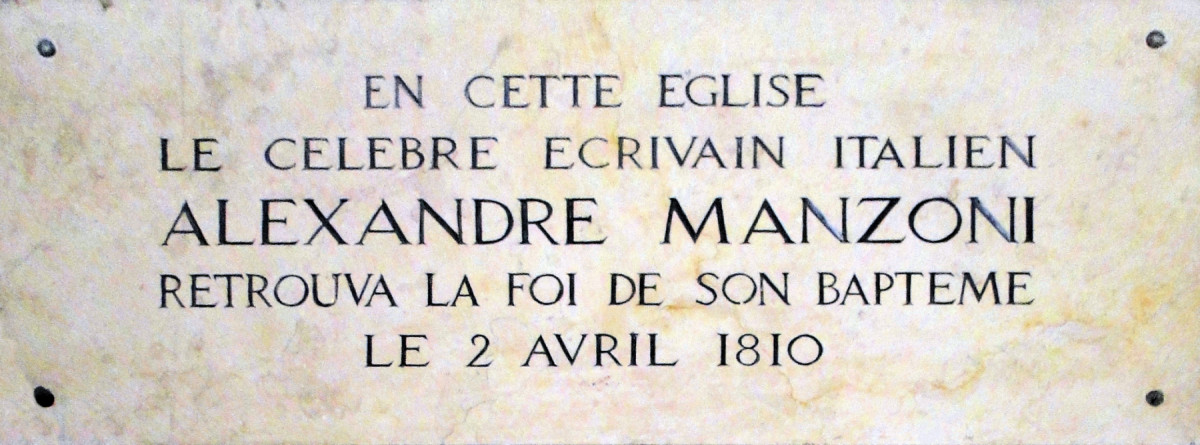
Lapide posta sul primo pilastro sinistro della navata laterale della chiesa parigina di Saint-Roch, che commemora la conversione di Alessandro Manzoni.

All'inizio del 1809 i Manzoni avevano fatto conoscenze importanti, forse decisive nell'orientare Alessandro verso la pratica religiosa. Pierre Jean Agier, presidente della Corte d'appello parigina, Giambattista Somis, già consigliere della Corte di appello di Torino, Ferdinando Marescalchi, ministro delle Relazioni estere del Regno d'Italia napoleonico, e Anne Marie Caroline Geymüller, una donna di Basilea rimasta vedova di un ufficiale della guardia svizzera del re Luigi XVI, facevano parte di un ambiente fortemente cattolico e giansenista. Quest'ultima, inoltre, aveva abiurato il calvinismo nel 1805 per opera di un abate genovese giansenista che i Manzoni conosceranno proprio nell'autunno del 1809, Eustachio Degola, il quale rivestì un'enorme importanza per la conversione di Alessandro e della famiglia.
La conversione del Manzoni, però, è ben più nota per il cosiddetto "miracolo di San Rocco". Il 2 aprile 1810, durante i festeggiamenti per le nozze di Napoleone I e Maria Luisa d'Austria, improvvisamente scoppiarono dei mortaretti e la folla che riempiva le strade, presa dal panico, separò dalla moglie il Manzoni, il quale, sospinto dalla gente, si ritrovò sui gradini della chiesa di San Rocco, in rue Saint-Honoré, e si rifugiò in essa. Nel silenzio e nella serenità di quel tempio implorò la grazia di ritrovare la consorte e all'uscita, convertito, poté riabbracciarla.

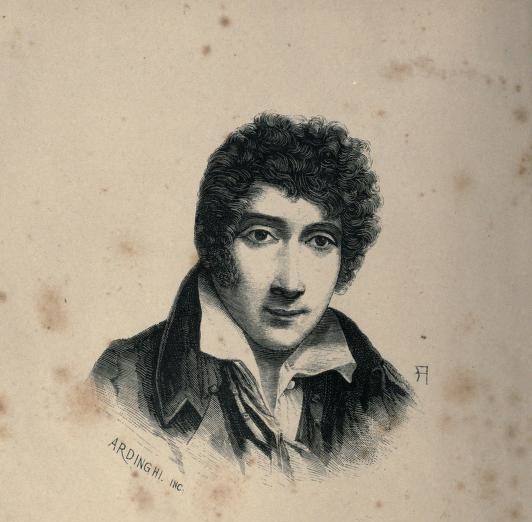
Alessandro Manzoni intorno ai 25 anni in un'incisione di Ardinghi, in Lettere di Alessandro Manzoni, a cura di Angelo de Gubernatis, Paolo Carrara, Milano 1881.

Un'altra versione, riportata da Giulio Carcano, racconta invece di un Manzoni frustrato che, assillato da dubbi spirituali, si sarebbe recato in San Rocco gridando: «O Dio! Se tu esisti, rivelati a me!», uscendone poi credente.

#### Degola e i rapporti con i Manzoni
Inizialmente il sacerdote ebbe il compito di preparare Enrichetta Blondel all'abiura del calvinismo. Le chiese di scrivere dei riassunti delle lezioni di religione cattolica (chiamati ristretti), per correggerli poi egli stesso. L'abiura fu sottoscritta in un atto ufficiale il 3 maggio 1810 e celebrata solennemente il 22 maggio nella chiesa di Saint-Séverin, alla presenza del circolo giansenista e dell'abate Degola. L'ascendenza del prete giansenista è innegabile: rimane a testimoniarlo il pluriennale carteggio che il sacerdote genovese intrattenne con Manzoni, con la moglie e con Giulia Beccaria. È relativamente facile ricostruire i passaggi attraverso cui la Blondel si convertì al cattolicesimo, ma non ne è chiaro il motivo. Probabilmente il Manzoni, che era «un animo non veramente ribelle», accettava con fastidio un matrimonio non benedetto, e questa situazione, quando la figlia fu iscritta nel registro dei battesimi, dovette metterlo a disagio.

### Il ritorno in Italia (1810-1812)

#### Tra via del Morone e Brusuglio. La famiglia

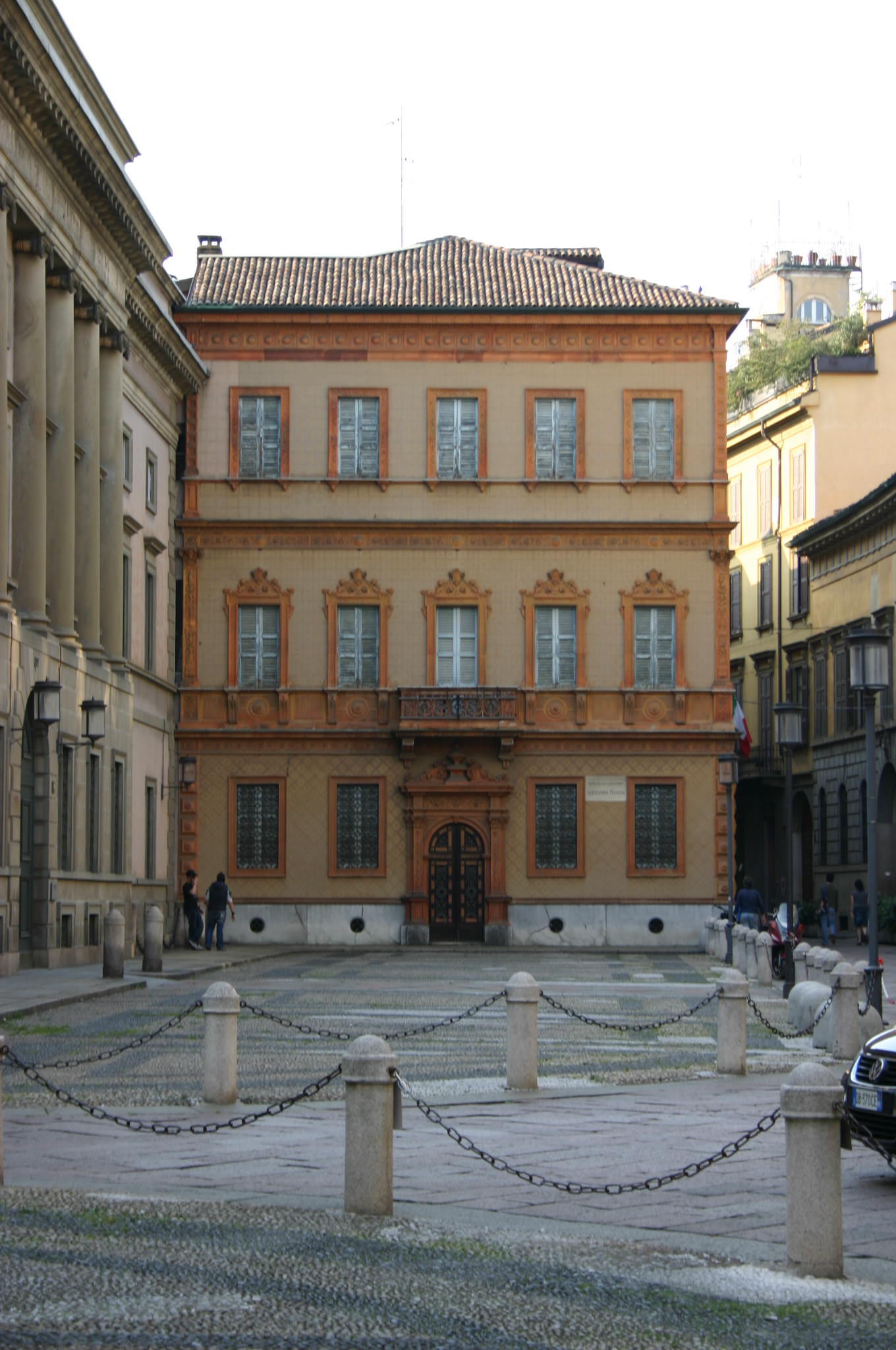
La Casa Manzoni, vista da piazza Belgioioso a Milano. Acquistata nel 1813 dallo scrittore, sarà la residenza cittadina del poeta e della sua famiglia fino al 1873, anno della morte del Manzoni. Oggi vi risiedono il "Museo manzoniano" (con cimeli del Manzoni), il "Centro di studi manzoniani" e la "Società Storica lombarda".

Quanto lo spirito del Manzoni fosse cambiato negli ultimi mesi della permanenza parigina, o meglio, quanto fosse in contraddizione con i valori e i modelli precedenti, è difficile dire. 
Sicuramente la grande città francese, capitale del bel mondo e degli intellettuali del momento, non esercitava più alcun fascino su di lui. Bisognoso di tranquillità, Manzoni lasciò Parigi con la famiglia il 2 giugno, diretto a Brusuglio, dove giunse, nonostante alcuni inconvenienti, qualche settimana più tardi. Lì, però, incontrò la collera della famiglia Blondel, adirata per la conversione di Enrichetta al cattolicesimo, un risentimento che non diminuì con il passare degli anni. I Manzoni alternarono periodi a Brusuglio e in città, dimorando durante la bella stagione nella villa fuori porta, ove Alessandro si dedicava all'agricoltura. A Milano si stabilirono per quasi due anni al numero 3883 di via S. Vito al Carobbio, per poi trascorrere un anno nel palazzo dei Beccaria, in via Brera, finché il 2 ottobre 1813 il poeta acquistò una casa in via del Morone, al numero 1171 (oggi 1). Manzoni era sempre stato abituato a vivere in mezzo al verde: la nuova dimora, che dava su piazza Belgioioso, aveva «un giardino proprio interno, con certo quale sentore di chiostro, assolutamente quel che ci voleva per l'indole del Manzoni». 
In via del Morone l'autore avrebbe trascorso il resto della propria vita. Nel corso degli anni seguenti i membri della famiglia, che alternavano la loro residenza tra il palazzo cittadino e la villa di Brusuglio, crebbero di numero. Dopo Luigia, nata e morta nello stesso giorno (5 settembre 1811), il 21 luglio 1813 vide la luce in via Brera il primo figlio maschio, Pietro Luigi (sposatosi poi con Giovannina Visconti). Il 25 luglio 1815 la casa di via del Morone fu allietata dalla nascita di Cristina, in seguito moglie di Cristoforo Baroggi. Nel giro di pochi anni vennero al mondo anche Sofia (12 novembre 1817), moglie di Lodovico Trotti; Enrico (7 giugno 1819) maritatosi poi a Emilia Radaelli; Clara, vissuta due anni, nell'agosto 1821; 13 mesi dopo, Vittoria (moglie dal 1846 del politico e giurista Giovanni Battista Giorgini), nel marzo 1826 Filippo, sposo di Erminia Catena; Matilde nel maggio 1830, quest'ultima morta nubile.

#### Da Degola a Luigi Tosi: la nuova guida spirituale

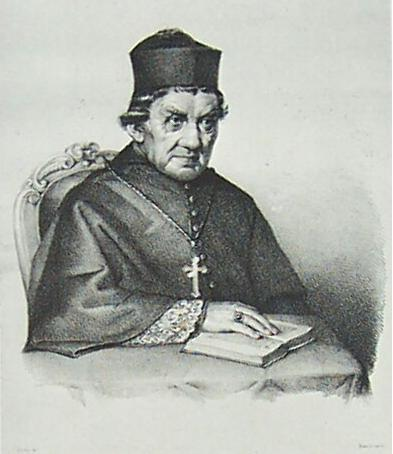
Luigi Tosi.

Prima di partire, i Manzoni avevano chiesto al sacerdote giansenista di indicar loro una persona degna di fiducia che potesse continuare la sua opera di assistenza spirituale. Il 30 maggio Degola scriveva una lettera di raccomandazione per don Luigi Tosi, canonico di Sant'Ambrogio e anch'egli giansenista. Sia Giulia che Alessandro ebbero del Tosi un'ottima impressione, come s evince dalle parole di Alessandro: «Il degnissimo Canonico Tosi fu visitato da mia madre e me […], e fu trovato un degno amico del Degola; e questo basti per suo elogio». Il sacerdote si recava anche a Brusuglio, quando la famiglia vi soggiornava, e mantenne la sua funzione di guida spirituale per molti anni, anche dopo la sua elezione a vescovo di Pavia, avvenuta nel 1823. 
Ad Alessandro, come alla moglie e alla madre, non era ancora stata somministrata l'eucaristia. Dopo una breve preparazione, Manzoni si confessò il 27 agosto e il 15 settembre, assieme a Giulia ed Enrichetta, si accostò per la prima volta alla Comunione, anche se il percorso di conversione completa fu ancora molto lungo. Infatti, nell'agosto 1811, il neofita inviava a Degola e Tosi lettere in cui chiedeva rispettivamente di pregare «perché piaccia al Signore scuotere la mia lentezza nel suo servizio e togliermi da una tepidezza che mi tormenta, e mi umilia», e affermava che «malgrado la mia profonda indegnità sento quanto possa in me operarne la Onnipotenza della Divina Grazia».

### Il quindicennio creativo (1812-1827)

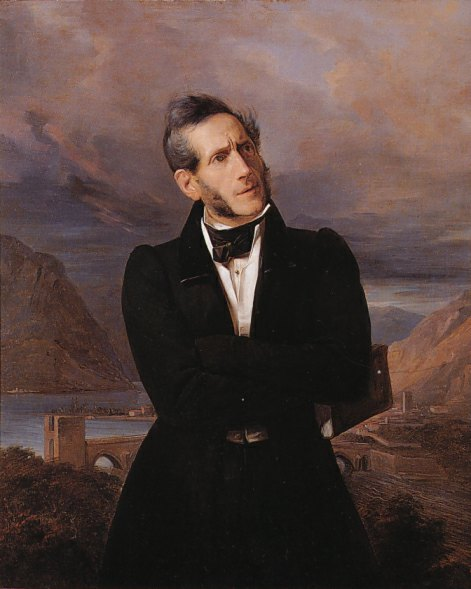
Giuseppe Molteni, Alessandro Manzoni, olio su tela, 1835, Pinacoteca di Brera.

#### Introduzione
Espressione ormai adottata dalla critica letteraria, il quindicennio creativo suole indicare quell'arco temporale in cui Manzoni, ormai convertito al cattolicesimo e alle idee romantiche, si prodigò nella stesura delle sue opere letterarie principali, spaziando dalla poesia sacra a quella civile, dai saggi filosofico-religiosi alle tragedie, per giungere infine alla stesura del primo grande romanzo della storia della letteratura italiana. In tutti questi generi, Manzoni apportò elementi nuovi e rivoluzionari rispetto alla tradizione letteraria: gli Inni Sacri rivelano la coralità della poesia cristiana manzoniana; le tragedie, in nome della verosimiglianza, si slegano dalle unità aristoteliche e rivelano quell'interesse progressivo per i sentimenti umani che troveranno piena espressione nel romanzo.

#### GliInni Sacri
D'ora in avanti la sua vita e la sua arte saranno pienamente conformi alla fede e alla necessità di divulgarla con l'esempio e con le opere. Nel 1812 cominciò la stesura degli Inni sacri. Voleva scrivere nell'ordine Il Natale, L'Epifania, La Passione, La Risurrezione, L'Ascensione, La Pentecoste, Il Corpo del Signore, La Cattedra di San Pietro, L'Assunzione, Il Nome di Maria, Ognissanti e I Morti, ma ne portò a termine solo cinque: La Risurrezione, Il nome di Maria, Il Natale, La Passione e La Pentecoste. I primi quattro furono scritti tra l'aprile 1812 e l'ottobre 1815 e pubblicati in un volumetto presso l'editore milanese Pietro Agnelli alla fine del 1815, mentre la stesura de La Pentecoste, iniziata nel 1817, fu completata solo cinque anni più tardi, rallentata da altre opere cui l'autore attese nei medesimi anni, tra cui spiccano le due tragedie e la prima versione del romanzo. L'Ognissanti (1830-1847) restò in stato di frammento, come altre possibili aggiunte agli Inni (Il Natale del 1833 e il brevissimo Dio nella natura). La poesia religiosa del Manzoni è completata dalle Strofe per una Prima Comunione. L'intenzione dell'autore è quella di una poesia popolare, da cui lo stile talvolta si allontana perché ancora influenzato dalla formazione neoclassica, per poi ritornare alla comunità dei credenti (l'ecclesia cristiana) che innalza, insieme al poeta, un canto di lode a Dio, unica sicurezza contro il male sempre imperante nella Storia. Questa dimensione corale emerge soprattutto nella Pentecoste, ove i «figli d'Eva» (v. 71), sparsi in tutto il mondo, trovano unità nella fede in Dio.

#### Il 1814 e leOdicivili

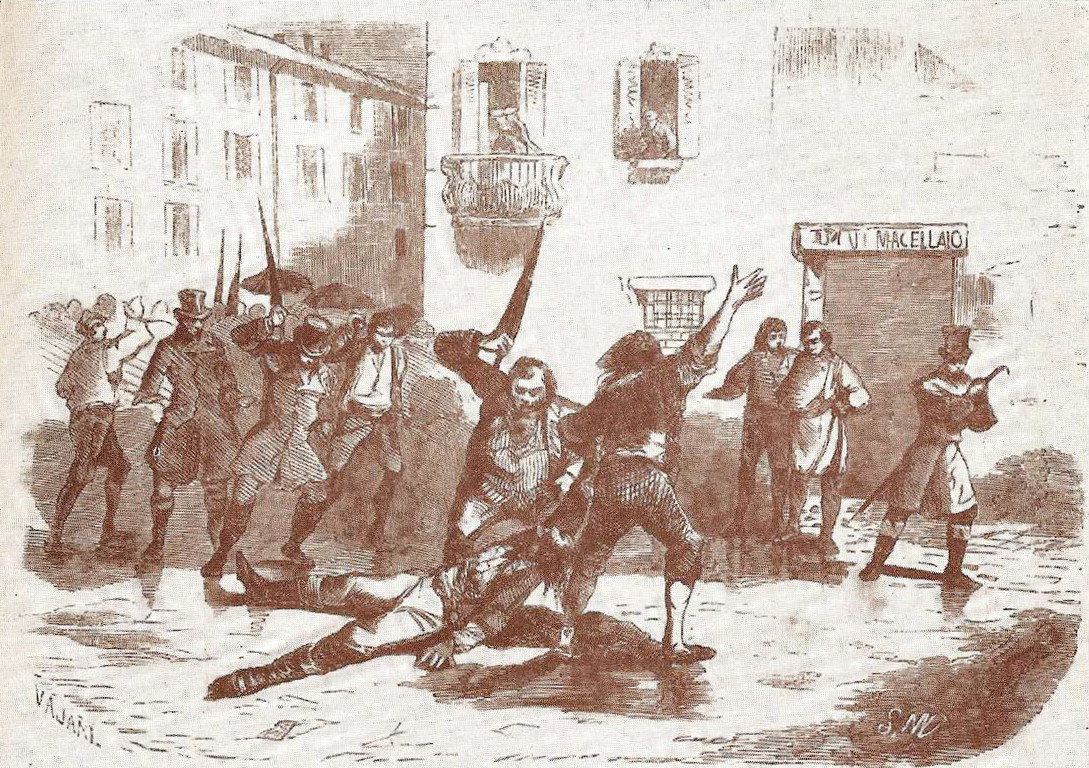
Il linciaggio di Giuseppe Prina in una stampa dell'epoca.

Mentre Manzoni elaborava gli Inni Sacri, la situazione politica italiana e internazionale si stava velocemente deteriorando: Napoleone, fortemente debilitato dopo la disastrosa campagna di Russia del 1812, crollava nella grande battaglia di Lipsia del 1813. Di conseguenza, anche gli Stati satelliti francesi, tra cui il Regno d'Italia, caddero sotto i colpi della coalizione austro-russa, obbligando Eugenio di Beauharnais a fuggire da Milano e permettendo così agli austriaci di rientrare in Lombardia dopo vent'anni di assenza. Manzoni vive questi momenti drammatici con grande angoscia, assistendo dal suo palazzo di via del Morone, il 20 aprile 1814, al linciaggio del ministro delle finanze Giuseppe Prina, la cui violenza (deplorata vivamente dal Manzoni) viene narrata dal poeta in una lettera a Fauriel. 
A parte l'episodio del Prina, Manzoni partecipò intensamente al tentativo di mantenere indipendente l'Alta Italia con un regno il cui re sarebbe stato proprio il Beauharnais, sottoscrivendo una petizione presso le grandi potenze vittoriose riunitesi a Parigi. Poeticamente contribuì all'effimero sentimento patriottico con la stesura di due canzoni entrambe rimaste incompiute: Aprile 1814 (sette strofe scritte tra il 22 aprile e il 12 maggio 1814), in cui si rievoca il terremoto politico milanese in chiave patriottica e la denuncia verso la politica napoleonica, e Il proclama di Rimini (aprile 1815), in cui riflette sull'omonimo discorso tenuto dall'ex re di Napoli Gioacchino Murat per la difesa dell'Italia, inquadrandolo come un Liberatore inviato da Dio per sottrarre gli italiani alla schiavitù.

#### Manzoni e il dibattito tra classicisti e romantici
Gli anni successivi alla conversione furono assai significativi per il panorama letterario e culturale italiano. L'Italia, ancorata a una salda tradizione classicista grazie ai magisteri passati di autori quali Parini e Alfieri, e attuali quali quello del Monti, fu costretta a confrontarsi con la nuova temperie romantica europea. Nel gennaio del 1816, infatti, l'intellettuale francese Madame de Staël pubblicò, tradotto in italiano sul primo numero del giornale letterario la Biblioteca Italiana, un articolo intitolato Sulla maniera e la utilità delle traduzioni, in cui attacca gli italiani che si ostinano a rimanere ancorati a una vacua retorica, ignorando le novità letterarie provenienti dalla Germania e dall'Inghilterra. 
Alla successiva querelle tra classicisti (capeggiati da Pietro Giordani) e romantici (tra i quali spiccano Ludovico di Breme e Giovanni Berchet) Manzoni non partecipò attivamente. Benché fosse apertamente dalla parte dei romantici (l'ode L'ira di Apollo testimonia, in chiave ironica, l'ira del dio della poesia pagano per essere stato escluso dai testi poetici) e partecipasse alla Cameretta letteraria animata da Ermes Visconti, Gaetano Cattaneo, Tommaso Grossi e soprattutto dal poeta dialettale Carlo Porta, si rifiutò di collaborare sia alla Biblioteca Italiana che al successore della prima rivista, Il Conciliatore. 
Oltre all'interesse sempre crescente per la formulazione di una poetica cristiana e l'inizio delle indagini sul genere teatrale, furono determinanti anche la nevrosi depressiva che colpì Manzoni per la prima volta nel 1810 in occasione dello smarrimento di Enrichetta e, in modo sempre più debilitante, negli anni successivi; questo e la sua difficoltà a parlare in pubblico minarono i suoi rapporti interpersonali, costringendolo a una vita tranquilla e ritirata nei suoi possedimenti di Brusuglio o nella quiete del suo palazzo milanese.

#### La produzione teatrale
Decisiva fu l'impronta che Manzoni lasciò nella storia del teatro italiano. Dopo la stagione alfieriana, intervenne sulla struttura e la finalità stessa del dramma, il quale non deve impegnarsi a descrivere il verosimile (fattore che esclude l'artificiosità delle unità aristoteliche) e i moti dell'anima dei protagonisti, campo d'indagine proprio del poeta e non degli storici di professione, come emerge dalla Lettera a Monsieur Chauvet del 1820. I frutti di tali riflessioni teoriche si possono cogliere nella tragedia Il Conte di Carmagnola, la cui stesura fu rallentata dai già noti problemi di natura nervosa che affliggevano l'autore e dall'impegno riversato nelle Osservazioni sulla morale cattolica e nella Pentecoste. La seconda tragedia, l'Adelchi, fu edita nel 1822, mentre nella mente di Manzoni cominciava a profilarsi la visione narrativa del romanzo.

#### La crisi del 1817 e leOsservazioni sulla morale cattolica(1818-1819)

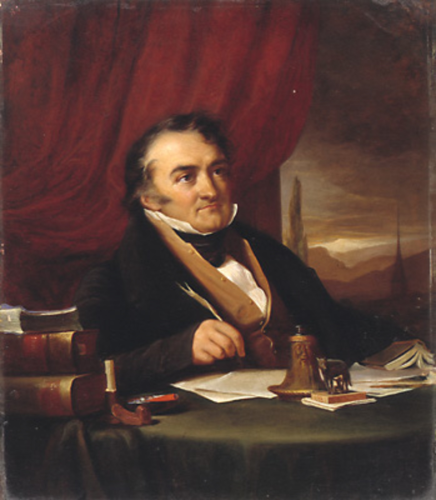
Jean Charles Léonard Simonde de Sismondi.

Nella primavera del 1817 Manzoni ebbe una breve crisi spirituale, determinata da più fattori, in particolare dall'appoggio della Chiesa alla Restaurazione: il liberale Manzoni non concepiva il conflitto tra la religione cristiana, in cui fermamente credeva, e l'orientamento politico della Chiesa cattolica che non condivideva. La delusione che ne derivò portò all'acuirsi della sua malattia nervosa e a un conseguente raffreddamento nella pratica religiosa, come si evince da una lettera di Tosi al Degola, in cui il padre spirituale dello scrittore comunicava il superamento della crisi (14 giugno 1817). Anche con il futuro vescovo di Pavia ci fu un piccolo scontro, presto dimenticato, quando Manzoni gli aveva manifestato il desiderio di tornare per un periodo a Parigi, incontrando un'opposizione che gli parve esagerata. Il sacerdote ravvisava nel trasferimento un pericolo per la fede del discepolo, desideroso invece di rivedere Fauriel e speranzoso di trarre beneficio per i propri disturbi nervosi. Manzoni chiese ugualmente di poter partire, ma in maggio la polizia gli negò i passaporti.
Accantonata provvisoriamente l'ipotesi parigina, Manzoni interruppe il Conte di Carmagnola e si ritirò in campagna, dove si immerse nella lettura di testi filosofici che saranno alla base delle Osservazioni sulla morale cattolica. Le postille manzoniane agli autori studiati sono utili per scoprire quali libri affrontava in quei mesi e come li giudicava. Le postille a Locke, a Condillac e a Destutt de Tracy provano la distanza di Manzoni dal loro pensiero. Nel preparare le Osservazioni, la sua attenzione andò soprattutto all'Histoire des Républiques Italiennes di Sismondi, il cui sedicesimo e ultimo volume uscì a Parigi nel 1818. L'opera, che era stata la fonte principale della tragedia, recava nell'ultimo tomo violente accuse contro il cattolicesimo, il che suscitò una reazione indignata del canonico Tosi che chiese a Manzoni di controbattere: quest'opera apologetica fu pubblicata nel 1819 col titolo Sulla Morale Cattolica, osservazioni di Alessandro Manzoni, Parte prima.

#### Il secondo soggiorno parigino (1819-1820)

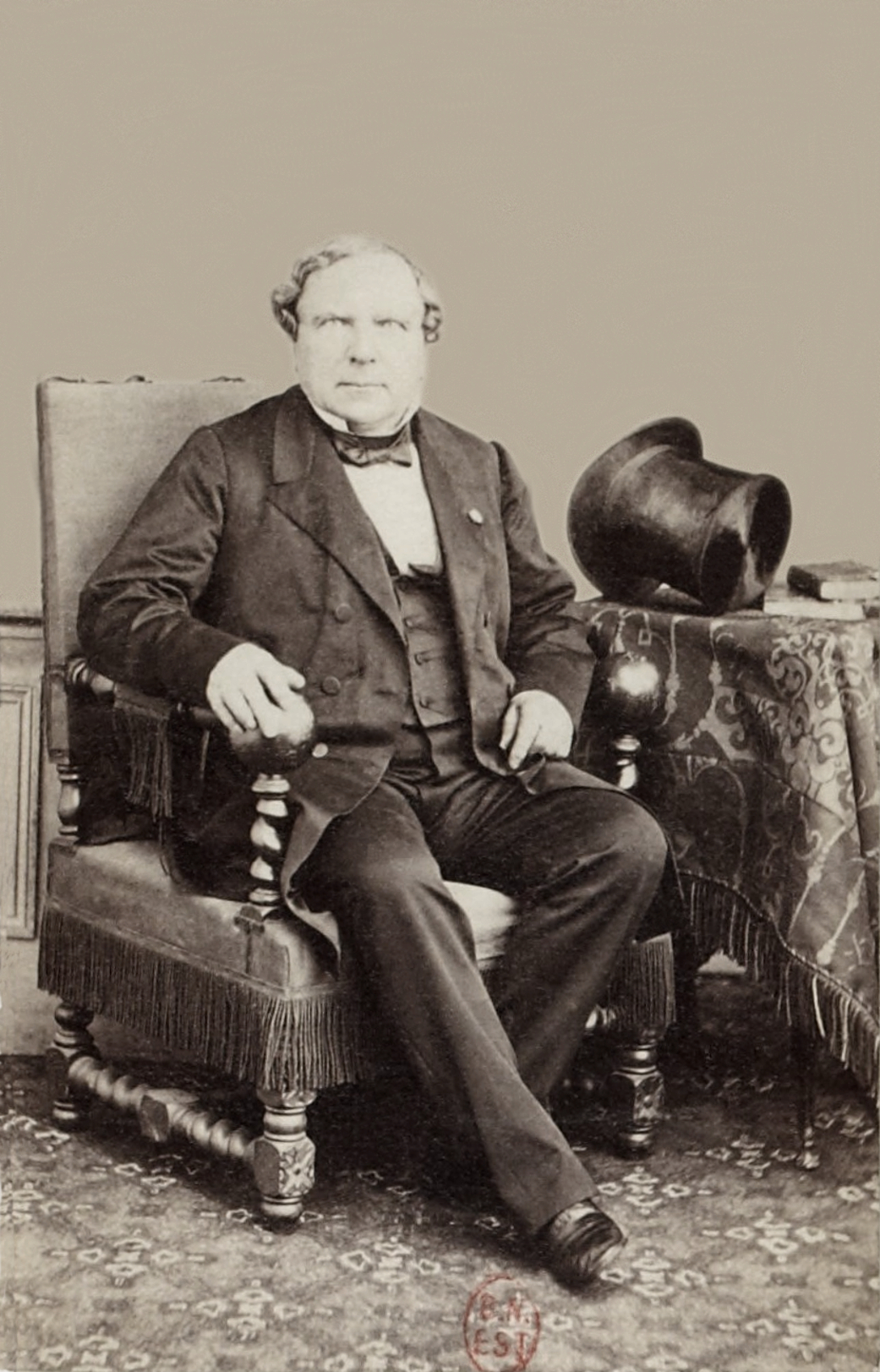
Augustin Thierry.

Già dal 1817 Manzoni pensava di ritornare a Parigi, luogo felice della giovinezza ove sperava di poter guarire dalle sempre più accentuate crisi di nervi. La partenza, però, veniva sempre rimandata a causa della difficoltà di ottenere i passaporti. Furono rilasciati dalle autorità austriache solamente nel 1819, e l'intera famiglia partì per la Francia il 14 settembre. Nella capitale francese Manzoni frequentò lo storico Augustin Thierry e il filosofo Victor Cousin. La conoscenza di Thierry influì in modo importante sulla concezione manzoniana della storia, e una certa rilevanza ebbe anche lo spiritualismo di Cousin. Benché le idee di quest'ultimo non fossero del tutto eterodosse in materia di religione, affermazioni quali «Sans Dieu, l'homme et la nature restent un mystère» (senza Dio, l'uomo e la natura restano un mistero), oppure «La loi suprème, c'est […] la sainteté, le dévouement, la charité, l'amour du prochain; c'est surtout l'amour de Dieu» («La legge suprema consiste […] soprattutto nella santità, nella devozione, nella carità, nell'amore per il prossimo; si manifesta soprattutto nell'amore di Dio»).
Manzoni, però, non trovò giovamento nel soggiorno parigino: le crisi di nervi non erano passate, e cominciava a provare nostalgia di casa. Pertanto, dopo appena un anno, il 25 luglio partì da Parigi con tutta la famiglia per rientrare a Milano l'8 agosto. Passata l'estate, iniziarono gli anni più frenetici del quindicennio creativo, in cui Alessandro elaborò quei concetti religiosi/provvidenzialistici che troveranno il culmine nell'Adelchi e nel Cinque maggio, basi fondamentali per l'economia de I promessi sposi, insieme all'inizio della riflessione linguistica, strutturale e artistica del genere del romanzo stesso.

#### Il biennio 1820-1822: le basi del romanzo

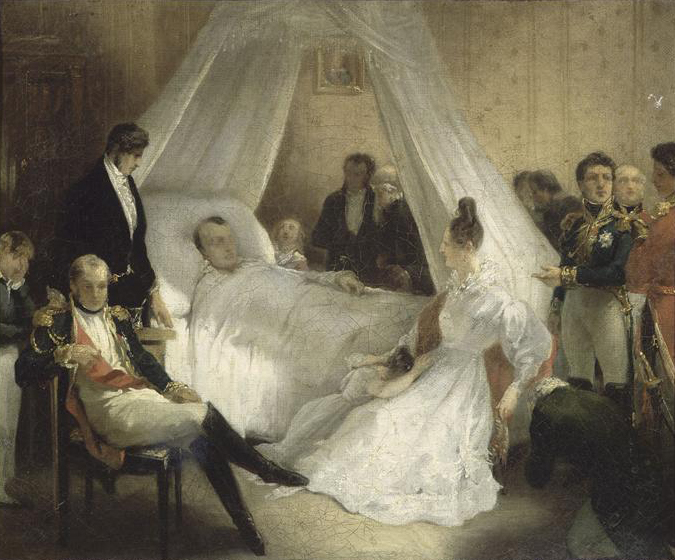
Charles de Steuben, Morte di Napoleone I a Sant'Elena, il 5 maggio 1821, olio su tela, 1828.

A novembre del 1820 Manzoni cominciò la tragedia dell'Adelchi. Concluso un primo abbozzo in primavera del 1821, se ne distolse all'improvviso per riprendere in mano la poesia civile con la stesura di Marzo 1821, celebrante la presunta invasione del Lombardo-Veneto dalle truppe sardo-piemontesi dopo l'abdicazione di Vittorio Emanuele I. Scritta tra il 15 e il 17 marzo, questa ode, rispetto a quelle di sette anni prima, rivela una maggior compattezza strutturale e sicurezza sia nel tono del linguaggio, sia nel trattare gli stati d'animo dei patrioti italiani. Scemata l'euforia generale dopo il fallimento dei moti del 1820-1821, Manzoni rimise mano all'Adelchi, cominciando a leggere, come per il Conte di Carmagnola, varie fonti storiche (rielaborate nel coevo saggio storico intitolato Discorso sopra alcuni punti della storia longobardica in Italia) perché ci fosse un'aderenza tra il vero storico (cioè gli eventi storici realmente accaduti) e il vero poetico (cioè l'inventio narrativa dello scrittore), concezione della storia appresa alla scuola di Thierry e degli idéologues. 

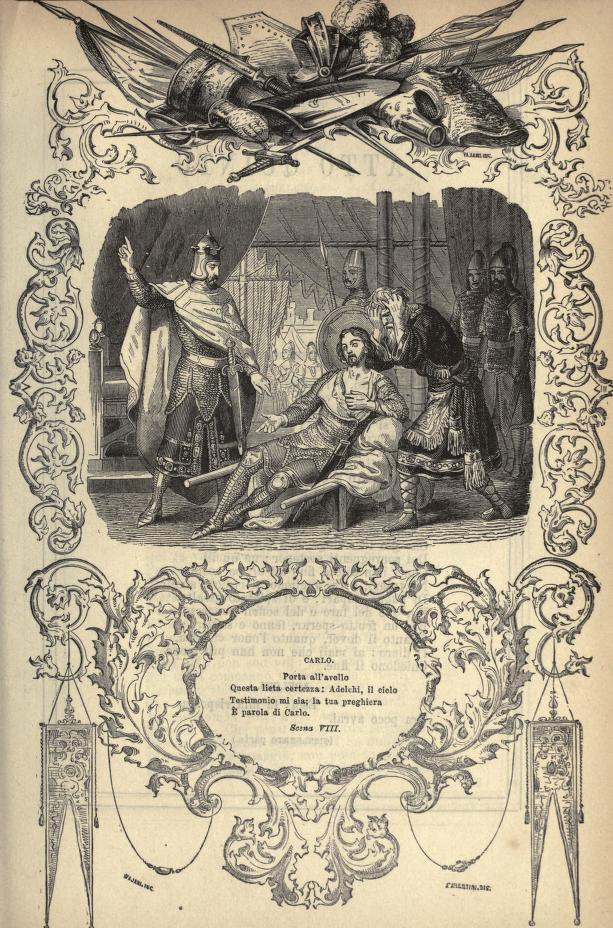
Rappresentazione della morte di Adelchi

L'anno 1821, però, fu pregno di eventi significativi per la storia italiana ed europea: oltre ai moti sopracitati, il 5 maggio moriva sull'isola di Sant'Elena l'esiliato Napoleone Bonaparte. La notizia giunse in Europa soltanto a luglio. Infatti, Manzoni la lesse sulla Gazzetta di Milano il 17 luglio 1821 e ne rimase profondamente turbato: era affascinato dal titanismo, dal carisma e dal genio militare di Napoleone, e immediatamente si accinse a stendere un'ode che ne ripercorresse la vita. Così tra il 18 e il 20 luglio compose Il cinque maggio, in cui vede la grandezza di Napoleone non tanto nelle sue imprese terrene, quanto nell'aver compreso, attraverso le sofferenze dell'esilio, la vanità delle glorie passate e l'importanza assoluta della Salvezza. Il parallelo con le vicende di Adelchi e di Ermengarda mostra l'intreccio elaborativo di questi mesi e la formulazione di quella provvida sventura che sarà alla base del romanzo.

#### DalFermo e LuciaaI promessi sposi(1821-1827)

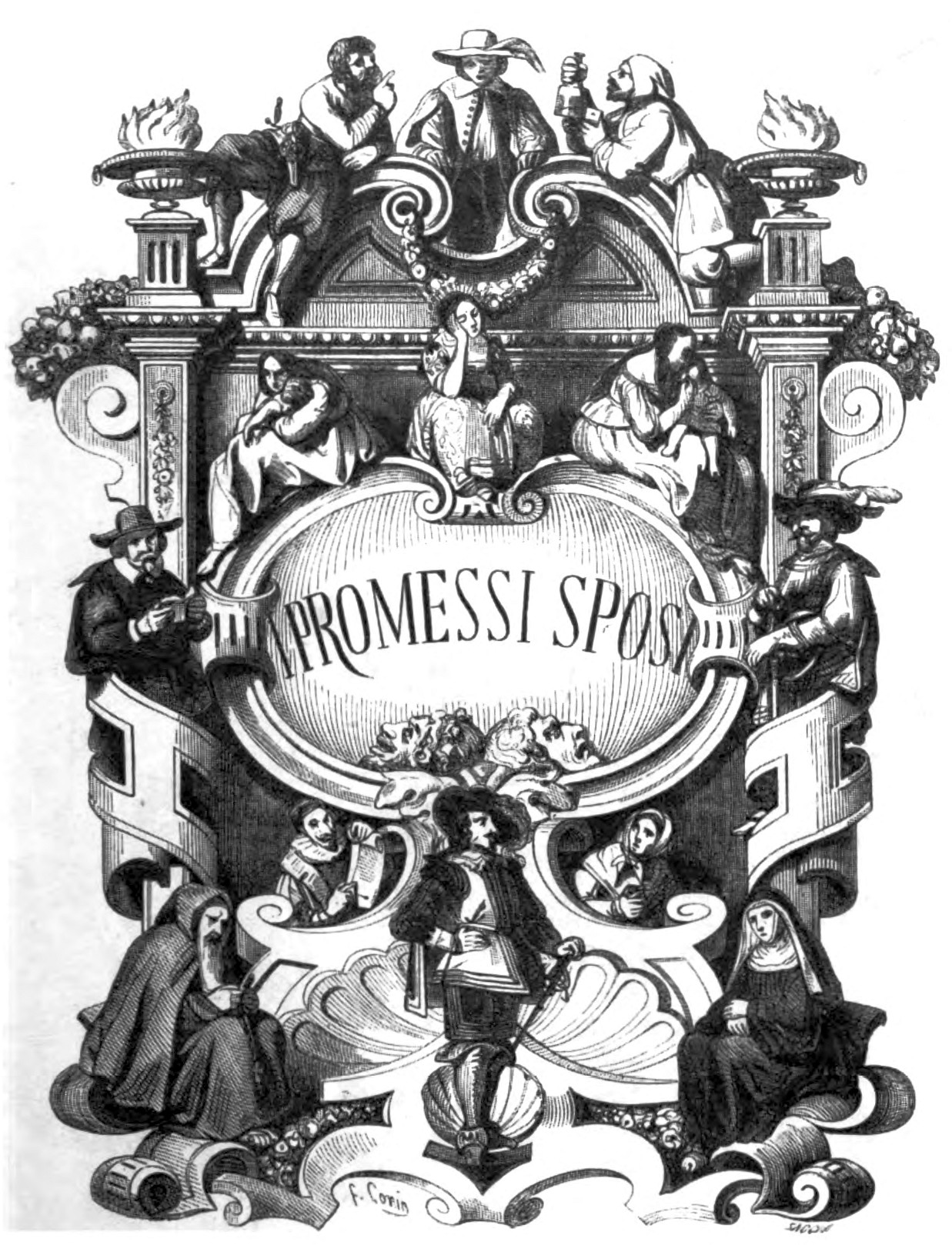
Antiporta dell'edizione de I promessi sposi del 1840, illustrata da Francesco Gonin.

Manzoni iniziò la stesura del Fermo e Lucia il 24 aprile 1821, ma interruppe il lavoro. Nella quiete della villa di Brusuglio, l'aveva cominciato dopo aver letto romanzi europei, specialmente inglesi, in particolare l'Ivanhoe di Walter Scott tradotto in francese, in quanto la letteratura italiana si era concentrata su altri generi prosaici. 
Seguendo la metodologia già adottata per le tragedie, l'autore avviò un vero e proprio lavoro di documentazione storica, basato sulla lettura della Historia patria di Giuseppe Ripamonti e del saggio Sul commercio de' commestibili e caro prezzo del vitto di Melchiorre Gioia. La prima minuta del Fermo e Lucia (titolo suggerito dall'amico Ermes Visconti, come testimoniato in una lettera del 3 aprile 1822 a Gaetano Cattaneo), terminata il 17 settembre 1823, consiste in fogli protocollo divisi in due colonne: a destra il testo, a sinistra le correzioni. 
La seconda stesura del romanzo con il titolo Gli sposi promessi, dopo l'ultimazione dell'Adelchi e la composizione de Il cinque maggio, è databile tra il 1823 e il 1825. Fu edita dal 1825 al 1827 con il titolo definitivo I promessi sposi. Il passaggio dal Fermo e Lucia – la cui struttura narrativa risultava poco armonica a causa della divisione in tomi e di ampie parti narrative dedicate a suor Gertrude – a I promessi sposi fu alquanto travagliato per la ridefinizione dell'architettura dell'opera. Oltre al problema espositivo, Manzoni si accorse del linguaggio artificioso e letterario da lui usato, elemento non rispondente alle esigenze realistiche cui tendeva la sua poesia. Scegliendo il toscano come lingua colloquiale per i suoi personaggi, pubblicò la cosiddetta ventisettana (nome dato alla prima edizione de I promessi sposi) ma, consapevole della necessità di ascoltare direttamente l'eloquio di quella regione, decise di partire per Firenze.

### Il viaggio in Toscana (1827)

#### Il Gabinetto Vieusseux e le basi dellaQuarantana

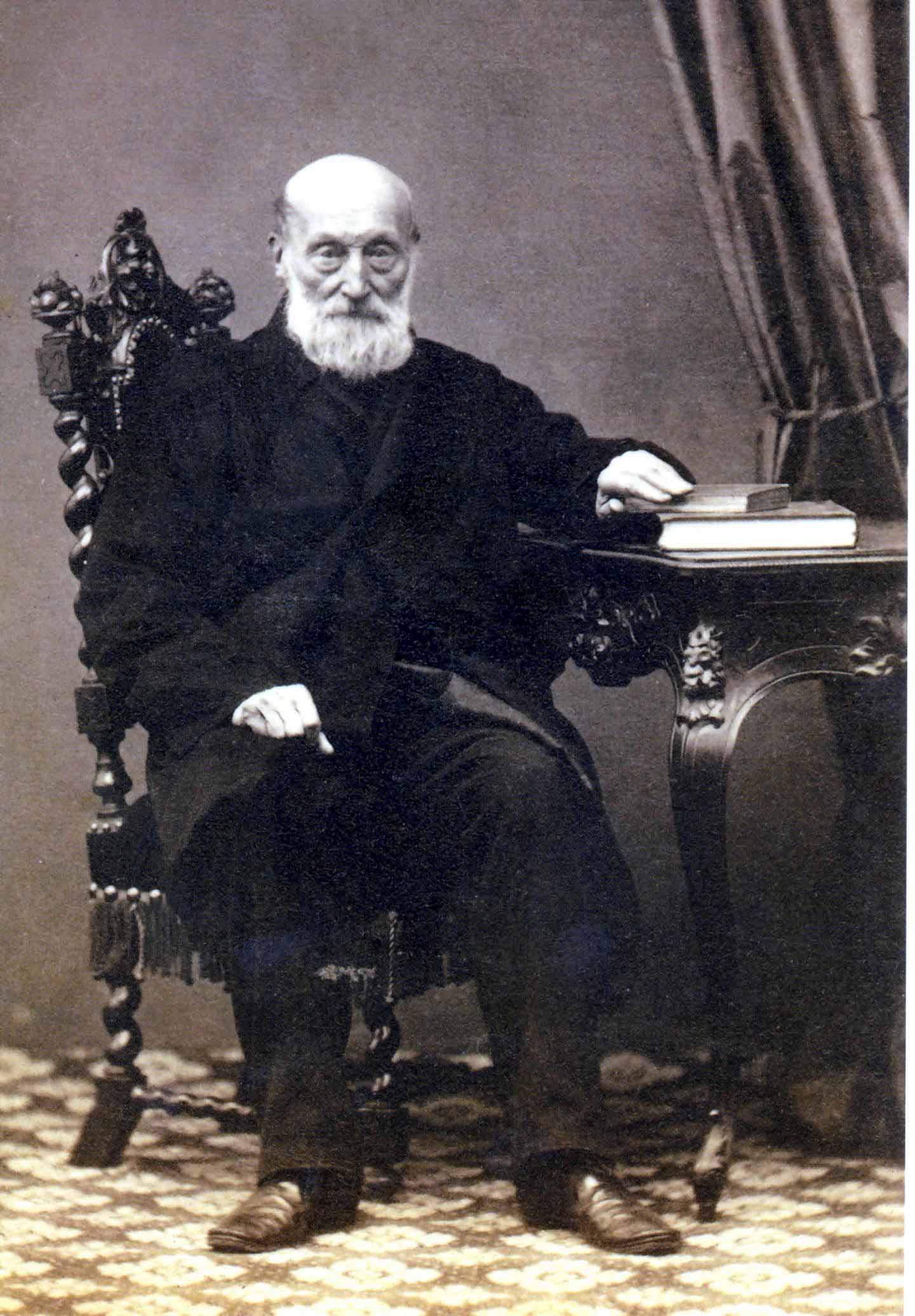
Fotoritratto di Gian Pietro Viesseux, fondatore dell'omonimo ritrovo culturale

Nel 1827 Manzoni si trasferì a Firenze per procedere alla stesura finale del romanzo, corretta a livello formale e stilistico, in modo da entrare in contatto e "vivere" la lingua fiorentina delle persone colte, che rappresentava per l'autore l'unica lingua dell'Italia unita. Il viaggio, iniziato il 15 luglio, vide l'intera famiglia Manzoni (i figli, l'anziana madre Giulia e la moglie Enrichetta) passare per Pavia (dove si fermarono per salutare il canonico Tosi, divenuto vescovo della città), Genova, Lucca, Pisa e arrivare il 29 agosto nella capitale del Granducato di Toscana. 

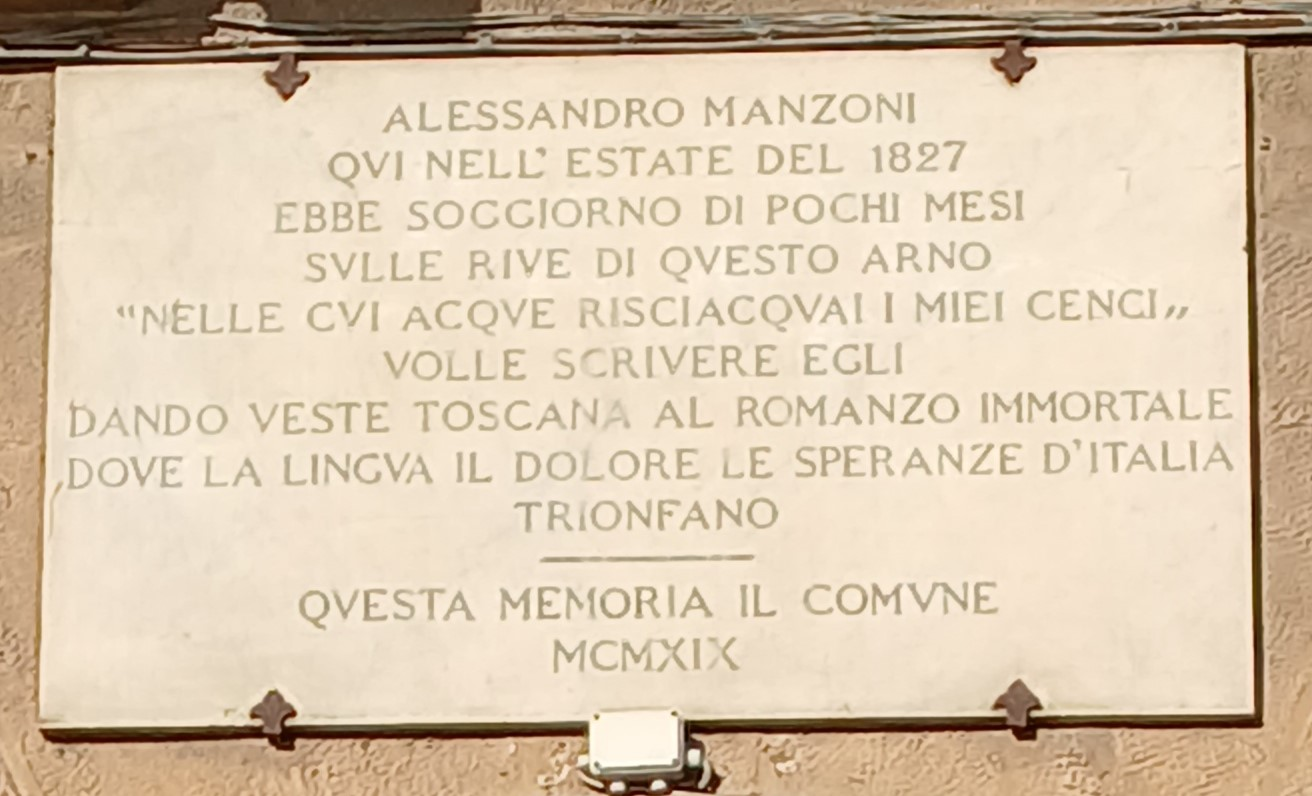
Memoria del periodo fiorentino del Manzoni

Il soggiorno, che durerà fino a ottobre, fu un trionfo per don Alessandro: i membri del Gabinetto Vieusseux (con in testa Niccolò Tommaseo, lo stesso Giovan Pietro Vieusseux, Giovanni Battista Niccolini e Gino Capponi) lo accolsero con tutti gli onori, e anche Leopardi, che non ammirava né condivideva l'ideologia e la poetica del Manzoni, lo salutò cordialmente. La fama de I promessi sposi superò presto i confini dei circoli letterari, giungendo alla corte granducale, ove Leopoldo II in persona ricevette il romanziere. Durante questi incontri (impegnativi per Manzoni, per via dei suoi problemi nervosi), don Alessandro approfondì la sua indagine linguistica, avvalendosi del contatto diretto sia con la nobiltà fiorentina, sia con il popolo, e notando la somiglianza della terminologia usata dalle due classi. Il frutto di tali osservazioni fu fondamentale per la scelta del fiorentino (in luogo del generico toscano) come lingua quotidiana per i personaggi del suo romanzo, scelta che lo portò a rivedere i suoi promessi sposi nel corso degli anni Trenta e a pubblicarli definitivamente nel 1840 (da qui il nome di Quarantana) insieme alla Storia della colonna infame, un saggio che riprende e sviluppa il tema degli untori e della peste, che già tanta parte aveva avuto nel romanzo, del quale inizialmente costituiva un excursus storico.

### Gli anni del silenzio (1827-1873)

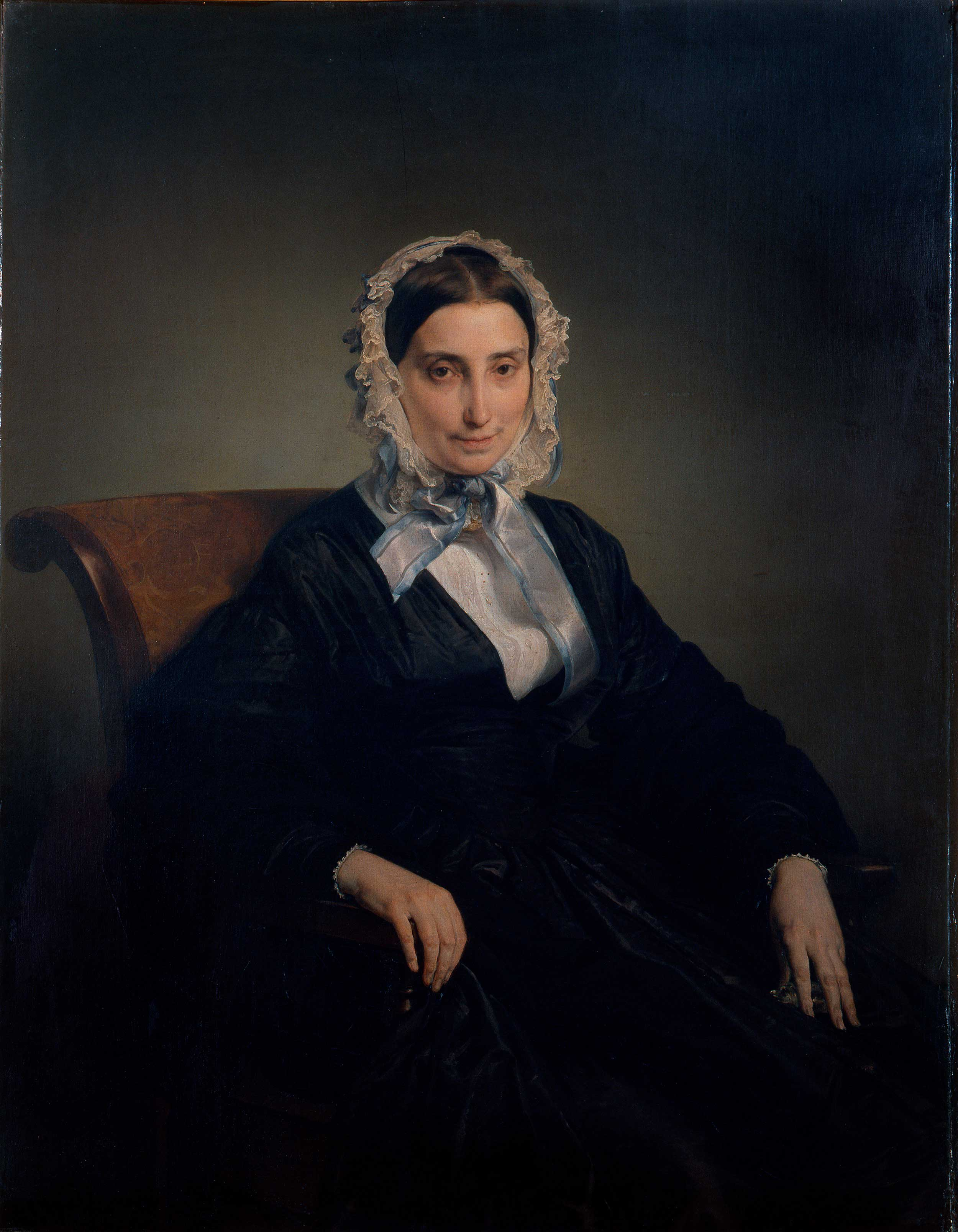
Francesco Hayez, Ritratto di Teresa Manzoni Borri Stampa, olio su tela, 1849, Pinacoteca di Brera.

#### I primi lutti familiari e il secondo matrimonio
La quiete famigliare su cui Manzoni aveva instaurato il proprio regime di vita quotidiana, basato sull'affetto che Enrichetta, la madre e i figli nutrivano per lui, si frantumò a partire dagli anni Trenta, allorché lo colpirono i primi lutti famigliari: il primo fu quello per l'adorata moglie, morta il 25 dicembre 1833 di tabe mesenterica, contratta a seguito delle numerose gravidanze. Il dolore di Manzoni fu tale che, quando nel 1834 cercò di scrivere Il Natale del 1833, non riuscì a completare l'opera. Dopo Enrichetta vide morire l'amata figlia primogenita Giulia, già moglie di Massimo d'Azeglio, il 20 settembre del 1834. Il 2 gennaio 1837, grazie agli uffici della madre e dell'amico Tommaso Grossi, sposò Teresa Borri, vedova del conte Decio Stampa e madre di Stefano, figura cui il Manzoni fu molto legato. La nuova moglie di Manzoni, al contrario di Enrichetta, era dotata di una forte personalità e di una buona cultura letteraria. A causa del suo carattere forte e protettivo nei confronti del marito, Teresa entrò presto in conflitto sia con l'anziana suocera, sia con Grossi, che dovette abbandonare il palazzo di via del Morone dove abitava da più di vent'anni. Gli anni successivi furono ancora costellati dalla morte di molti dei suoi cari: della figlia Cristina (27 maggio 1841), seguita due mesi dopo dalla madre Giulia Beccaria (7 luglio) e, infine, dell'amico Fauriel (15 luglio 1844).

#### Il 1848 e l'esilio a Lesa: Antonio Rosmini e la critica al romanzo

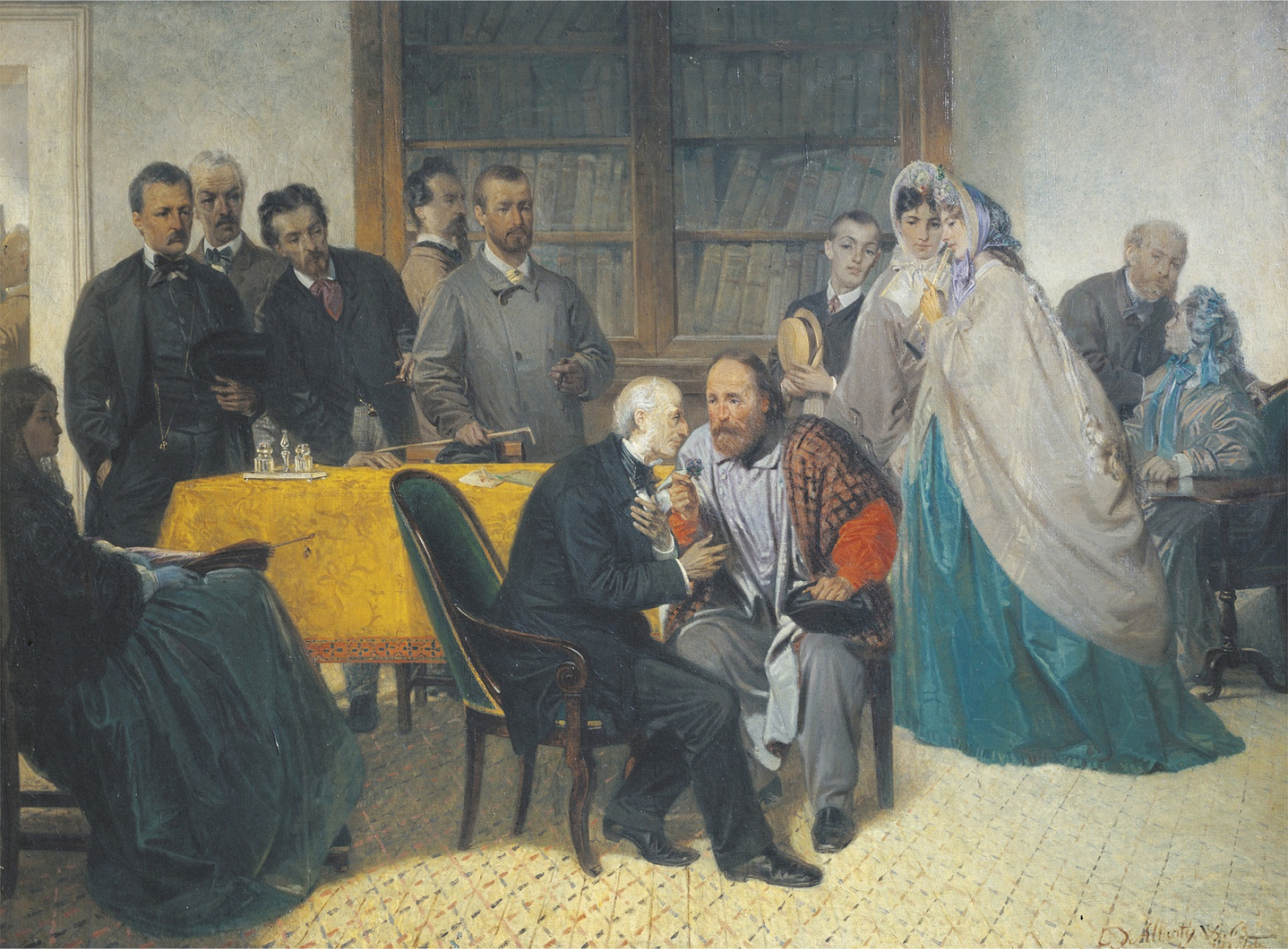
Sebastiano De Albertis, Giuseppe Garibaldi visita Alessandro Manzoni il 15 marzo 1862, olio su tela, 1863. Garibaldi non fu l'unica personalità politica importante a visitare Manzoni: Cavour, Vittorio Emanuele II, lo statista inglese William Gladstone, Giuseppe Verdi e i principi di Piemonte Umberto e Margherita vollero conoscerlo di persona.

Milano, come le altre grandi città europee, non fu immune dalle rivolte che esplosero in tutta Europa: durante le famose cinque giornate i patrioti riuscirono a scacciare, seppur momentaneamente, gli austriaci del feldmaresciallo Radetzky. Tra questi uomini imbevuti dell'epos risorgimentale c'era anche il figlio ventiduenne del Manzoni, Filippo, che finì incarcerato all'inizio dei combattimenti. Se il figlio combatté sulle barricate, il padre pubblicò quelle odi politiche (Aprile 1814, Il proclama di Rimini e Marzo 1821) che, per timore della rappresaglia austriaca, non aveva mai edito. Al momento del rientro di Radetzky, Manzoni, timoroso di subire ripercussioni per il suo sostegno morale alla causa risorgimentale, si rifugiò a Lesa, dove la moglie Teresa aveva una villa.
Il soggiorno di Lesa, durato fino al 1850, non fu un esilio infecondo: a Stresa, non molto lontano, viveva il grande filosofo e sacerdote Antonio Rosmini, conoscente del Manzoni già dal 1827. Il ritiro sul lago Maggiore servì allo scrittore per conoscere meglio l'animo e il pensiero del Rosmini, del quale apprezzò profondamente la personalità e la pietà (oltre alle discussioni religiose, linguistiche e politiche), come si può desumere dal folto carteggio epistolare fra i due.
Dal punto di vista strettamente letterario, questi anni videro Manzoni rigettare quell'equilibrio tra il vero storico e il vero poetico impostato nel suo romanzo. Attratto in maniera crescente dagli studi linguistici, storici e filosofici, sentì sempre più necessaria e urgente la ricerca della "verità oggettiva" condannando, nel saggio Del romanzo storico e, in genere, de' componimenti misti di storia e d'invenzione e nel dialogo Dell'Invenzione, pubblicati entrambi del 1850, la commistione tra inventio e historia.

#### Gli anni del Risorgimento: lutti privati e simbolo della Patria
(Venosta, pp. 157-158)

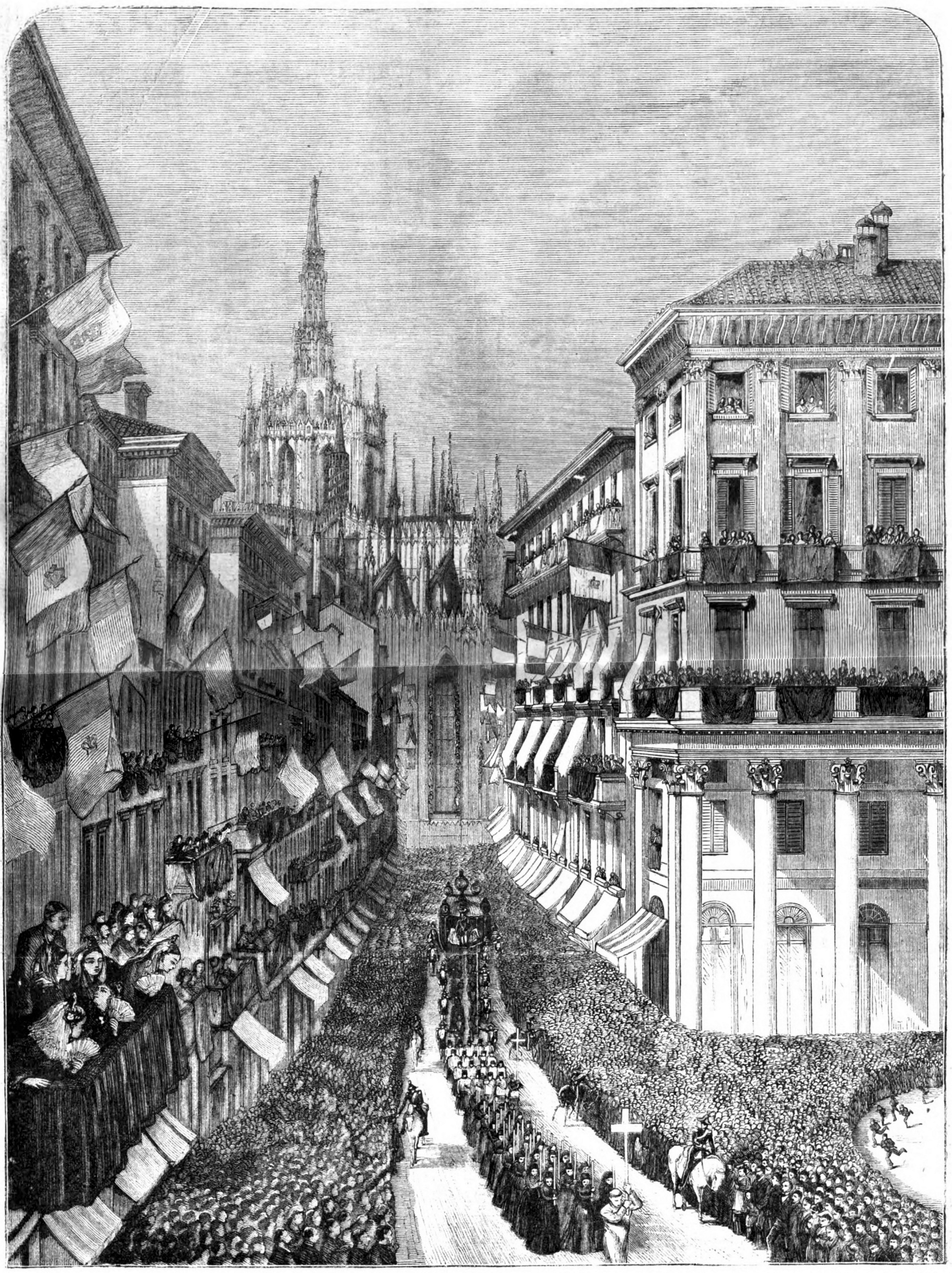
I funerali di Alessandro Manzoni, in un'incisione dell'epoca:

Gli anni seguenti furono assai penosi: nel 1853 morì Tommaso Grossi, nel 1855 l'amico Rosmini e l'anno successivo la figlia Matilde, da tempo ammalata di tisi; nel 1858 lo zio Giulio Beccaria e nel 1861 la moglie Teresa, la cui salute era stata irrimediabilmente compromessa da una difficoltosa gravidanza anni addietro. Questa serie di lutti fu alternata dal conferimento di onorificenze da parte del neonato Regno d'Italia e dalle visite di illustri ospiti. 
Il 29 febbraio 1860, ancor prima della proclamazione ufficiale del nuovo Stato unitario, Manzoni fu nominato senatore del Regno di Sardegna per meriti verso la patria. Con questo incarico votò nel 1864 a favore dello spostamento della capitale da Torino a Firenze fintanto che Roma non fosse stata liberata. Dal punto di vista intellettuale, negli ultimi anni, oltre che conversare col Rosmini, scrisse saggi storici (La Rivoluzione francese del 1789 e la Rivoluzione italiana del 1859: saggio comparativo) e linguistici intorno alla lingua italiana. Come presidente della commissione parlamentare sulla lingua, infatti, Manzoni stilò nel 1868 una breve relazione sull'italiano (Dell'unità della lingua e dei mezzi di diffonderla) indirizzata al ministro Broglio, in cui cercò di trovare una soluzione pratica per diffondere il fiorentino in tutta Italia. Il 28 giugno 1872 fu nominato cittadino onorario di Roma.

### La morte e il funerale

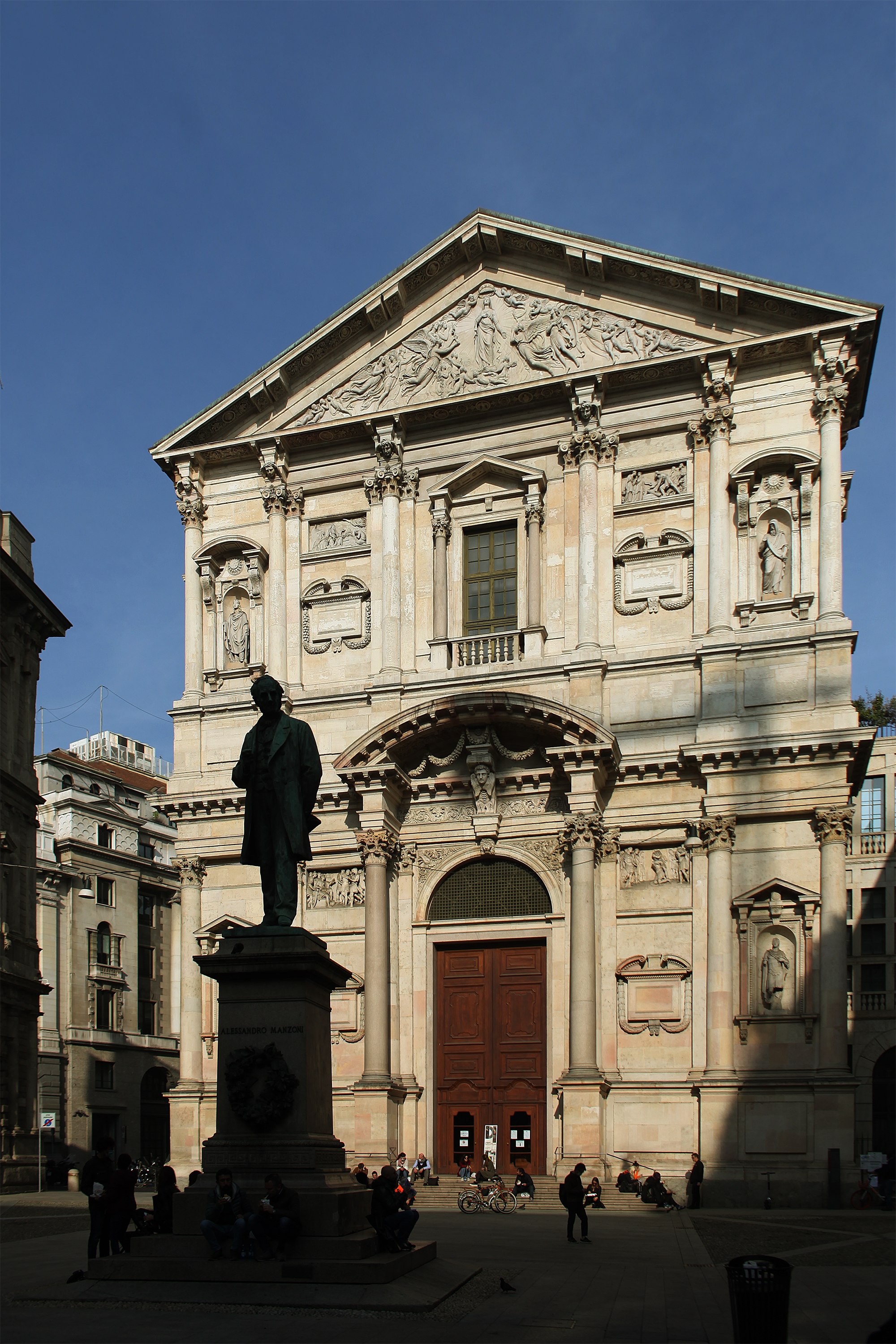
La chiesa di San Fedele, dai cui gradini Manzoni cadde battendo il capo; di fronte il monumento al poeta, inaugurato nel 1883.

Manzoni, a parte i disturbi nervosi da cui era affetto e una malattia che lo colpì nel 1858, godette sempre di ottima salute. L'anno 1873 fu però l'ultimo della sua vita: il 6 gennaio cadde battendo la testa su uno scalino all'uscita dalla chiesa di San Fedele di Milano, procurandosi un trauma cranico. Manzoni si accorse, già dopo qualche giorno, che le sue facoltà intellettive cominciavano lentamente a scemare, fino a cadere in uno stato catatonico negli ultimi mesi di vita. Le sofferenze furono acuite dalla morte del figlio maggiore Pier Luigi, avvenuta il 28 aprile, e quasi un mese dopo, il 22 maggio alle ore sei e quindici del pomeriggio, spirò per una meningite contratta a seguito del trauma. Il corpo fu poi imbalsamato da sette medici incaricati del processo da parte del Comune di Milano tra il giorno 24 e il 27 maggio. Ai solenni funerali del Senatore, celebrati in Duomo il 29, parteciparono le massime autorità dello Stato, tra cui il futuro re Umberto I, il ministro degli esteri Emilio Visconti Venosta e le rappresentanze della Camera, del Senato, delle Province e delle Città del Regno. Felice Venosta ne narra i particolari descrivendo, non senza note di patetismo, lo stato d'animo in cui versava la città al momento della sua scomparsa:
(Venosta, p. 155)

## Il dibattito su Manzoni

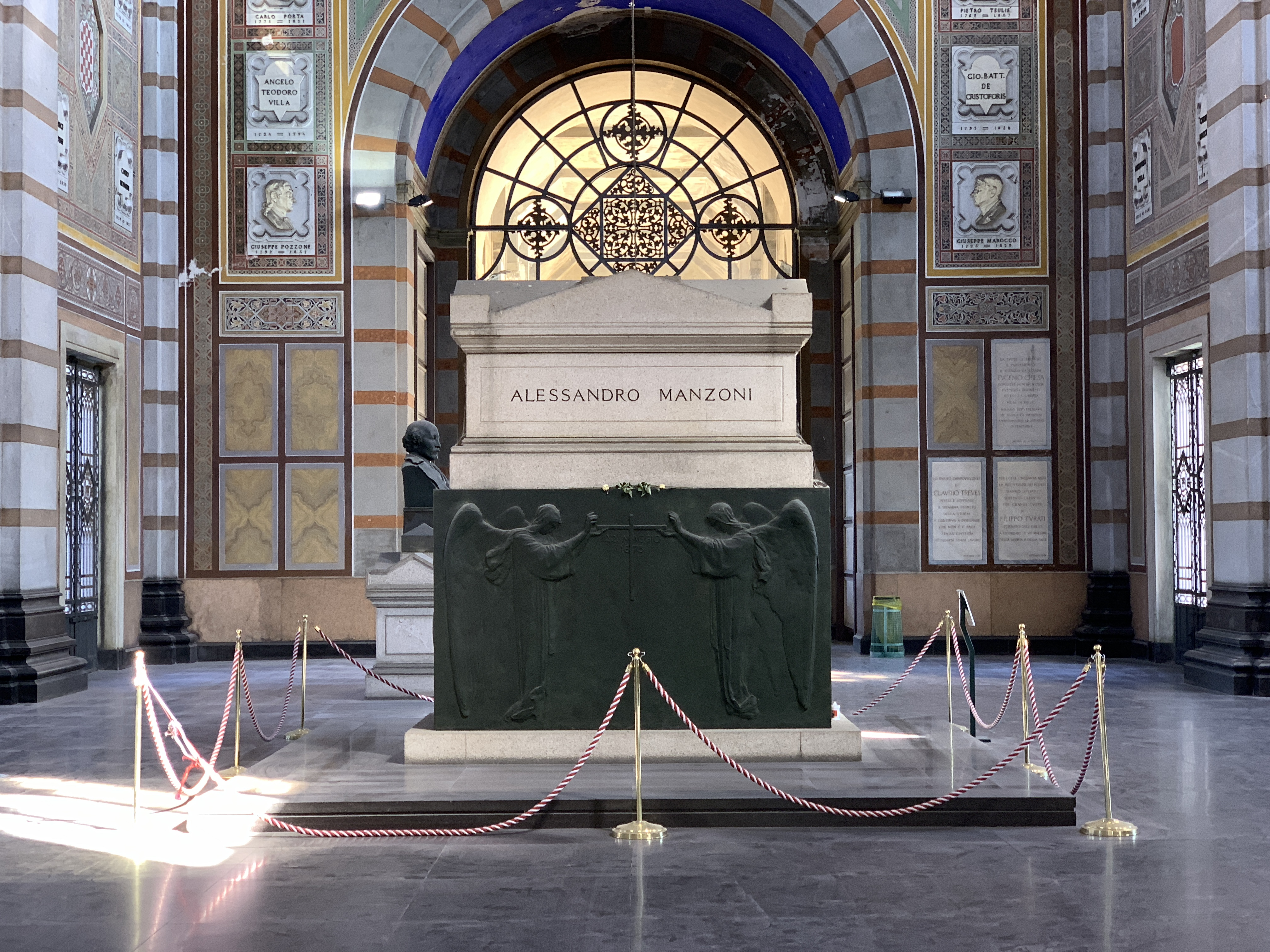
Tomba del Manzoni al Famedio del Cimitero monumentale di Milano.

### L'attacco dei cattolici reazionari
La scomparsa di Alessandro Manzoni non suscitò unanime cordoglio: il mondo cattolico più reazionario e clericale, per esempio, non ne compianse la morte. Anzi, i gesuiti de La Civiltà Cattolica la passarono sotto silenzio, per poi scagliarsi contro il Manzoni scrittore e cristiano nell'articolo del 26 giugno 1873, Alessandro Manzoni e Giuseppe Puccianti. Nel grave dissidio tra le due anime del cattolicesimo italiano dell'epoca, Manzoni veniva ritenuto, anche da altri sostenitori dell'ala reazionaria, il vessillo tramite cui i liberali poterono attuare la loro politica laicista e l'abbattimento del potere temporale dei papi. A tal proposito don Davide Albertario, uno dei più accesi critici della religiosità manzoniana e "paradigma" delle accuse mosse dagli zelanti al liberale Manzoni, non risparmiò dure critiche sull'ambiguità del comportamento di Alessandro:

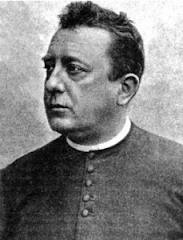
Don Davide Albertario (1846-1902), uno dei più accaniti oppositori della religiosità e dell'opera manzoniana.

(Albertario, p. 457)
Benedetto Croce, nel 1941, riportò come ancora a distanza di anni dopo la morte di Manzoni i cattolici "intransigenti" facessero sentire la loro voce tramite quella di Giovanni Papini:
(Croce 1941, p. 386)

### La critica letteraria su Manzoni

#### Il mito manzoniano: tra luci e ombre

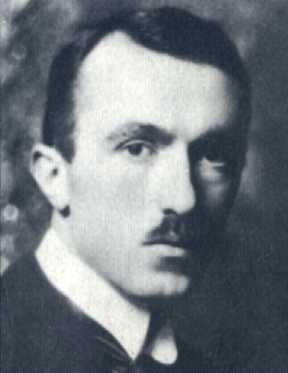
Lo scrittore milanese Carlo Emilio Gadda.

Le prime biografie di Manzoni furono scritte da Cesare Cantù (1885), Stefano Stampa (edita anch'essa nel 1885, in risposta a delle inesattezze del Cantù), Cristoforo Fabris, Angelo De Gubernatis (1879), mentre una parte delle lettere di Manzoni fu pubblicata da Giovanni Sforza nel 1882. La figura enigmatica dello scrittore, costantemente afflitto da sintomi depressivi e relegato ad una vita appartata e isolata dagli eventi mondani, spinsero Paolo Bellezza a comporre il saggio Genio e follia in Alessandro Manzoni (1898), in cui si analizzano paure bizzarre dello scrittore, quali l'agorafobia, gli svenimenti continui e la paura delle pozzanghere. Manzoni non fu però solo oggetto di indagini psicoanalitiche, ma anche di vere e proprie critiche nel campo strettamente letterario: in primo luogo dagli Scapigliati, che videro in Manzoni l'espressione del perbenismo borghese da loro tanto detestato; da Giosuè Carducci, estimatore dell'Adelchi ma implacabile verso il romanzo; da Luigi Settembrini, autore del Dialogo tra Manzoni e Leopardi in cui l'anticlericale napoletano si burla della sua fede cattolica. Ammirazione incondizionata, invece, venne da Francesco de Sanctis, Giovanni Verga, Luigi Capuana e da Giovanni Pascoli, che al suo «immortale romanzo» dedicò il saggio L'eco d'una notte mitica (1896).
Nel Novecento, a causa dei movimenti anticlassicisti delle avanguardie, dell'evoluzione della lingua e all'edulcoramento della figura del romanziere che veniva insegnata nelle scuole, Manzoni subì varie critiche da parte di letterati e intellettuali: tra questi, il "primo" Croce e il marxista Gramsci, che accusò Manzoni di paternalismo. La più importante apologia del Manzoni fu operata dal filosofo Giovanni Gentile, che nel 1923 lo definì, in una conferenza alla Scala, un «grande maestro nazionale» come già avevano fatto Mazzini e Gioberti, ravvisando in lui il promotore di quell'idealismo religioso, in cui Gentile si riconosceva, che costituiva ai suoi occhi le fondamenta del Risorgimento italiano.
In difesa di Manzoni si schiererà anche Carlo Emilio Gadda, che al suo esordio pubblicò nel 1927 l'Apologia manzoniana, e nel 1960 attaccò il piano di Alberto Moravia di affossarne la proposta linguistica. Soltanto nel Secondo Novecento, grazie agli studi di Luigi Russo, Giovanni Getto, Lanfranco Caretti, Ezio Raimondi e Salvatore Silvano Nigro si è riusciti a "liberare" Manzoni dalla patina ideologica di cui era stato rivestito già all'indomani della sua morte, indagandone con occhio più libero di pregiudizi la poetica e, anche, la modernità dell'opera.

## Pensiero e poetica

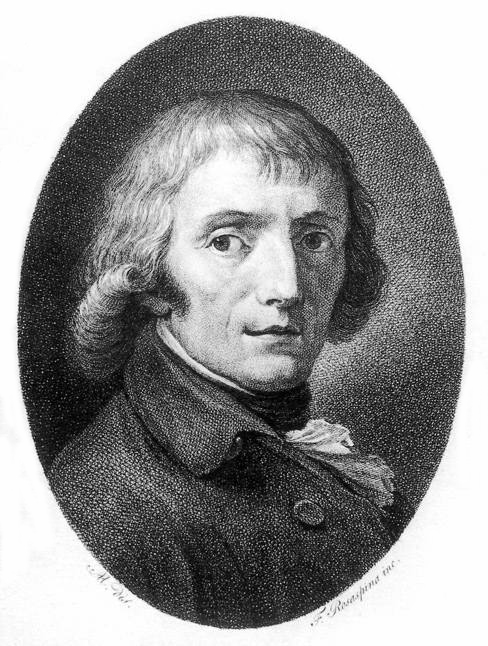
Francesco Rosaspina, Giuseppe Parini, litografia del XVIII secolo. Parini, insieme alla tradizione illuminista lombarda, furono fondamentali per lo sviluppo della letteratura civile manzoniana, un apporto che non cessò (ma che si accentuò) dopo la conversione al romanticismo del Manzoni.

### Tra illuminismo e romanticismo

#### Gli esordi neoclassici e illuministi
Dopo il periodo della prima giovinezza, caratterizzato da una formazione basata sullo studio dei grandi classici antichi e italiani, il giovane Alessandro entrò in contatto prima col giacobinismo italiano (Lomonaco e Cuoco) poi, dal 1805 in avanti, con il gruppo degli Idéologues francesi (Fauriel, Cabanis). Il risultato fu che il giovane Manzoni aderì fino agli ultimi anni del primo decennio dell'Ottocento a un illuminismo scettico nel campo della religione, in cui predominava il valore per la libertà propugnata dagli ideali rivoluzionari, filtrandoli con gli apporti paideutico-educativi propri della lezione di Giuseppe Parini, del nonno Cesare Beccaria e di Pietro Verri.

#### Dopo la conversione: il Manzoni illuminista
Neanche dopo la conversione al Cattolicesimo nel 1810 e il rifiuto dei versi dell'Urania (1809), Manzoni abbandonò totalmente l'apporto illuminista della ragione, della coscienza individuale, e i valori della sua prima educazione. Riconoscendo il ruolo civile del letterato (apporto proprio dell'illuminismo milanese e dell'Alfieri), Manzoni intervenne più volte, sia in privato che nel circolo dell'azione letteraria, nelle vicende della storia, come attestano le Odi civili del 1814 e del 1821. Comunque, il manifesto di questa vocazione "civile" è pienamente espresso a più riprese nella lettera Sul romanticismo inviata al marchese Cesare Taparelli d'Azeglio (1823), in cui Manzoni ribadisce il valore sociale che un'opera d'arte letteraria deve avere come principale finalità:
(Sul romanticismo, Lettera al marchese Cesare Taparelli d'Azeglio, 22 settembre 1823)

#### L'affinità col romanticismo
L'elemento romantico nella produzione poetica manzoniana emerge negli Inni Sacri, dove per la prima volta l'io del poeta si eclissa a favore di un'universalità corale che eleva il suo grido di speranza e la sua fiducia in Dio. La moltitudine degli uomini, il sentimento religioso e l'attenzione ai moti dell'anima nel cuore dei fedeli sono tutti elementi che avvicinano Manzoni al nascente movimento romantico, rendendo il giovane poeta meneghino e la cultura d'oltralpe legati da vincoli estetici e poetici affini.
Oltre alla dimensione "ecclesiale" della religiosità manzoniana, non si può dimenticare, per quanto riguarda l'attenzione al popolo, l'apporto fondamentale della storiografia francese di Augustin Thierry e degli idéologues in generale, che propugnavano di incentrare la storia sugli umili, piccoli personaggi che non scemano nell'oblio del tempo perché non sono oggetto d'interesse da parte dei cronisti loro coevi e che subiscono violenza per le decisioni dei potenti.

### Il cattolicesimo manzoniano

#### Il ruolo della Provvidenza e il giansenismo

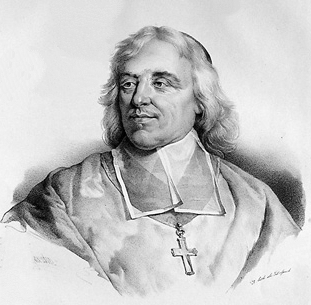
Bossuet fu uno dei più importanti predicatori francesi del grand siècle, uno dei modelli fondamentali per la religiosità manzoniana.

Persa, alla fine dei primi anni dell'Ottocento, la speranza di raggiungere la serenità per mezzo della ragione, la vita e la storia gli parvero romanticamente immerse in un vano, doloroso, inspiegabile disordine: bisognava trovare un fine salvifico che potesse aiutare l'uomo sia a costituire un codice etico da praticare nella vita terrena, sia a sopportare i mali del mondo in previsione della pace celeste. Il critico Alessandro Passerin d'Entrèves sottolinea l'importanza che ebbero Blaise Pascal e i grandi moralisti francesi del Seicento (Bossuet) nella formazione religiosa del Manzoni: da essi l'autore aveva attinto l'ambizione a conoscere l'animo umano e «la convinzione che il cristianesimo è l'unica spiegazione possibile della natura umana, che è stata la religione cristiana che ha rivelato l'uomo all'uomo», trovando nei loro insegnamenti quella fiducia nella religione come strumento di sopportazione dell'infelicità umana. La fiducia in Dio è il punto di distacco dal pessimismo propugnato da Giacomo Leopardi.
Su un terreno così impregnato di pessimismo esistenziale, gioca un ruolo fondamentale la Provvidenza, cioè il modo misterioso con cui Dio agisce nella vita umana elargendo la Salvezza ai suoi figli. Appresa alla scuola del moralista seicentesco Bossuet, la Provvidenza giocherà un ruolo fondamentale non soltanto all'interno de I promessi sposi, ma anche delle altre opere "minori": i vari personaggi manzoniani dovranno subire patimenti e ingiustizie all'interno di un mondo corrotto e dominato da una decadenza civile, morale e culturale, e soltanto l'agire della Provvidenza (chiamata, in questo contesto doloroso, anche con il nome di provvida sventura) permetterà loro di divenire vittime e di ottenere quella giustizia attesa vanamente sulla terra e che sarà invece elargita in Cielo.
Questa visione così pessimista del mondo è dovuta, anche, alle venature profondamente gianseniste che i direttori spirituali di Manzoni, Degola prima e Tosi poi, gli hanno impartito nell'affrontare le vicende umane. In realtà, però, Manzoni rimase sempre, dal punto di vista dogmatico, un cattolico, mantenendo soltanto una severa morale di vita vicina agli ambienti giansenisti. Come sottolinea Giuseppe Langella, sulla questione fondamentale della Grazia: «Manzoni si attiene senza riserve all'insegnamento ufficiale della Chiesa, confida nell'esortazione apostolica del vangelo secondo Matteo: "petite, et dabitur vobis"… Nessuna discriminazione, dunque, nell'offerta misericordiosa della grazia. Manzoni è perentorio: l'aiuto divino non è negato a nessuno che lo chieda…».

### Manzoni drammaturgo e romanziere

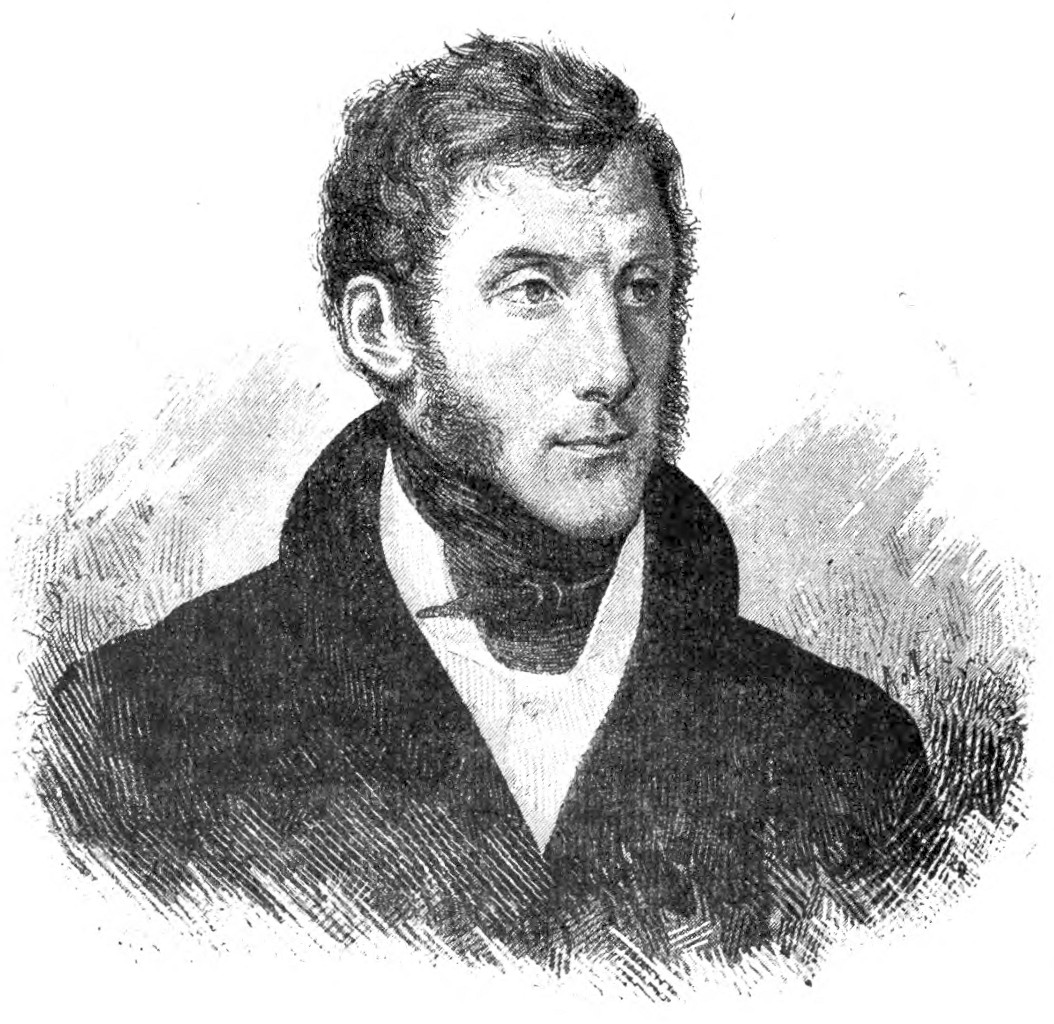
Ritratto di Alessandro Manzoni da un acquerello del 1829, riprodotto in Cantù.

#### Tra morale e realismo
Il palcoscenico, secondo Manzoni, non deve veicolare passioni e forti emozioni, nell'esasperazione dell'io del protagonista, ma indurre lo spettatore a meditare sulle scene cui assiste: all'«identificazione emozionale» di Racine e del teatro francese bisogna sostituire la «commozione meditata», per dirla con Gino Tellini. La vicenda e la rappresentazione devono trasmettere un messaggio cristiano, senza per questo presentare una realtà idilliaca: al contrario, Manzoni va in cerca di personaggi, che, come Francesco Bussone (il conte di Carmagnola), si oppongano al male che domina la società umana, anche a prezzo della loro vita. L'importante è che il drammaturgo cerchi la verità e si mantenga fedele alla realtà storica (il vero storico), lasciando al poeta il compito di indagare ciò che il cuore umano del protagonista può aver provato in un determinato contingente.

Si profila, pertanto, quella forte vena realistica che dominerà anche l'economia del romanzo, dal Fermo e Lucia fino alla Quarantana de I promessi sposi, dove il realismo emerge proprio dall'ultimo capitolo: non c'è un lieto fine, ma una ripresa della vita quotidiana spezzata però dalle disavventure dei protagonisti. L'allontanamento da Lecco di Renzo e Lucia e la ripresa delle attività giornaliere sono il frutto della scelta, da parte dell'autore, di far continuare, nelle situazioni della vita quotidiana, le vite dei due protagonisti all'interno della quotidianità storica.

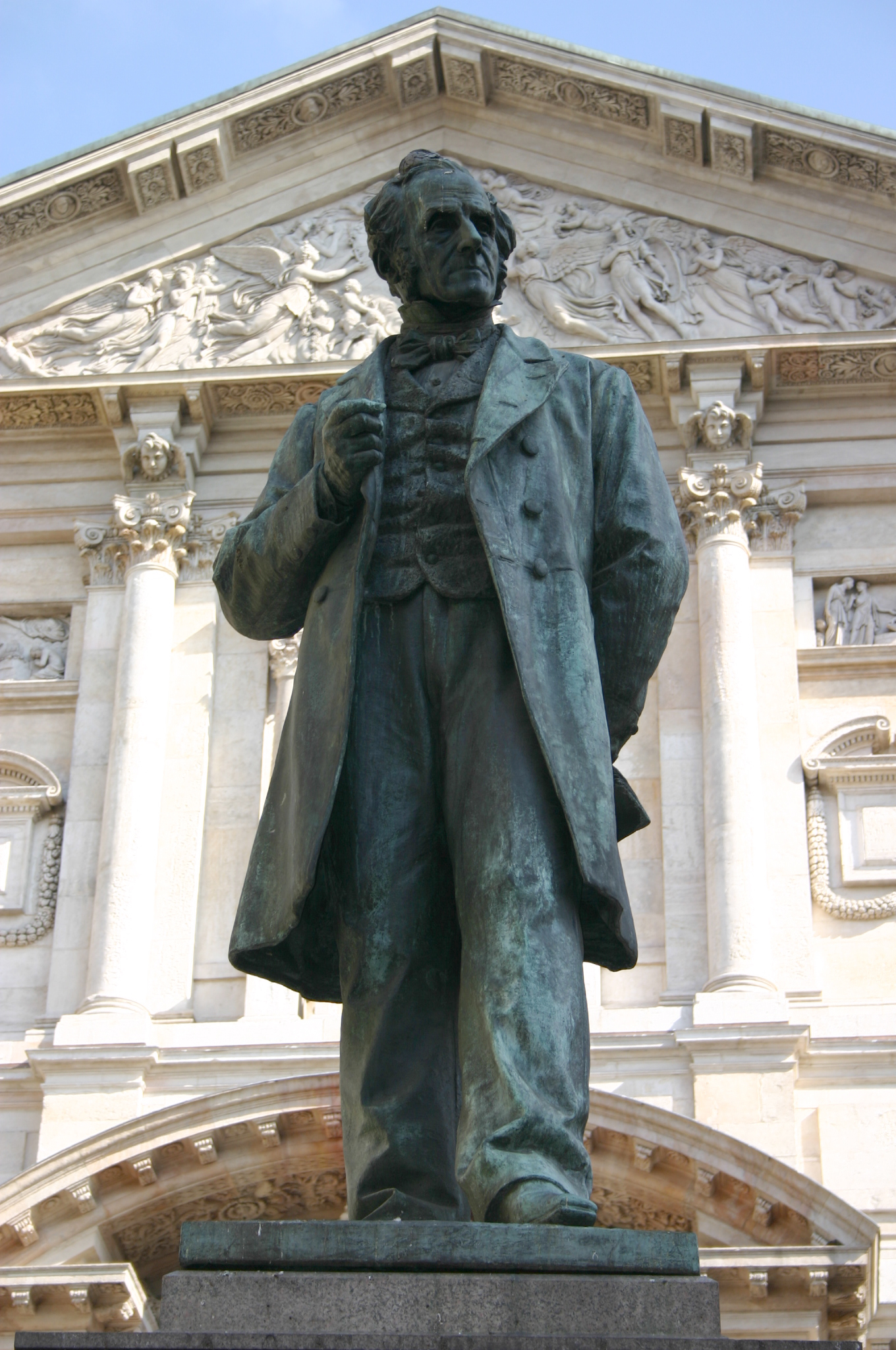
Monumento ad Alessandro Manzoni, in piazza San Fedele, a Milano. Eretto nel 1883 a opera di Francesco Barzaghi, è collocato davanti alla chiesa di San Fedele dai cui gradini lo scrittore cadde riportando il trauma cranico che lo condusse alla morte.

### LaQuestione della linguain Manzoni
Manzoni, sulla spinta del romanticismo e della sua necessità di instaurare un dialogo con un vasto pubblico eterogeneo, si prefisse lo scopo di trovare una lingua in cui ci fosse un lessico pregno di termini legati all'uso quotidiano e agli ambiti specifici del sapere, e priva di una grande disparità tra la lingua parlata e quella scritta. Questo percorso, iniziato già con la stesura del Fermo e Lucia, vide Manzoni passare, tra il 1821 e il 1827, dal "compromesso" della buona lingua letteraria all'avvicinamento col toscano, e si concluse dopo anni di studi linguistici (facilitati anche dalla presenza della governante fiorentina Emilia Luti) nel 1840 con la revisione linguistica de I promessi sposi sul modello del fiorentino colto, che presentava ancor più del toscano questa dimensione unitaria tra la dimensione orale e quella letteraria. Infatti, tra l'edizione del 1827 e quella del 1840 vengono eliminati tutti quei lemmi toscani municipali e distanti dall'uso del fiorentino corrente. Tale scelta linguistica, benché approvata dal ministro Emilio Broglio nella relazione del 1868, non fu accettata da tutti i contemporanei del Manzoni: Carlo Tenca, in un articolo datato 11 gennaio 1851 della rivista «Crepuscolo», si oppose alla soluzione manzoniana. Lo stesso varrà per gli Scapigliati e per Carducci (ostile al romanzo ma non all'Adelchi), mentre Francesco d'Ovidio, Carlo Collodi, Edmondo de Amicis e Carlo Emilio Gadda si rifaranno alla lingua e all'impostazione strutturale del romanzo dando il via al fenomeno del manzonismo.

## L'uomoManzoni

### Una vita a prima vista tranquilla

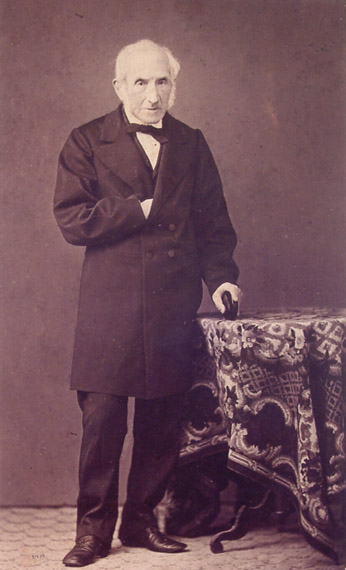
Alessandro Manzoni nel 1870, all'età di ottantacinque anni.

Come conseguenza del suo stile di vita estremamente riservato, non è facile inquadrare Manzoni come uomo. Egli visse perlopiù appartato dalla vita pubblica, mantenendosi estraneo ai principali eventi mondani della città (se si eccettua la frequentazione del salotto intellettuale tenuto da Clara Maffei) e distante dall'impegno politico attivo dei grandi moti nazionalistici che stavano sconquassando l'Italia nel pieno del fervore risorgimentale, mantenendo però una posizione culturalmente e moralmente favorevole alla causa dell'Unità (si vedano l'Adelchi e Marzo 1821), che lo spingerà ad accettare la nomina a senatore a vita durante la vecchiaia. La ragione di questo atteggiamento, oltre che al carattere del Manzoni, è forse da ricercare nei suoi continui disturbi nevrotici (che curava con lunghissime passeggiate e uno stile di vita estremamente regolare) come agorafobia, attacchi di panico, ipocondria, svenimenti, fobie varie (timore della folla, dei tuoni e delle pozzanghere). 
Amante del quieto vivere, condusse apparentemente una vita silenziosa tra Brusuglio (ove lo scrittore si dilettava di botanica e giardinaggio, intessendo con Fauriel un ricco epistolario al riguardo) e via del Morone, dedito ai suoi studi, alla cura della famiglia (anche se, per i complessi di cui era afflitto, era sempre oggetto di cure da parte dei suoi cari) e alla coltivazione delle amicizie più strette. Nella conversazione usava l'italiano con i visitatori provenienti da altre regioni italiane, ma soprattutto adoperava il dialetto milanese nella vita quotidiana. 
Inetto nell'amministrazione dei suoi beni, dimostrava al contrario una grande attenzione nei confronti del mondo che lo circondava, non mancando di giudicare, placidamente e con ironia, gli eventi politici e sociali di cui veniva a conoscenza, o di adottare autoironia verso i suoi mali. Le persone a lui più vicine ne sottolineavano la cortesia, la memoria vivacissima, l'ingegno e una capacità discorsiva elegante, benché minato dalla balbuzie di cui lo scrittore era afflitto.

### La descrizione fisica

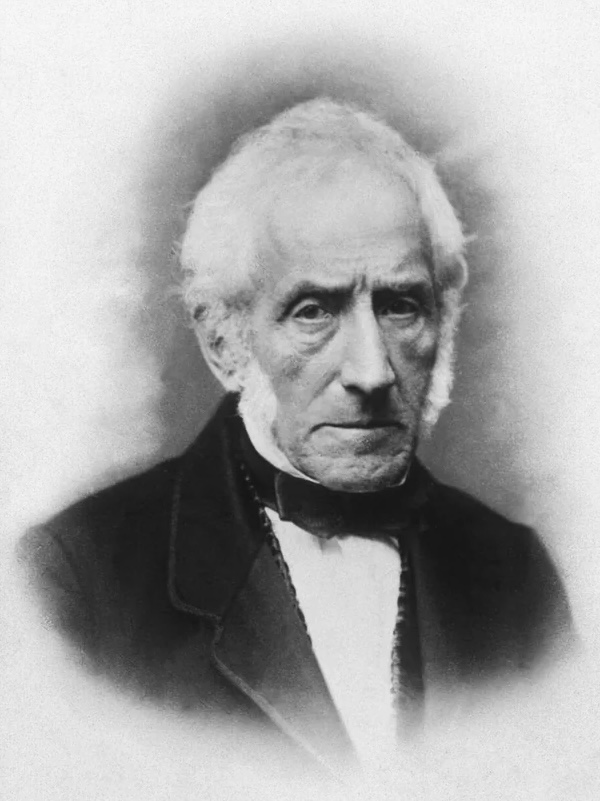
Ritratto fotografico di Alessandro Manzoni (1868)

Il figliastro Stefano Stampa, infine, offre un ritratto fisiognomico assai dettagliato del patrigno, delineandone anche i movimenti e quel sorriso indice del suo carattere ironico:
(Stampa, I, pp. 329-331)

## Nella cultura di massa

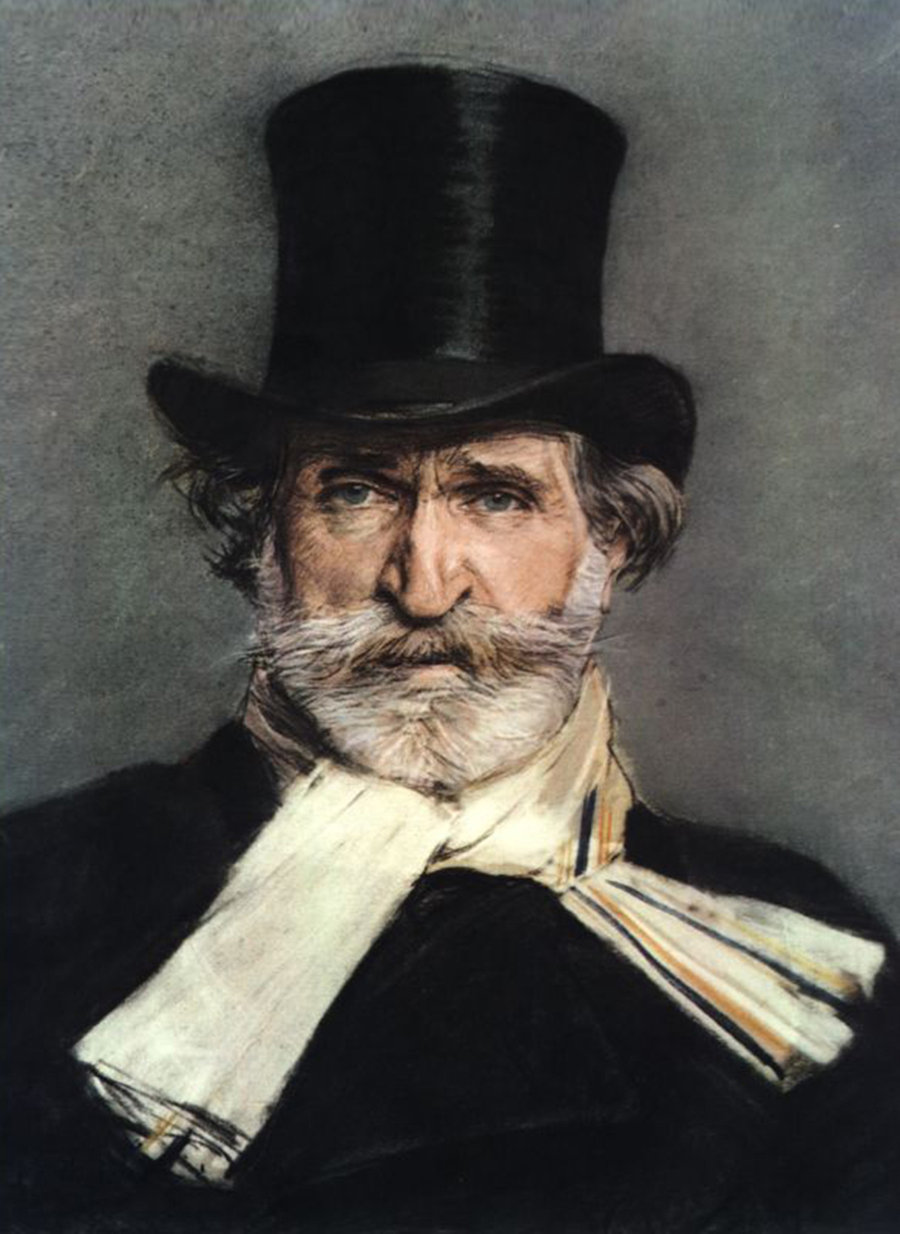
Giovanni Boldini, Ritratto di Giuseppe Verdi, 1886. Il compositore parmense ricordò Manzoni ad appena un anno della morte con la sua Messa da Requiem.

Il giorno stesso della sua morte il Comune di Milano decretò di intitolare allo scrittore scomparso la via del Giardino, nei pressi della quale lo scrittore viveva dal 1813. Alla mattina del 23 maggio erano murate le targhe di marmo con la nuova intitolazione Via Alessandro Manzoni in sostituzione delle vecchie riportanti Via del Giardino.
Analogamente, le principali città italiane gli intitolarono una via o un corso.
Nel 1874, nel primo anniversario della morte, Giuseppe Verdi diresse personalmente nella chiesa di San Marco di Milano la Messa di requiem, composta per onorarne la memoria.
La mattina del 22 maggio 1883, a dieci anni esatti dalla morte, in presenza del duca di Genova e di una rappresentanza parlamentare, con una cerimonia pubblica la salma fu tolta dal Colombario e posta nel famedio del Cimitero monumentale di Milano in una tomba di granito rosso con inciso solo il suo nome; nel pomeriggio fu inaugurato il monumento in piazza San Fedele, opera di Francesco Barzaghi.
Il 29 dicembre 1923, in occasione del cinquantesimo anno dalla morte, il Regno d'Italia emise una serie commemorativa di sei francobolli ceduta in parte al comitato promotore della celebrazione.

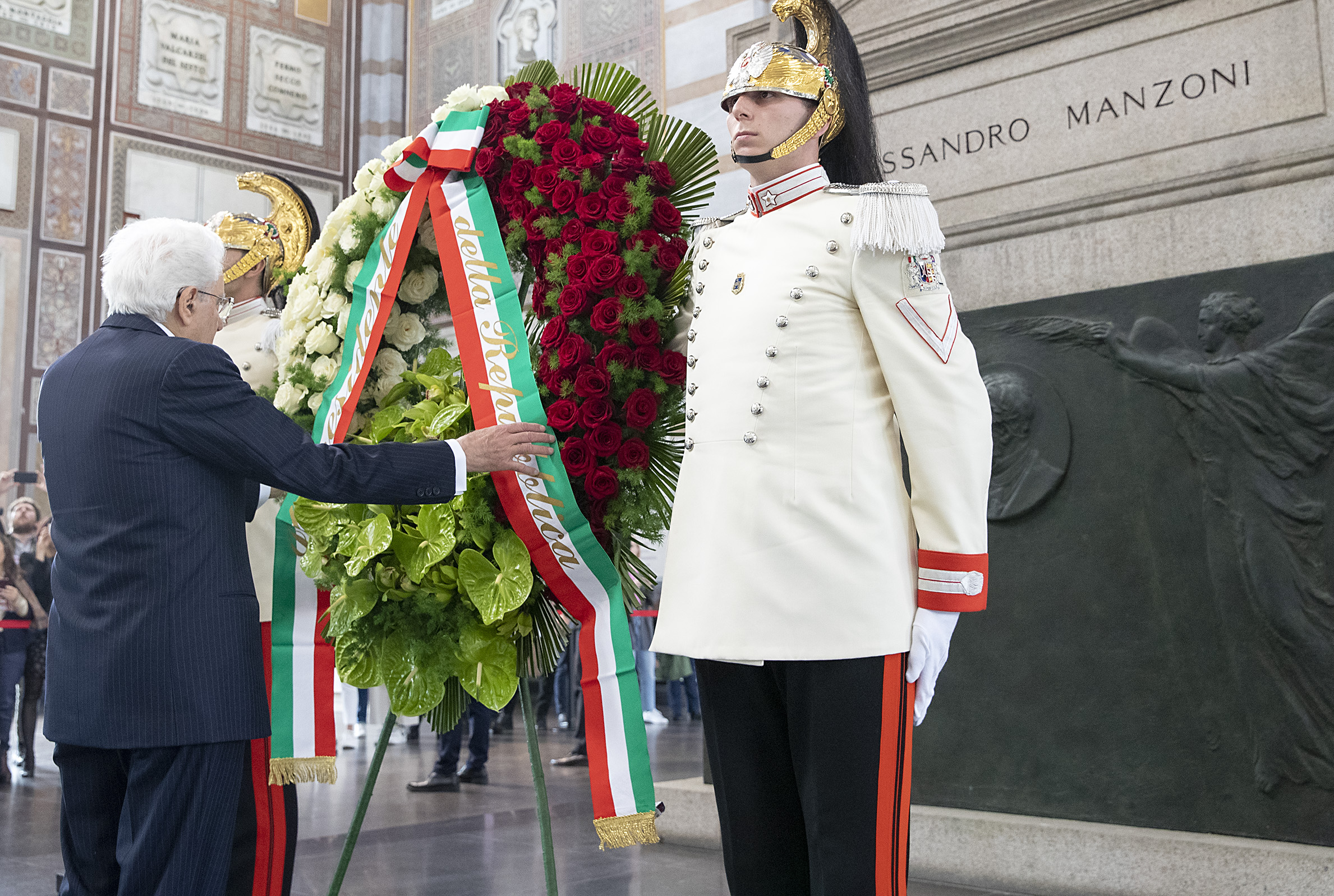
Sergio Mattarella in visita al Famedio il 22 maggio 2023, in occasione del centocinquantesimo anniversario della morte di Manzoni.

Anche nella seconda metà del Novecento e nei primi anni 2000 la figura di Manzoni è stata rievocata in occasioni più o meno ufficiali: nel 1973 fu celebrato il primo centenario della sua scompara e a tal proposito papa Paolo VI inviò al cardinale e arcivescovo di Milano Giovanni Colombo un messaggio in cui il pontefice bresciano ripercorreva la parabola esistenziale e cristiana del grande romanziere. Inoltre, furono coniate alcune lire ritraenti il suo profilo in occasione del bicentenario della nascita (1985). Nel centocinquantesimo della sua scomparsa, celebrato nel 2023, Manzoni fu invece ricordato a livello nazionale sia dal Parlamento che dal capo dello Stato Sergio Mattarella, il quale venne in visita al Famedio per commemorare il letterato. Inoltre, grazie all'intervento del Centro nazionale di studi manzoniani e alla sensibilità dell'arcivescovado milanese, furono indetti alcuni eventi per commemorare Manzoni: la pubblicazione dell'edizione critica de I promessi sposi e delle Osservazioni sulla morale cattolica, per esempio, da parte del primo; e la lettura in Duomo dal 9 maggio al 31 maggio del 2023 del romanzo. Infine, si ricordino le parodie de I promessi sposi (quelle ad opera del Quartetto Cetra nel 1985 e de Il Trio nel 1990) e i vari sceneggiati televisivi, da quello del 1967 a quello curato da Salvatore Nocita nel 1989.

## Elenco delle opere
In ordine di prima pubblicazione.
- A Francesco Lomonaco. Sonetto per la vita di Dante, in Francesco Lomonaco, Vite degli eccellenti italiani, I, Italia [Lugano?], s.t., 1802.
- In morte di Carlo Imbonati. Versi di Alessandro Manzoni a Giulia Beccaria sua madre, Parigi, Didot, 1806.
- Urania. Poemetto, Milano, Stamperia Reale per cura di Leonardo Nardini, 1809.
- Inni sacri, Milano, Agnelli, 1815; Milano, Ferrario, 1822; poi in Opere varie di Alessandro Manzoni, edizione riveduta dall'autore, Milano, Redaelli, 1845. (contiene: Il Natale, La Passione, La Risurrezione, La Pentecoste, Il Nome di Maria)
- Sulla morale cattolica. Osservazioni di Alessandro Manzoni. Parte prima, Milano, Lamperti, 1819; edizione completa in Opere varie di Alessandro Manzoni, edizione riveduta dall'autore, Milano, Redaelli, 1845.
- Il Conte di Carmagnola, Milano, Ferrario, 1820.
- Adelchi tragedia di Alessandro Manzoni con un discorso sur alcuni punti della storia longobardica in Italia, Milano, Ferrario, 1822.
- Il cinque maggio, in Cinque inni sacri ed un'ode di Alessandro Manzoni, Torino, Marietti, 1823 (ma 1821).
- Lettre à M. C*** sur l'unité de temps et de lieu dans la tragédie, in Le Comte de Carmagnola, et Adelghis, tragédies d'Alexandre Manzoni, traduites de l'italien par M.-C. Fauriel, suivies d'un article de Goethe et de divers morceaux sur la théorie de l'art dramatique, Paris, Bossange frères, 1823 (ma 1820-1823).
- L'Ira d'Apollo. Per la lettera semiseria di Grisostomo, in "L'Eco, giornale di scienze, lettere, arti, commercio e teatri", anno II, n. 137, 1829, pp. 545–546.
- I promessi sposi. Storia milanese del secolo XVII, scoperta e rifatta da, 3 voll., Milano, Ferrario, 1825-1826; Milano, Guglielmini e Redaelli, 1840.
- Storia della colonna infame, Milano, Guglielmini e Redaelli, 1840.
- Del romanzo storico e, in genere, de' componimenti misti di storia e d'invenzione, in Opere varie di Alessandro Manzoni, edizione riveduta dall'autore, Milano, Redaelli, 1845 (ma 1827-1850).
- Sulla lingua italiana. Lettera al signor cavaliere consigliere Giacinto Carena, in Opere varie di Alessandro Manzoni, edizione riveduta dall'autore, Milano, Redaelli, 1845 (ma 1847-1850).
- Dell'invenzione. Dialogo, in Opere varie di Alessandro Manzoni, edizione riveduta dall'autore, Milano, Redaelli, 1845 (ma 1850).
- Lettera inedita di A. Manzoni sul Romanticismo e sul Classicismo, in "L'Ausonio", 1, 1, marzo 1846, pp. 21–46, poi in Opere varie di Alessandro Manzoni, Milano, Rechiedei, 1870.
- Il proclama di Rimini e Marzo 1821, in Pochi versi inediti di Alessandro Manzoni, Milano, Redaelli, 1848 (ma 1815 e 1821).
- Lettera di Alessandro Manzoni al signor professore Girolamo Boccardo intorno a una questione di cosiddetta proprietà letteraria, Milano, Redaelli, 1861.
- Dell'unità della lingua e dei mezzi di diffonderla, in "La Perseveranza", 5 marzo 1868.
- Lettera intorno al libro «De volgari eloquio» di Dante Alighieri, in "La Perseveranza", 21 marzo 1868.
- Lettera intorno al Vocabolario, in "La Perseveranza", 20 aprile 1868.
- Saggio comparativo del dizionario dell’Accademia francese col Vocabolario degli Accademici della Crusca, in Appendice alla relazione intorno all'unità della lingua e ai mezzi di diffonderla di Alessandro Manzoni, Milano, Rechiedei, 1869.
- Le correzioni ai Promessi sposi e l'unità della lingua. Lettera inedita, con un discorso di Luigi Morandi, Milano, Rechiedei, 1874 (ma 30 marzo 1871).
- Sermoni (A Giovan Battista Pagani, Sulla Poesia, Panegirico a Trimalcione, Amore a Delia), in Antonio Stoppani, I primi anni di Alessandro Manzoni. Spigolature, con aggiunta di alcune poesie inedite o poco note dello stesso A. Manzoni, Milano, Tip. Bernardoni, 1874.
- Adda, in Giuseppe Gallia, Ricordo di G. B. Pagani, in "Commentari dell'Ateneo di Brescia", 1875 (ma 1803), pp. 89–107, note alle pp. 203–206.
- Del trionfo della libertà. Poema inedito di Alessandro Manzoni, con lettere dello stesso e note, preceduto da uno studio di Carlo Romussi, Milano, Carrara, 1878 (ma 1801).
- Autoritratto, in "Gazzetta letteraria", n. 52, 28/12/1878-4/1/1879 (ma 1801), poi in Opere inedite o rare di Alessandro Manzoni, a cura di Pietro Brambilla e Ruggero Bonghi, I, Milano, F.lli Rechiedei, 1883.
- A Parteneide, in Angelo De Gubernatis, Il Manzoni prima della conversione studiato nella sua corrispondenza inedita, in "Nuova Antologia", 48, 15 dicembre, 1879 (ma 1809-1810), pp. 39–644.
- Aprile 1814, in Opere inedite o rare di Alessandro Manzoni, a cura di Pietro Brambilla e Ruggero Bonghi, I, Milano, F.lli Rechiedei, 1883 (ma 1814).
- Materiali estetici, in Opere inedite o rare di Alessandro Manzoni, a cura di Pietro Brambilla e Ruggero Bonghi, III, Milano, F.lli Rechiedei, 1883 (ma 1816-1819).
- Spartaco, in Opere inedite o rare di Alessandro Manzoni, a cura di Pietro Brambilla e Ruggero Bonghi, I, Milano, F.lli Rechiedei, 1883 (ma 1822-1823).
- Sopra una staffilata del Monti ai Romantici. Dialogo con un amico, in Opere inedite o rare di Alessandro Manzoni, a cura di Pietro Brambilla e Ruggero Bonghi, III, Milano, F.lli Rechiedei, 1883 (ma 1823).
- Alla sua donna, in "Revue internationale", a. I, vol. II, 10 giugno 1884 (ma 1802).
- Della lingua italiana, in Opere inedite o rare di Alessandro Manzoni, a cura di Pietro Brambilla e Ruggero Bonghi, IV, Milano, F.lli Rechiedei, 1891 (ma 1830-1859).
- Della parte che possa competere agli scrittori nelle lingue, in Opere inedite o rare di Alessandro Manzoni, a cura di Pietro Brambilla e Ruggero Bonghi, V, Milano, F.lli Rechiedei, 1898 (ma 1871).
- La verifica dell'uso toscano, in Scritti postumi, pubblicati da Pietro Brambilla, a cura di Giovanni Sforza, Milano, Rechiedei, 1900 (ma 1827-1830).
- La collaborazione del Manzoni alla «Risposta», in Scritti postumi, pubblicati da Pietro Brambilla, a cura di Giovanni Sforza, Milano, Rechiedei, 1900 (ma 1835-1836).
- Alla Musa, in Le tragedie; gl'Inni sacri; e le Odi. Nella forma definitiva e negli abbozzi, con le varianti delle diverse edizioni e con gli scritti illustrativi dell'autore, a cura di Michele Scherillo, Milano, Hoepli, 1907 (ma 1802-1803).
- «Sentir messa». Libro della lingua d'Italia contemporaneo ai «Promessi sposi». Inedito, Milano, Bottega di poesia, 1923 (ma 1835-1836).
- Epigrafi, in Opere di Alessandro Manzoni , III, Scritti non compiuti. Poesie giovanili e sparse, lettere, pensieri, giudizi, con aggiunta di testimonianze sul Manzoni e indice analitico, a cura di Michele Barbi e Fausto Ghisalberti, Milano-Firenze, Casa del Manzoni-Sansoni, 1950.
- Fermo e Lucia, in Tutte le opere di Alessandro Manzoni, II, I Promessi sposi, II.3, Fermo e Lucia. Prima composizione del 1821-1823; Appendice storica su la colonna infame. Primo abbozzo del 1823, a cura di Alberto Chiari e Fausto Ghisalberti, Milano, Mondadori, 1954.
- Saggio di vocabolario italiano secondo l'uso di Firenze. Compilato in collaborazione a Varramista nel 1856, con Gino Capponi, saggio introduttivo, testo critico e note a cura di Guglielmo Macchia, Firenze, Le Monnier, 1957 (ma 1856-1857).
- Saggio di una nomenclatura botanica, in Fausto Ghisalberti, Il Manzoni georgofilo e i suoi appunti inediti sulla nomenclatura botanica, in "Istituto lombardo scienze e lettere. Rendiconti, Classe di lettere", 91, 1957, pp. 1060–1105.
- Frammenti di un libro d'avanzo, a cura di Angelo Stella e Luca Danzi, Pavia, Università-Dipartimento della scienza della letteratura, 1983 (ma 1823-1824).
- Della moralità delle opere tragiche, in Tutte le opere di Alessandro Manzoni, V, Scritti linguistici e letterari, V.3, Scritti letterari, a cura di Carla Riccardi e Biancamaria Travi, Milano, Mondadori, 1991 (ma 1817; 1821?).

## Ascendenza
|                              |                           |                            | Genitori                     |  |  | Nonni |  |  | Bisnonni               |  |  | Trisnonni          |  |
|                              |                           |                            |                              |  |  |       |  |  | Pietro Antonio Manzoni |  |  | Alessandro Manzoni |  |
|                              |                           |                            |                              |  |  |       |  |  | Pietro Antonio Manzoni |  |  | Alessandro Manzoni |  |
|                              |                           | Decia Francesca Piazzoni   |                              |  |  |       |  |  | Pietro Antonio Manzoni |  |  |                    |  |
| Alessandro Valeriano Manzoni |                           |                            |                              |  |  |       |  |  | Pietro Antonio Manzoni |  |  |                    |  |
|                              |                           | Margherita Arrigoni        | Clemente Arrigoni            |  |  |       |  |  |                        |  |  |                    |  |
|                              |                           | Margherita Arrigoni        | Clemente Arrigoni            |  |  |       |  |  |                        |  |  |                    |  |
|                              |                           | Margherita Arrigoni        | Vittoria Serponti            |  |  |       |  |  |                        |  |  |                    |  |
| Pietro Manzoni               |                           | Margherita Arrigoni        |                              |  |  |       |  |  |                        |  |  |                    |  |
|                              |                           | Fermo Porro                | Antonio Francesco Porro      |  |  |       |  |  |                        |  |  |                    |  |
|                              |                           | Fermo Porro                | Antonio Francesco Porro      |  |  |       |  |  |                        |  |  |                    |  |
|                              |                           | Fermo Porro                | Gerolama Crivelli            |  |  |       |  |  |                        |  |  |                    |  |
| Maria Margherita Porro       |                           | Fermo Porro                |                              |  |  |       |  |  |                        |  |  |                    |  |
|                              |                           | ... Massaroli              | Antonio Francesco Massaroli  |  |  |       |  |  |                        |  |  |                    |  |
|                              |                           | ... Massaroli              | Antonio Francesco Massaroli  |  |  |       |  |  |                        |  |  |                    |  |
|                              |                           | ... Massaroli              | ?                            |  |  |       |  |  |                        |  |  |                    |  |
| Alessandro Manzoni           |                           | ... Massaroli              |                              |  |  |       |  |  |                        |  |  |                    |  |
|                              | Giovanni Saverio Beccaria | Francesco Beccaria         |                              |  |  |       |  |  |                        |  |  |                    |  |
|                              | Giovanni Saverio Beccaria | Francesco Beccaria         |                              |  |  |       |  |  |                        |  |  |                    |  |
|                              | Giovanni Saverio Beccaria | Francesca Paribella        |                              |  |  |       |  |  |                        |  |  |                    |  |
| Cesare Beccaria              | Giovanni Saverio Beccaria |                            |                              |  |  |       |  |  |                        |  |  |                    |  |
|                              |                           | Maria Visconti di Saliceto | Antonio Visconti di Saliceto |  |  |       |  |  |                        |  |  |                    |  |
|                              |                           | Maria Visconti di Saliceto | Antonio Visconti di Saliceto |  |  |       |  |  |                        |  |  |                    |  |
|                              |                           | Maria Visconti di Saliceto | Maria Beccaria               |  |  |       |  |  |                        |  |  |                    |  |
| Giulia Beccaria              |                           | Maria Visconti di Saliceto |                              |  |  |       |  |  |                        |  |  |                    |  |
|                              |                           | Domenico de Blasco         | Diego Francesco de Blasco    |  |  |       |  |  |                        |  |  |                    |  |
|                              |                           | Domenico de Blasco         | Diego Francesco de Blasco    |  |  |       |  |  |                        |  |  |                    |  |
|                              |                           | Domenico de Blasco         | Maria Koh                    |  |  |       |  |  |                        |  |  |                    |  |
| Teresa de Blasco             |                           | Domenico de Blasco         |                              |  |  |       |  |  |                        |  |  |                    |  |
|                              |                           | Margherita Musci           | Antioco Musci                |  |  |       |  |  |                        |  |  |                    |  |
|                              |                           | Margherita Musci           | Antioco Musci                |  |  |       |  |  |                        |  |  |                    |  |
|                              |                           | Margherita Musci           | ?                            |  |  |       |  |  |                        |  |  |                    |  |
|                              |                           | Margherita Musci           |                              |  |  |       |  |  |                        |  |  |                    |  |

## Discendenza
Manzoni, da Enrichetta Blondel, ebbe i seguenti figli:
- Giulia (23 dicembre 1808 - 20 settembre 1834), andata in sposa a Massimo d'Azeglio[267].
- Luigia Maria Vittoria (5 settembre 1811), nata e morta nello stesso giorno.
- Pietro Luigi (21 luglio 1813 - 28 aprile 1873), sposato con Giovanna Visconti[268].
- Cristina (23 luglio 1815 - 27 maggio 1841), andata in sposa a Cristoforo Baroggi[269].
- Sofia (12 novembre 1817 - 31 marzo 1845), andata in sposa a Ludovico Trotti Bentivoglio, fratello della patriota Costanza Trotti Bentivoglio[269].
- Enrico (7 giugno 1819 - 28 ottobre 1881), sposato con Emilia Radaelli[270].
- Clara (12 agosto 1821 - 1º agosto 1823).
- Vittoria (12 settembre 1822 - 15 gennaio 1892), andata in sposa a Giovanni Battista Giorgini[270].
- Filippo (18 marzo 1826 - 8 febbraio 1868), sposato con Erminia Catena[271].
- Matilde (30 maggio 1830 - 30 marzo 1856).

Della numerosa prole, ben 8 dei 10 figli premorirono al padre. L'unica discendenza diretta fu quella del figlio scapestrato Enrico, che fu un noto scialacquatore del patrimonio familiare. Questi tra gli altri ebbe un figlio di nome Alessandro (1846-1910), il quale a sua volta ebbe tale Adelchi. Da quest'ultimo nacque un altro Alessandro.

### Esplicative
1. ↑  Per un quadro generale della storia della famiglia Manzoni da Giacomo (inizio XVI secolo) ad Alessandro Manzoni, si veda: Pensa
2. ↑  Alcuni autori, come de Feo, p. 27 e Bonfiglioli, p. 8 riportano il 1773 come anno di infeudazione di Moncucco ai Manzoni: ciò si tratta di un evidente errore, in quanto Carlo II di Spagna era morto nel 1700, e il novarese, prima della guerra di successione spagnola, faceva parte del Ducato di Milano, all'epoca sotto l'egida di Madrid.
3. ↑  La separazione avvenne, legalmente, il 23 febbraio 1792; successivamente, dal 1795 - ma la relazione cominciò molto prima, forse nel 1790, anno in cui sembra si siano conosciuti - Giulia Beccaria andò a convivere col colto e ricco Carlo Imbonati, prima in Inghilterra, poi in Francia, a Parigi (Tellini, p. 17).
4. ↑  Manzoni ricordò sempre di come la madre, per facilitare la separazione dal figlio, se ne andò via di nascosto approfittando di un attimo di distrazione di quest'ultimo (si veda: Trombatore 1957, p. 250).
5. ↑  Tra i motivi di dileggio ci poteva essere anche quella forma di balbuzie che cominciò a manifestarsi proprio in quegli anni (si veda: Trombatore 1957, pp. 250-251).
6. ↑  Manzoni cominciò a scrivere versi all'età di nove anni (Fabris, p. 94.)
7. ↑  Il rapporto con Lomonaco fu alquanto stretto. Se Manzoni dimostrava di aver gran stima di lui, Lomonaco accluse in epigrafe alle sue Vite degli eccellenti Italiani il sonetto manzoniano Per la vita di Dante del 1802. A diciassette anni, quindi, il giovane poeta vedeva pubblicato per la prima volta un proprio testo (Tellini, pp. 52-53, nota 5).
8. ↑  Arese e Pagani erano già amici di Manzoni dal tempo del Collegio Longone (Nigro, p. 3). Per quanto riguarda le figure di Luigi Arese e Ignazio Calderari, Sforza, p. 5, n° 3 e 5 ci delinea i seguenti ritratti: «Il conte Luigi Arese Lucini di Milano, del quale più volte e con affetto caldissimo parla il Manzoni nelle sue lettere. Ebbe la sventura di perdere il padre nel fiore degli anni, e di cadere nelle mani di raggiratori, che lo avrebbero spogliato, se spontaneamente il 5 luglio del 1805 non si fosse messo sotto la tutela del dott. Gaetano Garbagnati, rinunziando al maneggio delle proprie sostanze. Il I settembre del 1806 fece testamento; istituiì eredi i fratelli; legò l'orologio d'oro a Giovambattista Pagani» (nº3); «Il conte Ignazio Calderari, altro degli amici giovanili del Nostro; che gli indirizzò varie lettere [...] Nacque nel 1793; cessò di vivere nel dicembre del 1838» (nº4).
9. ↑  Per un'analisi complessiva di Tamburini e Zola, si vedano: Paola Vismara, Pietro Tamburini e il "dispotismo pontificio", in Negruzzo, pp. 95-114; Annibale Zambarbieri, Le goût de l'histoire. Giuseppe Zola agli esordi del suo insegnamento pavese, in Negruzzo, pp. 115-132.
10. ↑  Il comune di Auteuil, che faceva parte del dipartimento della Senna, cessò di esistere nel 1860, e il suo territorio fu spartito tra Parigi e Boulogne-Billancourt.
11. ↑  Fauriel ebbe un ruolo significativo nell'evoluzione della poetica manzoniana: il colto francese inculca ad Alessandro, infatti, un grande interesse per la storia e gli fa capire che non deve scrivere seguendo modelli rigidi e fissi nel tempo, ma deve riuscire a esprimere sentimenti che gli permettano di scrivere in modo più "vero", in maniera da "colpire" il cuore del lettore: 
«Il Vero storico rimane il cardine dell'opera, ma arretra in posizione di scrupoloso supporto funzionale che rende credibile e verosimile l'invenzione»
(Tellini, p. 152)
12. ↑  Così veniva chiamato dai contemporanei per lo stile modellato su quello del poeta greco (si veda Bognetti, p. 109).
13. ↑  -

La motivazione della partenza da Milano per Parigi era dovuta, soprattutto, allo scandalo del matrimonio tra un cattolico (soltanto di nome) e una protestante, cosa che suscitò l'ostilità della buona società e del clero milanese (Ginzburg, p. 25.)
14. ↑  Secondo De Gubernatis, pp. 146-147, il Tosi obbligò Manzoni, come penitenza per la vita anticlericale e atea della prima giovinezza, a scrivere un trattato in difesa della religione cattolica, giungendo addirittura a «chiude[re] in camera Alessandro Manzoni, perché mandasse innanzi il libro sulla Morale cattolica che non voleva andare avanti».
15. ↑  I vv. 31-36 dell'Ode sono infatti la spia sentimentale che testimonia l'ammirazione di Manzoni per il grande condottiero: «Fu vera gloria? Ai posteri / l'ardua sentenza: nui / chiniam la fronte al Massimo / Fattor, che volle in lui / del creator suo spirito / più vasta orma stampar».
16. 1 2  «24 Ap.le 1821» e «17 7bre 1823» sono le date apposte rispettivamente all'inizio e alla fine del primo manoscritto autografo anepigrafo del Fermo e Lucia[147].
17. ↑  Per un veloce inquadramento del Puccianti, sostenitore del manzonismo in linguistica, si veda:  Puccianti, Giuseppe, in Treccani.it – Enciclopedie on line, Roma, Istituto dell'Enciclopedia Italiana. URL consultato il 31 luglio 2015.
18. ↑  Nel corso dell'Ottocento, il cristianesimo cattolico europeo era spaccato tra il cattolicesimo reazionario, fedele all'alleanza tra trono e altare, e quello liberale, che voleva conciliare le aspirazioni del mondo moderno con la fede cattolica. Quest'ultima linea di tendenza era espressa, in Francia da Félicité de Lamennais e Augustin Thierry, e in Italia da Gino Capponi, Antonio Rosmini, Raffaello Lambruschini e Manzoni (Giudice-Bruni, pp. 206-207). Manzoni, difatti, non condivideva il connubio tra il potere temporale e quello spirituale (Cantù, pp. 304-305), tanto che votò, in qualità di senatore del Regno d'Italia nel 1861, per il trasferimento della capitale da Torino a Roma, capitale ancora dello Stato Pontificio; e accettò, nel 1872, la cittadinanza onoraria dell'appena conquistata città dei Papi (Tellini, p. 45).
19. ↑  Significativa è la poesia Preludio di Emilio Praga, in cui lo scapigliato annuncia l'ora degli «antecristi» in contrapposizione al «Casto poeta che l'Italia adora» (vv. 13-16)[201].
20. ↑  Entrambi gli scrittori sono assertori della violenza che colpisce l'uomo nel corso della sua esistenza, ma la differenza verte sulla speranza ultima cui l'uomo è destinato: se per Leopardi, come esplicato nel Dialogo della Natura e di un Islandese, il ciclo esistenziale del mondo è destinato a risolversi in un ciclo meccanico di distruzione e morte, Manzoni riesce a non cadere in questo pessimismo "cosmico" grazie alla fiducia che pone nella Provvidenza divina. Si veda, per approfondire, il saggio di Tortoreto. Alcuni versi e alcune scelte stilistiche dell'Ognissanti, frammento manzoniano del 1847, sono stati messi in contrapposizione con l'immagine della Ginestra; in particolare: «A Quello domanda, o sdegnoso, / Perché sull’inospite piagge, / All’alito d’aure selvagge, / Fa sorgere il tremulo fior, / Che spiega dinanzi a Lui solo / La pompa del candido velo, / Che spande ai deserti del cielo / Gli olezzi del calice, e muor. / E voi che, gran tempo, per ciechi / Sentier di lusinghe funeste / Correndo all’abisso, cadeste / In grembo a un’immensa pietà» (A. Manzoni, Ognissanti)
in opposizione a
«E tu, lenta ginestra, / Che di selve odorate / Queste campagne dispogliate adorni, / Anche tu presto alla crudel possanza / Soccomberai del sotterraneo foco,( [...] ) E piegherai / Sotto il fascio mortal non renitente / Il tuo capo innocente: / Ma non piegato insino allora indarno / Codardamente supplicando innanzi / 
Al futuro oppressor; ma non eretto / 
Con forsennato orgoglio inver le stelle, / 
Né sul deserto, dove / 
E la sede e i natali / 
Non per voler ma per fortuna avesti; / 
Ma più saggia, ma tanto / 
Meno inferma dell'uom, quanto le frali / 
Tue stirpi non credesti / 
O dal fato o da te fatte immortali». (G. Leopardi, La ginestra).
Il fiore di Leopardi simboleggia l'eroismo senza speranza finale, mentre quello di Manzoni spera sempre l'intervento finale della Grazia risolutrice, nelle vicende storiche (la provida sventura) ed oltre. Cfr. note ai Canti, ed. Garzanti, pag. 324, che citano Bigongiari, De Robertis e Fortini.
21. ↑  Frare, pp. 147-165 rievoca, infatti, la condanna culturale, morale e civile degli intellettuali dell'Ottocento nei confronti del Barocco e quindi del '600, in quanto secolo «sciocco e sfarzoso» (p. 155), «intint[o] di superstizione e di magia, provinciale e attardat[o]» (p. 156) ed espressione, in generale, del malgoverno spagnolo in Lombardia.
22. ↑  Manzoni, come sottolinea Gino Tellini nel suo primo capitolo biografico Una vita apparentemente tranquilla, sentì e partecipò molto agli eventi della sua epoca, servendosi più della penna e dell'intelletto che della parola e delle manifestazioni pubbliche.
23. ↑  Si ricordi la "Cameretta" riunita intorno a Carlo Porta, all'amicizia con Tommaso Grossi, al nutrito carteggio con Fauriel e al circolo d'amicizie che si ritrovano in casa di Manzoni. Vedasi: Fabris, pp. 7-71; Boneschi, pp. 310-311.
24. ↑  Verdi provava devozione nei confronti dell'autore de I promessi sposi, non soltanto per la prosa e l'arte, ma anche per l'alto valore morale e civile che il Manzoni propugnava con la sua autorità morale. Lo dimostra una lettera del 1867 che il compositore inviò alla comune amica Clara Maffei, pregna d'emozione e di riverenza verso il Manzoni. Si veda: Verdi, pp. 390-391.

### Bibliografiche
1. ↑   Manzóni, Alessandro, in Treccani.it – Enciclopedie on line, Roma, Istituto dell'Enciclopedia Italiana. URL consultato il 18 gennaio 2020.
2. ↑  Ginzburg, p. 345.
3. ↑  Manzoni rievoca così l'incontro, in Fabris, p. 94:

«Mi rammento di averlo veduto una sola volta, e ne ricordo la figura. Mia madre, prima di mettermi in collegio, mi condusse a salutarlo; ed egli andò a prendere dei cioccolatini per me. Mi pare ancora di vedere il nonno e l'armadio.»
4. ↑  Lioce.
5. ↑  Pensa.
6. ↑   Paolo Colussi, Cronologia della vita di A. Manzoni e degli edifici da lui abitati, su storiadimilano.it, Storia di Milano, 9 aprile 2012. URL consultato l'8 agosto 2015.
7. ↑  Parenti, p. 12:
«Il feudo di Moncucco apparteneva ai Manzoni, che lo avevano acquistato dalla Regia Camera di Milano, con l'assenso di Carlo II re di Spagna, fin dal 23 febbraio 1691, per opera di Don Pietro Antonio.»
8. ↑  Bonfiglioli, p. 8.
9. ↑  Casalis, p. 600:
«Moncucco, dipendenza di Mirasole nel basso Novarese: trovasi sull'Arbogna: fu signoria dei Manzoni del luogo di Caleotto nel territorio di Lecco.»
10. 1 2 3 4 5 6 7 8 9 10 11 12 13   Piero Floriani, MANZONI, Alessandro, in Dizionario biografico degli italiani, vol. 69, Roma, Istituto dell'Enciclopedia Italiana, 2017. URL consultato il 18 luglio 2015.
11. ↑  De Gubernatis, p. 21, nota 4.
12. 1 2  Tellini, pp. 16-17: 
«Il padre naturale è però Giovanni Verri - già amante di Giulia dal 1780…»
13. ↑   Giulia Beccaria e Ermanno Paccagnini, Verri, Manzoni, Beccaria: tre famiglie per Giulia, su archiviostorico.corriere.it. URL consultato il 1º gennaio 2016.
14. ↑  Tommaseo, p. 54.
15. ↑  De Gubernatis, p. 18, nota 2: 
«Al fanciullo furono imposti i nomi di Alessandro, Francesco, Tommaso, Antonio Il primo nome era quello del padre di Don Pietro, ossia del nonno del Manzoni, allora già morto; il secondo il nome del padrino Don Francesco Arrigoni. Il nome di Tommaso gli fu imposto, senza dubbio, perché la Chiesa il dì 7 marzo festeggia San Tommaso. Antonio era il nome di un cugino canonico in San Nazaro; ma potrebbe pure esser venuto al Manzoni da una madrina Antonietta, intorno alla quale tuttavia, per ora, non sappiamo proprio nulla.»
16. ↑  Tonelli, p. 5.
17. ↑   Colussi, Cronologia Manzoni, su storiadimilano.it.
18. ↑   Comune di Milano, 36 Via Visconti di Modrone (PDF), su comune.milano.it/municipio1, 2020,  p. 2. URL consultato il 27 dicembre 2023.
19. ↑  Tellini, p. 16.
20. ↑  Boneschi, p. 172.
21. ↑  Tellini, p. 17.
22. ↑  Ginzburg, p. 9: 
«Il pittore Andrea Appiani fece un ritratto a Giulia col bambino. Nel ritratto, Giulia è vestita da amazzone. Ha una faccia dura, ossuta e stanca. Guarda nel vuoto. Nessuna visibile tenerezza per quel bambino che le sta appoggiato al ginocchio. Il bambino ha quattro anni. Giulia regalò il ritratto a Giovanni Verri.»
23. 1 2 3 4 5 6 7 8 9 10 11 12   Cronologia della vita e delle opere di Alessandro Manzoni, su casadelmanzoni.it, Casa del Manzoni, 2014. URL consultato il 19 luglio 2015 (archiviato dall'url originale l'11 ottobre 2015).
24. ↑  Tonelli, p. 9.
25. ↑  Fabris, p. 86.
26. ↑  Trombatore 1957, p. 252.
27. ↑  Fabris, p. 95.
28. 1 2  Tonelli, p. 15.
29. ↑  Tonelli, p. 16.
30. ↑  Carcano, pp. 7-8.
31. 1 2  Tellini, p. 18.
32. ↑  Nel sonetto Alla Musa, Manzoni elenca quali glorie poetiche Dante e Petrarca (Trombatore 1961, p. 198.)
33. ↑  Fabris, p. 86: 
«Quel giorno recitavo da me la Caduta del Parini; e, uscito poi di stanza, ebbi la notizia che poi il Parini era morto: e fu una delle più forti e dolorose impressioni della mia vita.»
34. ↑  Tonelli, p. 18.
35. ↑  Trombatore 1957, p. 286.
36. ↑  Langella, p. 14.
37. ↑  Trombatore 1957, pp. 270-271.
38. ↑  Giordano, p. 45.
39. ↑  Don Pietro risiedeva, insieme a una sorella ex monaca e a uno zio monsignore, nei pressi di Porta Tosa (Carcano, p. 8).
40. ↑  Momigliano, p. 5.
41. ↑  «Je vous ai peut-être dejà conté que j'eus dans mon adolescence (1801), une très-forte et très-pure passion pour une jeune fille», scriveva il 19 marzo 1807 a Fauriel, «[…] Ce qui me donne un peu de torture, c'est la pensée que c'est un peu de ma faute que je l'ai perdue» (forse vi ho già detto che ebbi, nell'adolescenza, una passione molto forte e pura per una fanciulla […] Ciò che mi tormenta un poco, è pensare che se l'ho persa è un po' colpa mia); Sforza, p. 33.
42. 1 2 3  Tellini, p. 19.
43. ↑  Tellini, pp. 37 e ss.
44. ↑  Venosta, p. 55.
45. ↑  Ginzburg, p. 23.
46. ↑  Trombatore 1957, p. 277.
47. ↑  Tellini, pp. 18-19.
48. ↑  Langella, p. 16.
49. ↑  Di questa idea, ad esempio, Piumati, p. 3 e De Gubernatis, p. 60.
50. ↑  Tonelli, p. 25.
51. ↑  Sforza, p. 9; l'epiteto fu espresso in occasione di un Sermone composto qualche mese prima a Venezia. Manzoni pregava l'amico di sottoporlo al giudizio dello Zola.
52. ↑  Ginzburg, p. 16.
53. ↑  Boneschi, p. 219.
54. 1 2  Tellini, p. 20.
55. ↑  Boneschi, p. 218: 
«Il vuoto lasciato da Carlo le appare una voragine che presto inghiottirà anche lei. In giugno scrive al fedele amico Francesco Melzi d'Eril: "Caro Melzi, se vedeste la micidiale tristezza che mi consuma, o caro Melzi, avreste pietà di me. Il pensare che devo avere un indomani è una pena sempre rinascente per me eppure sono costretta a implorarlo questo indomani e tremare che mi sfugga… e a voi lo posso dire: l'universo intero è spento per me".»
56. ↑  Bonghi, Opere inedite o rare.
57. ↑  Sforza, p. 12.
58. 1 2  Tellini, p. 60.
59. ↑  Carcano, pp. 8-9.
60. ↑  Ginzburg, p. 13.
61. ↑  Manzoni conobbe e ammirò, ricordando dopo la morte con affetto «…cet homme rare…» (questo uomo raro), non potendo rammentare «…les promenades d'Auteuil sans souffrir» (le passeggiate di Auteuil senza provarne sofferenza). Sforza, pp. 72-73.
62. ↑  (FR) Pierre Jean Georges Cabanis, Lettre, posthume et inédite de Cabanis à M. F*** sur les causes premières, avec des notes par F. Bérard, Parigi, Gabon et Compagnie, Libraires, 1824, OCLC 555572949. URL consultato il 2 aprile 2024.
63. ↑  Sforza, p. 15.
64. ↑  Per l'intero paragrafo cfr. Tonelli, pp. 65 e ss.
65. ↑  Tellini, pp. 20-21.
66. ↑  La lettera, del 7 settembre, è in Sforza, pp. 23-25.
67. ↑  Sforza, pp. 30-31.
68. ↑  Sforza, pp. 32-36.
69. 1 2  Ginzburg, p. 19.
70. ↑  Carteggio Manzoni-Fauriel (a cura di I. Botta), Milano, Centro Nazionale Studi Manzoniani, 2003, p. 26.
71. ↑  Sforza, p. 37.
72. 1 2  Ginzburg, p. 24.
73. 1 2  Tonelli, p. 85.
74. 1 2 3  Tellini, p. 22.
75. ↑  Parenti, pp. 70-71.
76. 1 2  Ginzburg, p. 26.
77. 1 2  Tellini, p. 24.
78. ↑  Tonelli, p. 96:
«…il Manzoni evita sempre di discorrere, anche coi congiunti più intimi, sulle cause, o circostanze particolari, che avevano determinato il suo ritorno alla fede; e una volta che il figliastro Stefano Stampa glielo aveva apertamente richiesto, si contentò di rispondere assai vagamente: "È stata la grazia di Dio, mio caro, è stata la grazia di Dio"; e alla stessa domanda della figlia Vittoria, analoga risposta.»
79. ↑  Sforza, p. 26.
80. ↑  De Gubernatis, p. 125.
81. ↑  Sforza, p. 29.
82. ↑  Manzoni cent'anni dopo, p. 49.
83. ↑  Parenti, pp. 72-73.
84. ↑  Tonelli, p. 103.
85. ↑   Marescalchi, Ferdinando, in Dizionario biografico degli italiani, Roma, Istituto dell'Enciclopedia Italiana. URL consultato il 22 dicembre 2015.
86. ↑  Boneschi, p. 246.
87. ↑  Tonelli, pp. 102-103; per l'influenza della Geymüller e del Degola si vedano A. Gazier, Manzoni à Port-Royal, in Revue Bleue, 1º marzo 1908, e A. de Gubernatis, Eustachio Degola, il clero costituzionale e la conversione della famiglia Manzoni, Firenze, Barbera, 1882. Talvolta, il cognome si trova anche nella forma con l'accento tonico (Dègola, come riportato anche sulla pagina omonima della treccani).
88. ↑   Massimiliano Mancini, La conversione religiosa, su internetculturale.it, Internet Culturale. URL consultato il 22 luglio 2015 (archiviato dall'url originale il 23 giugno 2013).
89. ↑  Ginzburg, p. 29.
90. ↑  Boneschi, p. 248.
91. ↑  Tonelli, p. 96.
92. ↑  Carcano, p. 11.
93. ↑  Boneschi, p. 247:
«Il 9 aprile 1810 inizia formalmente l'istruzione cattolica di Enrichetta.»
94. ↑  Ginzburg, p. 28.
95. 1 2  Ginzburg, p. 30.
96. ↑  Tonelli, pp. 115 e ss.
97. ↑  Momigliano, p. 16.
98. ↑   Casa del Manzoni, su casadelmanzoni.it, Casa del Manzoni. URL consultato il 3 agosto 2015.
99. ↑  Ciò emerge da Sforza, p. 90:

(francese)
«Il n'y a que vous qui m'attachez encore à ce Paris que je n'aime point du tout pour tout le reste.»

(italiano)
«Solo la vostra presenza mi lega ancora a questa città, che per il resto non esercita su di me alcuna attrattiva.»
(Lettera al Fauriel (29 maggio 1810))
100. ↑  Ginzburg, p. 31:
«Arrivati a Lione, s'ammalò Giulia e s'ammalò la bambina [Giulia Claudia]. 

Enrichetta era incinta, o credeva di esserlo; soffriva di disturbi che le sembravano segni di gravidanza. Manzoni dovette farsi togliere un dente.»
101. ↑  Ginzburg, pp. 30-31.
102. ↑  Boneschi, p. 251.
103. 1 2  Parenti, p. 97.
104. ↑  Radius, p. 55.
105. 1 2 3   La Famiglia Manzoni, su casadelmanzoni.it, Casa del Manzoni. URL consultato il 23 luglio 2015 (archiviato dall'url originale l'11 marzo 2016).
106. ↑  Parenti, p. 81.
107. ↑  Tonelli, p. 120.
108. ↑  Sforza, p. 98.
109. ↑  Tellini, pp. 24-25.
110. ↑  Sforza, p. 127.
111. ↑  Guglielmino-Grosser, p. 229; Marchese, p. 28.
112. 1 2  Guglielmino-Grosser, p. 230.
113. ↑  Tonelli, p. 137.
114. ↑  Tellini, p. 26.
115. ↑  Galletti, pp. 105 e ss.
116. ↑  Ferroni, p. 46:
«La voce del poeta si immerge in mezzo al popolo che vive il rito, e nello stesso tempo partecipa, con spirito agonistico, allo scontro sempre in atto tra il bene e il male.»
117. ↑  Guglielmino-Grosser, pp. 229-230.
118. ↑  Ginzburg, pp. 43-44:
«La nostra casa per l'appunto è situata molto vicino a quella dov'egli abitava di modo che abbiamo udito per alcun ore le grida di quelli che lo andavano cercando, il che tenne mia madre e mia moglie in angosce crudeli, anche perché pensavano che non si fermassero a questo. E invero alcuni malintenzionati volevano approfittare di quel momento d'anarchia per prolungarlo, ma la guardia civica seppe fermarlo con coraggio, una prudenza e un'operosità quanto mai degni di lode.»
119. ↑  Fabris, p. 98.
120. ↑  Tellini, pp. 83-85.
121. ↑  Aprile 1814, p. 405, vv. 75-78: «…E il nobil fior de' generosi a scolta / Durar ne l'armi e vigilar, mostrando / Con che acceso voler la patria ascolta / Quando libero e vero è il suo dimando».
122. ↑  Nigro, p. 44:
«Manzoni ha scritto la canzone antinapoleonica Aprile 1814 nel linguaggio (rivoltato) delle illusioni della rimeria napoleonica, […]»
.
123. ↑  Il proclama di Rimini, p. 699, vv. 36-44: «Egli è sorto, per Dio! Sì, per Colui / Che un dì trascelse il giovinetto ebreo / Che del fratello il percussor percosse; / E fattol duce e salvator de' suoi, / Degli avari ladron sul capo reo / L'ardua furia soffiò dell'onde rosse; / Per quel Dio che talora a stranie posse, / Certo in pena, il valor d'un popol trade;…».
124. ↑  Ferroni, p. 27.
125. ↑   Massimiliano Mancini, Le polemiche romantiche, su internetculturale.it, Internet Culturale. URL consultato il 26 luglio 2015 (archiviato dall'url originale il 24 settembre 2015).
126. ↑  Ferroni, p. 31.
127. ↑   Massimiliano Mancini, La Cameretta portiana, su internetculturale.it, Internet Culturale. URL consultato il 26 luglio 2015 (archiviato dall'url originale il 24 settembre 2015).
128. 1 2  Tellini, pp. 24-27.
129. ↑  Tellini, p. 88.
130. ↑  Iniziata il 15 gennaio del 1816, fu edita a Milano soltanto nel 1820 presso l'editore Vincenzo Ferrario (Tellini, p. 90).
131. ↑  Floriani:
«A chiusura del biennio, riprendendo i contatti con Fauriel nelle tre lettere del 1816, il M[anzoni] sembrava un altro uomo [...] in quella del 25 marzo rievocò i tempi di Meulan, confessando i disturbi nervosi ma anche l'entusiasmo per il lavoro (una tragedia dedicata a lui, "son meilleur ami").»
132. ↑  Floriani:
«Il lavoro sul Carmagnola durò fino al settembre 1819. Mentre lo scriveva il M[anzoni] compose la Pentecoste, iniziata nel giugno 1817 e sospesa alla definizione di 10 strofe, poi rifiutate. Nel 1818 il Carmagnola fu a sua volta sospeso, uscendo poi, per cura di E[rmes] Visconti, all’inizio del 1820, mentre il M[anzoni] si trovava a Parigi.»
133. ↑  Tonelli, p. 160.
134. ↑  Tellini, p. 101.
135. ↑  Per approfondire la questione della crisi spirituale cfr. Accame Bobbio.
136. 1 2 3  Tonelli, p. 161.
137. ↑  Tonelli, pp. 179-180.
138. ↑   Massimiliano Mancini, La Morale Cattolica, su internetculturale.it, Internet Culturale. URL consultato il 26 luglio 2015 (archiviato dall'url originale il 24 settembre 2015).
139. ↑  Ciò lo si desume da una lettera che lo zio di Manzoni, Giulio Beccaria, inviò al nipote che non riusciva a rimettersi in salute. Ginzburg, p. 53.
140. ↑  Ginzburg, p. 49.
141. ↑  Tonelli, p. 188.
142. ↑  Tellini, p. 29.
143. ↑  Cousin, p. 31; da rilevare come il corso universitario di Cousin avesse luogo proprio durante la permanenza parigina di Manzoni.
144. ↑  Cousin, p. 112.
145. 1 2  Tellini, p. 120.
146. 1 2  Tellini, p. 138.
147. ↑   Alessandro Manzoni, [Fermo e Lucia], 24 aprile 1821-17 settembre 1823, Milano, Biblioteca Nazionale Braidense, Manz.B.II.
148. ↑  Lo si apprende dalla lettera a Claude Fauriel del 3 novembre 1821, in cui Manzoni dichiara: «mon roman à peine commencé a été mis de côté», "il mio romanzo appena incominciato è stato messo da parte" (Sforza, p. 213).
149. ↑  Tonelli.
150. ↑  Varotti, p. 26.
151. ↑  Vitale, p. 58.
152. ↑  Guglielmino-Grosser, p. 232:
«[…] nel caso di Gertrude quel che diventa la "sventurata rispose" era una lunga dettagliata descrizione della caduta nell'abiezione da parte della monaca, […]»
153. ↑  Tellini, pp. 164-167.
154. ↑  Tellini, p. 171:
«…dopo lo studio attento dei classici, la lettura degli stranieri principalmente francesi, la conversazione colta con i propri concittadini, lo scrittore italiano può… accoglie[re] ciò che resta nella cosiddetta "buona lingua" illustre… Di tale fatta è appunto la veste linguistica del Fermo e Lucia: una miscela di laboratorio costruita in vitro…»
155. 1 2  Ferroni, p. 64.
156. ↑  Tellini, p. 234.
157. ↑  Tonelli, p. 247.
158. ↑  Tellini, pp. 234-235.
159. ↑  I rapporti tra i due massimi esponenti del romanticismo italiano furono improntati a una forzata cordialità, dovuta a un estetismo letterario e morale opposti. Leopardi, da parte sua, non comprendeva l'ammirazione per il romanzo del Manzoni (Tortoreto, pp. 322-336.)
160. ↑  Cantù, p. 128.
161. ↑  Boneschi, p. 348.
162. ↑  Tellini, p. 296.
163. ↑  Boneschi, p. 353.
164. ↑  Boneschi, p. 363.
165. ↑  Giulia Beccaria, secondo quanto rievoca Marta Boneschi, era preoccupata della condizione spirituale e psicologica del figlio, preoccupazione che non nasconde a Tommaso Grossi (Boneschi, pp. 361-362).
166. ↑  Il figliastro del Manzoni, nel 1885, pubblicò un libro ricchissimo di aneddoti, frasi e abitudini del patrigno, nel tentativo di completare e migliorare il ritratto trasmessoci dal Cantù: Stampa, p. 292.
167. ↑  Tellini, p. 37.
168. ↑  Boneschi, p. 365.
169. 1 2  Boneschi, p. 381.
170. ↑  Ginzburg, p. 193.
171. ↑  Bracalini, pp. 66-67.
172. ↑  Cantù, p. 284.
173. ↑  Tellini, pp. 40-41.
174. ↑  Tellini, p. 41.
175. ↑  Bonola, Carteggio, p. XIII.
176. ↑  Si veda, per un rapporto tra i due uomini dal punto di vista umano e intellettuale, Riconda, Manzoni e Rosmini.
177. ↑  Bonola, Carteggio.
178. ↑  Ferroni, pp. 66-68.
179. ↑  Tellini, p. 42.
180. ↑  Boneschi, p. 394.
181. ↑   Giulia Marucelli, Teresa Borri Manzoni (vedova Stampa), su giuliamarucelli.it, 9 luglio 2012. URL consultato il 31 luglio 2015.
182. ↑   Senatore Manzoni Alessandro, su notes9.senato.it, Senato della Repubblica. URL consultato il 31 luglio 2015 (archiviato dall'url originale il 26 gennaio 2010).
183. ↑  Mazza Tonucci, pp. 114-115.
184. ↑  Tellini, pp. 45-46.
185. ↑  Beltrami, p. 126.
186. ↑  Cantù, p. 318.
187. ↑  Fabris, p. 122.
188. ↑  Fabris, p. 124:
«Ma qualche giorno dopo quel 6 gennaio, egli disse a don Natale Cerioli: "Non si accorge Lei di un decadimento in me? Tutte le idee mi si confondono: non sono più io".»
189. ↑  Onoranze funebri ad Alessandro Manzoni, p. 27.
190. ↑  Onoranze funebri ad Alessandro Manzoni, p. 14; p. 16.
191. 1 2  Onoranze funebri ad Alessandro Manzoni, p. 3.
192. ↑  Archivio storico del Senato della Repubblica, Memoriaweb, newsletter n. 39 (nuova serie), luglio 2023, Ricordi di Alessandro Manzoni nel Senato del Regno, pagine 15 e seguenti.
193. ↑  Un quadro completo su Azzolin, p. 26 e ss.
194. ↑  Badini Confalonieri, p. 165:
«L'antipatia degli intransigenti [cattolici reazionari] per lo scrittore lombardo ha una lunga storia, com'è noto, e va della stoccate, nell'anno della morte, della Civiltà Cattolica, ai pareri convergenti di don Bosco e di Davide Albertario...»
195. ↑  Interessante lo studio di Badini Confalonieri sul rapporto tra Manzoni e alcuni cattolici intransigenti, tra cui il "primo" ultramontanista Lamennais.
196. ↑  La Civiltà Cattolica, pp. 77-78.
197. ↑  Vigorelli, p. 462 nota, in Albertario:
«Ho voluto riportare integralmente l'articolo di don A[lbertario], perché questa era purtroppo la posizione del clericalismo ufficiale, come comprovano analoghe prese di posizione, allora, della «Civiltà Cattolica»...»
198. ↑  Croce 1941, p. 387.
199. ↑  Si veda, a tal proposito, l'intera opera di Stampa, il cui fine è proprio quello di correggere le inesattezze dei primi biografi del patrigno.
200. ↑  Albani.
201. ↑   Emilio Praga, Preludio, in Penombre, Milano, Casa editrice degli autori-editori, 1864,  pp. 5-6, SBN TO00637530.
202. ↑  Tellini, p. 323.
203. ↑   Dialogo tra Giacomo Leopardi ed Alessandro Manzoni, su zibaldoni.it. URL consultato il 2 aprile 2024..
204. ↑  Tellini, p. 324.
205. ↑  Pascoli, pp. 2, 5.
206. ↑  Nel 1921 Benedetto Croce col suo saggio Manzoni affossò il romanzo a causa della sua forte impronta religiosa, cosa che non renderebbe I promessi sposi una vera opera d'arte. Nel 1952, però, riconobbe la vitalità dell'opera manzoniana, ammettendo di essersi sbagliato (Tornando sul Manzoni).
207. ↑  Gentile, pp. 1-31.
208. ↑  Esempio di azione che prendeva sul serio la vita, Manzoni era per questo ritenuto da Gentile «il grande liberatore del popolo italiano dal secolare servaggio della letteratura, dell’arte pura, dell’indifferentismo e del dilettantismo, della rettorica e del classicismo vuoto e formale» (Gentile, op. cit., pp. 21-22).
209. ↑  Gadda, pp. 333-343.
210. ↑  Tellini, pp. 330-331.
211. ↑  Tellini, pp. 335-336.
212. ↑  Ferroni, p. 42.
213. ↑  Per una più ampia visione della produzione antimonarchica e giacobina del Manzoni adolescente, si veda Langella, pp. 11-20.
214. ↑  Ferroni, p. 27:
«Rispetto alle linee generali di quello europeo, il Romanticismo italiano… si distingue per la sua cautela e moderazione[…] Soprattutto nelle sue fasi iniziali, conserva una relativa continuità con aspetti dell'Illuminismo (specie quello lombardo), di cui condivide la ricerca di una letteratura "utile", che collabori al "perfezionamento" della civiltà.»
215. ↑  Ferroni, p. 238.
216. ↑  Al marchese Cesare Taparelli d'Azeglio, in Epistolario, I, pp. 277-317, in particolare p. 306. Tale frase è contenuta nella redazione originaria della missiva, non destinata alla pubblicazione, mentre non fu ripetuta nella stesura rielaborata e ridotta del 1870.
217. ↑  Raimondi 1967, p. 443:
«Proprio nel momento che lo scrittore prende consapevolezza dell'io scompare in una poesia del noi per virtù di una riduzione o mortificazione sublimatrice dell'esperienza personale che… postula un ordine misterioso, un vincolo di comunione tra gli uomini e le cose…»
218. ↑  Millefiorini, p. 173.
219. ↑  Macchia, p. 27:
«[Manzoni] abbracciò la fede cristiana non perché lo salvasse dalle sue ossessioni, ma perché su di esse potesse meditare e drammaticamente combattere»
220. ↑  Passerin d'Entrèves, p. 209.
221. ↑  Si veda in generale il saggio di Parisi, la cui introduzione è già eloquente sul tema che si sta per affrontare:
«Per studiare Manzoni bisogna prendere in considerazione, oltre alla cultura europea del primo '800, quella dei secoli precedenti, prestando particolare attenzione al cattolicesimo elaborato in Francia da autori seicenteschi come Bossuet, Nicole e Pascal.»
(Parisi, p. 1)
222. ↑  Tonelli, p. 221.
223. ↑  Parisi, p. 90, analizzando la morale di Bossuet, si sofferma sul valore "provido" delle sventure che possono capitare agli uomini giusti:
«Dio mira alla salute ultima della coscienza […] Le sofferenze che colpiscono una persona trovano in quest'ottica la loro giustificazione etica: Enrichetta di Francia, che senza le sue sfortune avrebbe peccato d'orgoglio, ha ricevuto grazie ad esse le consolazioni promesse a coloro che piangono. La sventura è stata 'provida' come quella che colpisce l'Ermengarda manzoniana»
224. ↑   Discorso della montagna, in Treccani.it – Enciclopedie on line, Roma, Istituto dell'Enciclopedia Italiana.
225. ↑  Langella, p. 159. Citando il passo del Vangelo, Langella intende mettere in risalto la paternità divina che soccorre e viene in aiuto ai suoi figli qualora essi lo richiedano, esplicitando così il concetto della Provvidenza cristiana.
226. ↑  Tellini, p. 92.
227. ↑  Ferroni, p. 47.
228. ↑  Si vedano, a tal proposito, il saggio di Forti, Manzoni e il rifiuto dell'idillio, e il libro di Raimondi, Il Romanzo senza idillio.
229. ↑  Ferroni, p. 58.
230. ↑  Tellini, p. 168:
«…la riflessione manzoniana intorno al problema della lingua s'è orientata, sul fondamento d'istanze illuministiche e poi romantiche, verso la ricerca d'uno strumento comunicativo capace di superare la secolare frattura che divide, nel nostro costume culturale, la lingua scritta della tradizione letteraria dalla lingua dei parlanti»
231. ↑  Tellini, pp. 171-177.
232. 1 2  Tellini, p. 179.
233. ↑  Bertini, p. 812:
«Il romanzo… si inserisce nel percorso generale della ricerca linguistica manzoniana… la realizzazione del modello linguistico fondato sull'uso del fiorentino non vernacolare, in larga parte documentata dalla revisione della Ventisettana»
234. ↑  Questione della lingua.
235. ↑  Tellini, p. 303.
236. ↑  Bonomi.
237. ↑  Il legame d'amicizia tra Manzoni e Clara Maffei è riportato da Barbiera, p. 90.
238. ↑  Stampa, p. 336:
«…per cui al suo ritorno [a piedi] in casa a Milano [da Brusuglio] si può calcolare che avrà fatto oltre 30 chilometri!… e ciò gli giovava, come dice lui stesso.»
239. ↑  Citati: 
«Vittima di questi traumi, trascorreva giorni e settimane senza far nulla... Con la mente atona e vuota e lo sguardo perduto, spesso dovette temere di precipitare anche lui nel baratro della dissociazione nervosa.»
240. ↑  Stampa, p. 337.
241. ↑  Boneschi, p. 333:
«Giulietta del mondo maschile conosce ben poco - oltre al padre-bambino…»
242. ↑  Boneschi, pp. 359-360:
«Mary Clarke, in visita dai Manzoni a Brusuglio nell'estate del 1834, fornisce a Fauriel un vivido quadro di quel che è diventata la famiglia da quando lui l'ha lasciata: […] "La signora Giulia mi ha molto parlato di Enrichetta, mi ha detto che sentiva ogni giorno di più la sua perdita, che non poteva mai lasciare Alessandro, che era come un bambino…»
243. ↑  Stampa, p. 343:
«Solo non amava molto di fare delle nuove conoscenze, colle quali si trovava imbarazzato, o non del tutto libero.»
244. ↑  Stampa, p. 176.
245. ↑  Boneschi, p. 212.
246. ↑  Cantù, p. 306:
«Così a chi gli faceva riflettere che nel 1848 Pio IX benedisse l'Italia, [Manzoni] replicò: "Sì, ma poi la mandò a farsi benedire".»
247. 1 2  De Gubernatis, pp. 292-293:
«Nella lettera che scrisse al Briano per rinunciare alla deputazione, il Manzoni fece pure allusione alla sua balbuzie; ad un amico poi che gli domandava perché non avea voluto esser deputato, egli, scherzando, rispondeva: «Poniamo il caso che io volessi parlare e mi volgessi al presidente per domandargli la parola, il presidente dovrebbe rispondermi: — Scusi, onorevole Manzoni, ma a lei la parola io non la posso dare. — » Ho qui solamente toccato di un difetto fisico del Manzoni solamente per mostrare come anche da esso il Manzoni abbia saputo trovar nuovo alimento alle sue inesauribili arguzie.»
248. ↑  Stampa, p. 497.
249. ↑  Fabris, pp. 22-25.
250. ↑   Alfredo Comandini, 23 maggio 1873, in L'Italia nei cento anni del secolo XIX (1801-1900) giorno per giorno illustrata, V, Milano, Antonio Vallardi, 1930-1942,  p. 182.
251. ↑  Barbiera, p. 274.
252. ↑   Tomba di Alessandro Manzoni, su arte.it. URL consultato il 31 luglio 2015.
253. ↑   La festa manzoniana (JPG), in Illustrazione Italiana, 27 maggio 1883,  p. 326. URL consultato il 9 dicembre 2017 (archiviato dall'url originale il 10 dicembre 2017).
254. ↑   Archivi categoria: 1923, su mercatofilatelico.com, mercatofilatelico. URL consultato il 3 agosto 2015.
255. ↑   Nel I centenario della morte di Alessandro Manzoni, 19 maggio 1973 | Paolo VI, su www.vatican.va. URL consultato il 2 gennaio 2025.
256. ↑   Pierfranco Bruni, “Manzoni 150” presentato alla Camera dei Deputati a Roma, su corrierenazionale.net, Il Corriere Nazionale, 16 gennaio 2024. URL consultato il 2 gennaio 2025.
257. ↑   Segretariato generale della Presidenza della Repubblica-Servizio sistemi informatici, 150° anniversario della morte di Alessandro Manzoni, su Quirinale. URL consultato il 2 gennaio 2025.
258. ↑   MANIFESTAZIONI PER IL 150ESIMO ANNIVERSARIO DALLA MORTE DI MANZONI | Casa Manzoni, su www.casadelmanzoni.it. URL consultato il 2 gennaio 2025.
259. ↑   Omaggio a Manzoni nel Duomo di Milano – Chiesa di Milano, su chiesadimilano.it. URL consultato il 2 gennaio 2025.
260. 1 2 3   Scheda senatore Manzoni Alessandro, su notes9.senato.it, Senato della Repubblica. URL consultato il 29 luglio 2015 (archiviato dall'url originale il 26 gennaio 2010).
261. ↑   Alessandro Conte Manzoni | ORDEN POUR LE MÉRITE, su www.orden-pourlemerite.de. URL consultato il 1º giugno 2022.
262. ↑  Orlandi, Tavola 5°.
263. ↑  Nello specifico, per la famiglia Porro, si veda: Alberi Genealogici delle Case Nobili di Milano, p. 775.
264. ↑  Arrigoni, p. 387, nota 2:
«Suo padre don Pietro Antonio nacque al Caleotto, parrocchia di Castello sopra Lecco, nel 1736; suo avo [cioè nonno, n.d.a] don Alessandro nacque precisamente un secolo prima di lui [cioè di Alessandro Manzoni scrittore, n.d.a], ossia nel 1686, al medesimo luogo del Caleotto da Margherita Arrigoni e dal dottor Pietro Antonio, che dalla Valsassina era ivi venuto ad accasarsi.»
265. ↑  In Calvi, p. 399, nell'enumerare i membri del patriziato milanese, ricorda i nomi di Cesare Beccaria Bonesana, figlio del March. Don Gio. Saverio (che ottenne il patriziato il 24 dicembre 1759), figlio a sua volta del defunto March. Don Francesco.
266. ↑  Nello specifico, per i de Blasco, si veda: Alberi Genealogici delle Case Nobili di Milano, p. 205.
267. ↑  Boneschi, p. 338.
268. ↑  Boneschi, p. 391.
269. 1 2  Boneschi, p. 374.
270. 1 2  Boneschi, p. 392.
271. ↑  Boneschi, p. 393.
272. ↑   E l'erede difende l'antenato, in la Repubblica, 24 novembre 1988. URL consultato il 2 agosto 2015.